# Playoffs NBA 2018
Navigation
Playoffs 2017 Playoffs 2019
Les playoffs NBA 2018 sont les séries éliminatoires (en anglais : playoffs) de la saison NBA 2017-2018. Ils débutent le samedi 14 avril 2018.

## Règlement
Contrairement aux années antérieures à 2017, où les 3 équipes vainqueurs de division étaient directement qualifiées pour les playoffs, cette année ce sont les 8 premiers de chacune des deux conférences (Est et Ouest) qui se qualifient. Les 8 équipes qualifiées de chaque conférence sont classées de 1 à 8 selon leur nombre de victoires.
Les critères de départage des équipes sont :
1. équipe championne de division par rapport à une équipe non championne de division
2. face-à-face
3. bilan de division (si les équipes sont dans la même division)
4. bilan de conférence
5. bilan face aux équipes qualifiées en playoffs situées dans la même conférence
6. bilan face aux équipes qualifiées en playoffs situées dans l'autre conférence
7. différence générale de points.

Au premier tour, l'équipe classée numéro 1 affronte l'équipe classée numéro 8, la numéro 2 la 7, la 3 la 6 et la 4 la 5.
En demi-finale de conférence, l'équipe vainqueur du match entre la numéro 1 et la numéro 8 rencontre l'équipe vainqueur du match entre la numéro 4 et la numéro 5 et l'équipe vainqueur du match entre la numéro 2 et la numéro 7 rencontre l'équipe vainqueur du match entre la numéro 3 et la numéro 6.
Les vainqueurs des demi-finales de conférence s'affrontent en finale de conférence. Les deux équipes ayant remporté la finale de leur conférence respective sont nommées championnes de conférence et se rencontrent ensuite pour une série déterminant le champion NBA.
Chaque série de playoffs se déroule au meilleur des 7 matches, la première équipe à 4 victoires passant au tour suivant. Dans chaque série, l'avantage du terrain est attribué à l'équipe ayant le plus de victoires, quel que soit son classement à l'issue de la saison régulière.
Les séries se déroulent de la manière suivante : 
| Match | Équipe recevant |
| ----- | --------------- |
| 1     | Meilleur bilan  |
| 2     | Meilleur bilan  |
| 3     | Moins bon bilan |
| 4     | Moins bon bilan |
| 5     | Meilleur bilan  |
| 6     | Moins bon bilan |
| 7     | Meilleur bilan  |

## Équipes qualifiées
| Toronto Boston Oakland Houston Cleveland Indianapolis Philadelphie Washington Portland Miami Milwaukee Salt Lake City Oklahoma City San Antonio La Nouvelle-Orléans Minneapolis |

### Conférence Est
| Rang | Équipe                 | Bilan | Obtention         | Obtention         | Obtention                       | Obtention          |
| Rang | Équipe                 | Bilan | Place en playoffs | Titre de division | Meilleur bilan de la conférence | Meilleur bilan NBA |
| ---- | ---------------------- | ----- | ----------------- | ----------------- | ------------------------------- | ------------------ |
| 1    | Raptors de Toronto     | 59-23 | 7 mars            | 6 avril           | 6 avril                         | —                  |
| 2    | Celtics de Boston      | 55-27 | 8 mars            | —                 | —                               | —                  |
| 3    | 76ers de Philadelphie  | 52-30 | 26 mars           | —                 | —                               | —                  |
| 4    | Cavaliers de Cleveland | 50-32 | 22 mars           | 9 avril           | —                               | —                  |
| 5    | Pacers de l'Indiana    | 48-34 | 26 mars           | —                 | —                               | —                  |
| 6    | Heat de Miami          | 44-38 | 5 avril           | 11 avril          | —                               | —                  |
| 7    | Bucks de Milwaukee     | 44-38 | 3 avril           | —                 | —                               | —                  |
| 8    | Wizards de Washington  | 43-39 | 31 mars           | —                 | —                               | —                  |

### Conférence Ouest
| Rang | Équipe                          | Bilan | Obtention         | Obtention         | Obtention                       | Obtention          |
| Rang | Équipe                          | Bilan | Place en playoffs | Titre de division | Meilleur bilan de la conférence | Meilleur bilan NBA |
| ---- | ------------------------------- | ----- | ----------------- | ----------------- | ------------------------------- | ------------------ |
| 1    | Rockets de Houston              | 65-17 | 12 mars           | 15 mars           | 29 mars                         | 31 mars            |
| 2    | Warriors de Golden State        | 58-24 | 15 mars           | 15 mars           | —                               | —                  |
| 3    | Trail Blazers de Portland       | 49-33 | 8 avril           | 11 avril          | —                               | —                  |
| 4    | Thunder d'Oklahoma City         | 48-34 | 9 avril           | —                 | —                               | —                  |
| 5    | Jazz de l'Utah                  | 48-34 | 1er avril         | —                 | —                               | —                  |
| 6    | Pelicans de La Nouvelle-Orléans | 48-34 | 9 avril           | —                 | —                               | —                  |
| 7    | Spurs de San Antonio            | 47-35 | 9 avril           | —                 | —                               | —                  |
| 8    | Timberwolves du Minnesota       | 47-35 | 11 avril          | —                 | —                               | —                  |

### Tableau
|  | 1er tour         | 1er tour                        | 1er tour                 |   |                           | Demi-finales de Conférence      | Demi-finales de Conférence | Demi-finales de Conférence |  |   | Finales de Conférence  | Finales de Conférence | Finales de Conférence |  |    | Finale NBA             | Finale NBA | Finale NBA |
|  |                  |                                 |                          |   |                           |                                 |                            |                            |  |   |                        |                       |                       |  |    |                        |            |            |
|  | 1                | Raptors de Toronto              | 4                        |   |                           |                                 |                            |                            |  |   |                        |                       |                       |  |    |                        |            |            |
|  | 8                | Wizards de Washington           | 2                        |   |                           |                                 |                            |                            |  |   |                        |                       |                       |  |    |                        |            |            |
|  | 8                | Wizards de Washington           | 2                        |   | 1                         | Raptors de Toronto              | 0                          |                            |  |   |                        |                       |                       |  |    |                        |            |            |
|  |                  |                                 |                          |   | 1                         | Raptors de Toronto              | 0                          |                            |  |   |                        |                       |                       |  |    |                        |            |            |
|  |                  | 4                               | Cavaliers de Cleveland   | 4 |                           |                                 |                            |                            |  |   |                        |                       |                       |  |    |                        |            |            |
|  | 4                | 4                               | Cavaliers de Cleveland   | 4 | Cavaliers de Cleveland    | 4                               |                            |                            |  |   |                        |                       |                       |  |    |                        |            |            |
|  | 4                |                                 |                          |   | Cavaliers de Cleveland    | 4                               |                            |                            |  |   |                        |                       |                       |  |    |                        |            |            |
|  | 5                | Pacers de l'Indiana             | 3                        |   |                           |                                 |                            |                            |  |   |                        |                       |                       |  |    |                        |            |            |
|  | 5                | Pacers de l'Indiana             | 3                        |   |                           |                                 |                            |                            |  | 4 | Cavaliers de Cleveland | 4                     |                       |  |    |                        |            |            |
|  | Conférence Est   |                                 |                          |   |                           |                                 |                            |                            |  | 4 | Cavaliers de Cleveland | 4                     |                       |  |    |                        |            |            |
|  |                  | 2                               | Celtics de Boston        | 3 |                           |                                 |                            |                            |  |   |                        |                       |                       |  |    |                        |            |            |
|  | 3                | 2                               | Celtics de Boston        | 3 | Sixers de Philadelphie    | 4                               |                            |                            |  |   |                        |                       |                       |  |    |                        |            |            |
|  | 3                |                                 |                          |   | Sixers de Philadelphie    | 4                               |                            |                            |  |   |                        |                       |                       |  |    |                        |            |            |
|  | 6                | Heat de Miami                   | 1                        |   |                           |                                 |                            |                            |  |   |                        |                       |                       |  |    |                        |            |            |
|  | 6                | Heat de Miami                   | 1                        |   | 3                         | Sixers de Philadelphie          | 1                          |                            |  |   |                        |                       |                       |  |    |                        |            |            |
|  |                  |                                 |                          |   | 3                         | Sixers de Philadelphie          | 1                          |                            |  |   |                        |                       |                       |  |    |                        |            |            |
|  |                  | 2                               | Celtics de Boston        | 4 |                           |                                 |                            |                            |  |   |                        |                       |                       |  |    |                        |            |            |
|  | 2                | 2                               | Celtics de Boston        | 4 | Celtics de Boston         | 4                               |                            |                            |  |   |                        |                       |                       |  |    |                        |            |            |
|  | 2                |                                 |                          |   | Celtics de Boston         | 4                               |                            |                            |  |   |                        |                       |                       |  |    |                        |            |            |
|  | 7                | Bucks de Milwaukee              | 3                        |   |                           |                                 |                            |                            |  |   |                        |                       |                       |  |    |                        |            |            |
|  | 7                | Bucks de Milwaukee              | 3                        |   |                           |                                 |                            |                            |  |   |                        |                       |                       |  | E4 | Cavaliers de Cleveland | 0          |            |
|  |                  |                                 |                          |   |                           |                                 |                            |                            |  |   |                        |                       |                       |  | E4 | Cavaliers de Cleveland | 0          |            |
|  |                  | W2                              | Warriors de Golden State | 4 |                           |                                 |                            |                            |  |   |                        |                       |                       |  |    |                        |            |            |
|  | 1                | W2                              | Warriors de Golden State | 4 | Rockets de Houston        | 4                               |                            |                            |  |   |                        |                       |                       |  |    |                        |            |            |
|  | 1                |                                 |                          |   | Rockets de Houston        | 4                               |                            |                            |  |   |                        |                       |                       |  |    |                        |            |            |
|  | 8                | Timberwolves du Minnesota       | 1                        |   |                           |                                 |                            |                            |  |   |                        |                       |                       |  |    |                        |            |            |
|  | 8                | Timberwolves du Minnesota       | 1                        |   | 1                         | Rockets de Houston              | 4                          |                            |  |   |                        |                       |                       |  |    |                        |            |            |
|  |                  |                                 |                          |   | 1                         | Rockets de Houston              | 4                          |                            |  |   |                        |                       |                       |  |    |                        |            |            |
|  |                  | 5                               | Jazz de l'Utah           | 1 |                           |                                 |                            |                            |  |   |                        |                       |                       |  |    |                        |            |            |
|  | 4                | 5                               | Jazz de l'Utah           | 1 | Thunder d'Oklahoma City   | 2                               |                            |                            |  |   |                        |                       |                       |  |    |                        |            |            |
|  | 4                |                                 |                          |   | Thunder d'Oklahoma City   | 2                               |                            |                            |  |   |                        |                       |                       |  |    |                        |            |            |
|  | 5                | Jazz de l'Utah                  | 4                        |   |                           |                                 |                            |                            |  |   |                        |                       |                       |  |    |                        |            |            |
|  | 5                | Jazz de l'Utah                  | 4                        |   |                           |                                 |                            |                            |  | 1 | Rockets de Houston     | 3                     |                       |  |    |                        |            |            |
|  | Conférence Ouest |                                 |                          |   |                           |                                 |                            |                            |  | 1 | Rockets de Houston     | 3                     |                       |  |    |                        |            |            |
|  |                  | 2                               | Warriors de Golden State | 4 |                           |                                 |                            |                            |  |   |                        |                       |                       |  |    |                        |            |            |
|  | 3                | 2                               | Warriors de Golden State | 4 | Trail Blazers de Portland | 0                               |                            |                            |  |   |                        |                       |                       |  |    |                        |            |            |
|  | 3                |                                 |                          |   | Trail Blazers de Portland | 0                               |                            |                            |  |   |                        |                       |                       |  |    |                        |            |            |
|  | 6                | Pelicans de La Nouvelle-Orléans | 4                        |   |                           |                                 |                            |                            |  |   |                        |                       |                       |  |    |                        |            |            |
|  | 6                | Pelicans de La Nouvelle-Orléans | 4                        |   | 6                         | Pelicans de La Nouvelle-Orléans | 1                          |                            |  |   |                        |                       |                       |  |    |                        |            |            |
|  |                  |                                 |                          |   | 6                         | Pelicans de La Nouvelle-Orléans | 1                          |                            |  |   |                        |                       |                       |  |    |                        |            |            |
|  |                  | 2                               | Warriors de Golden State | 4 |                           |                                 |                            |                            |  |   |                        |                       |                       |  |    |                        |            |            |
|  | 2                | 2                               | Warriors de Golden State | 4 | Warriors de Golden State  | 4                               |                            |                            |  |   |                        |                       |                       |  |    |                        |            |            |
|  | 2                |                                 |                          |   | Warriors de Golden State  | 4                               |                            |                            |  |   |                        |                       |                       |  |    |                        |            |            |
|  | 7                | Spurs de San Antonio            | 1                        |   |                           |                                 |                            |                            |  |   |                        |                       |                       |  |    |                        |            |            |

### Conférence Est
Salles
Salles des huit participants.

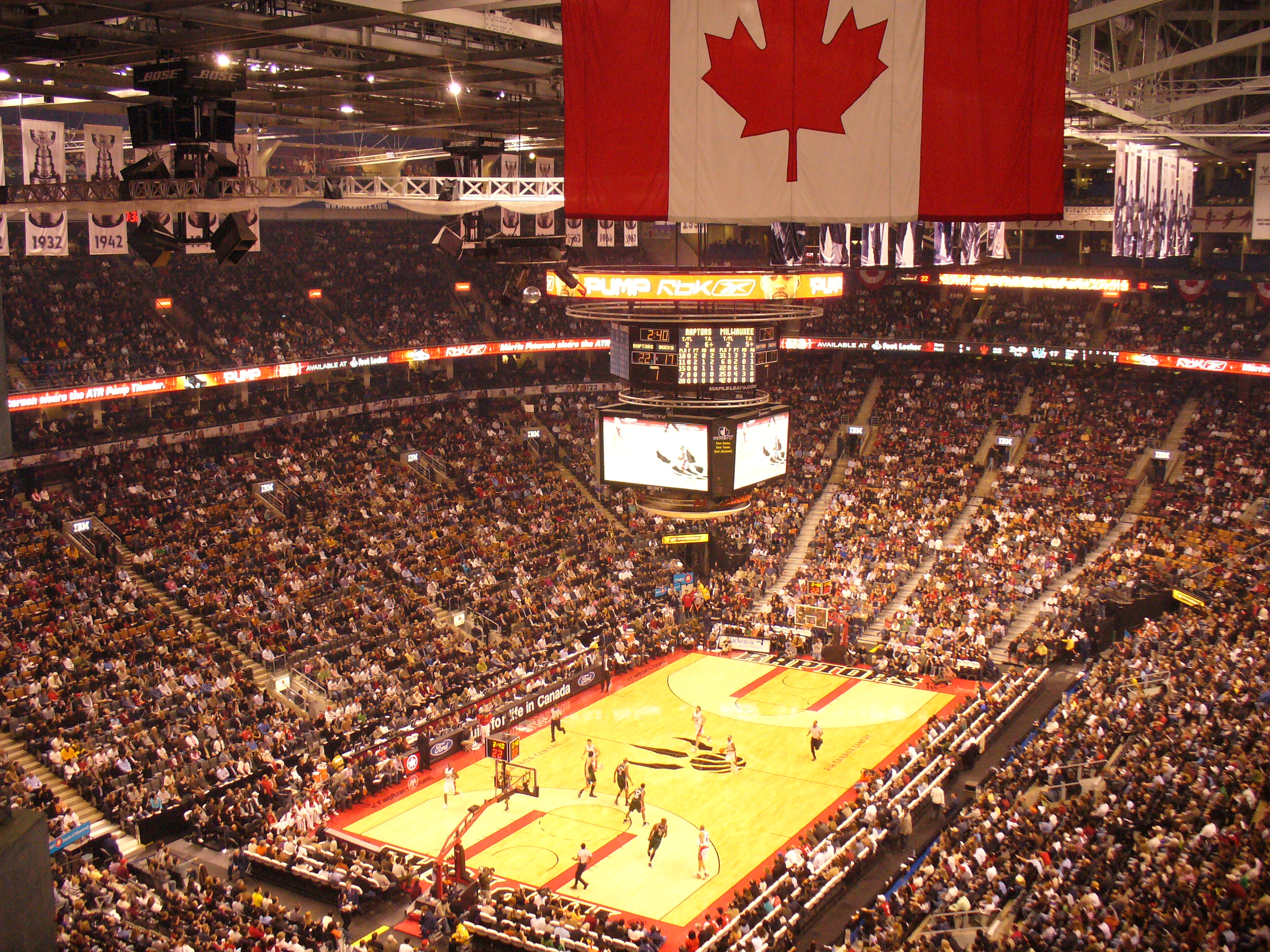
Centre Air Canada, Toronto
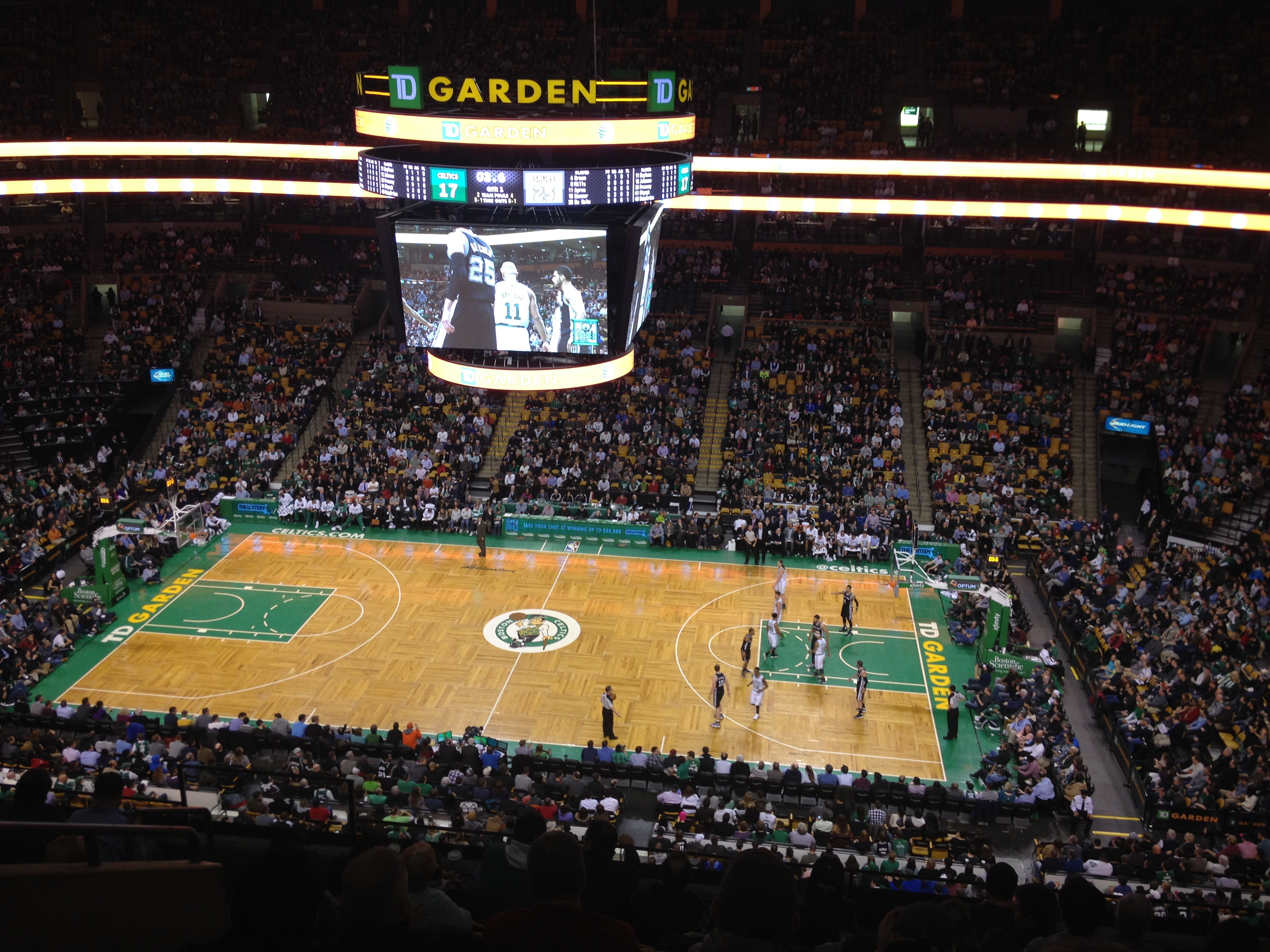
TD Garden, Boston
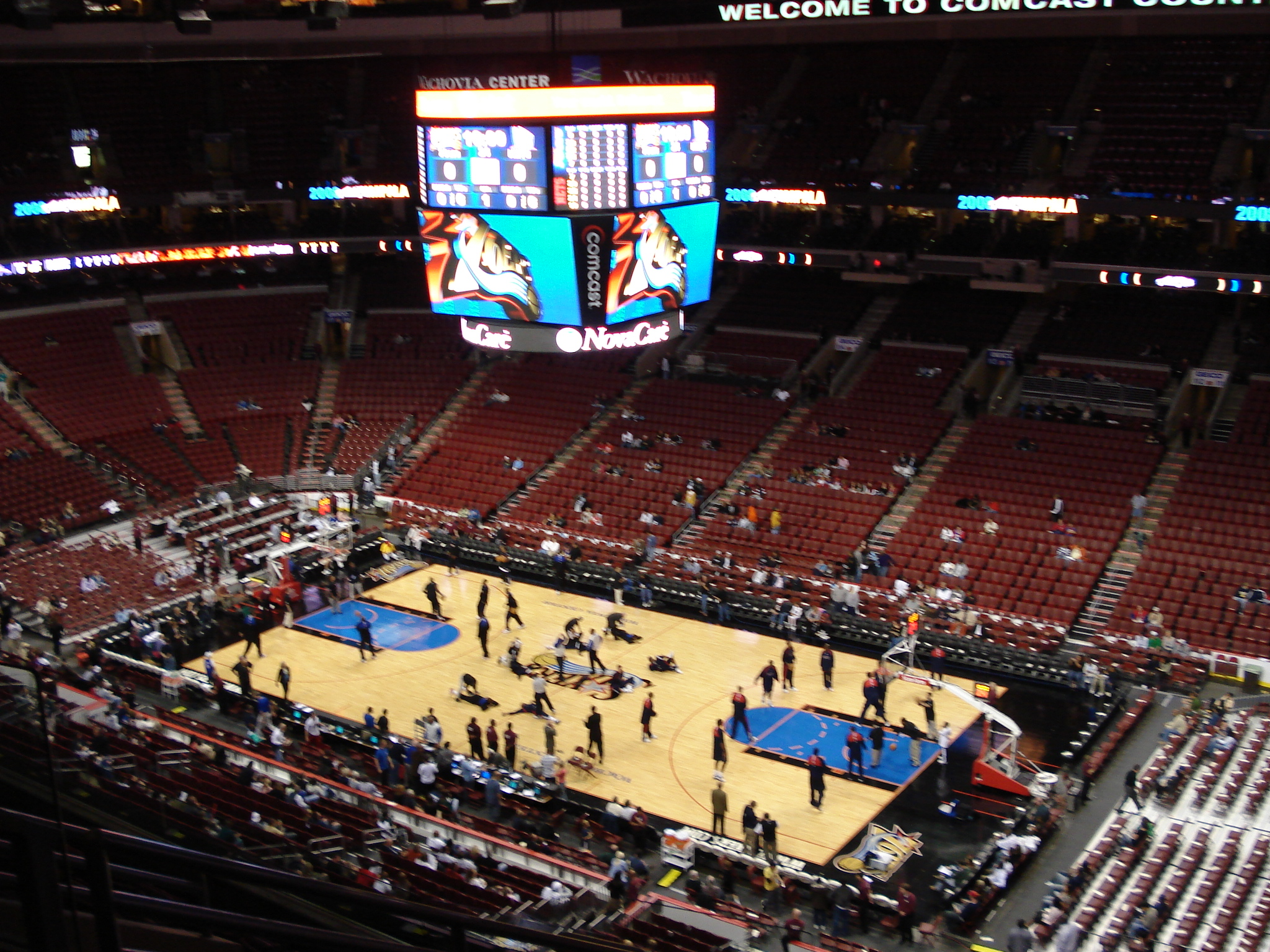
Wells Fargo Center, Philadelphie
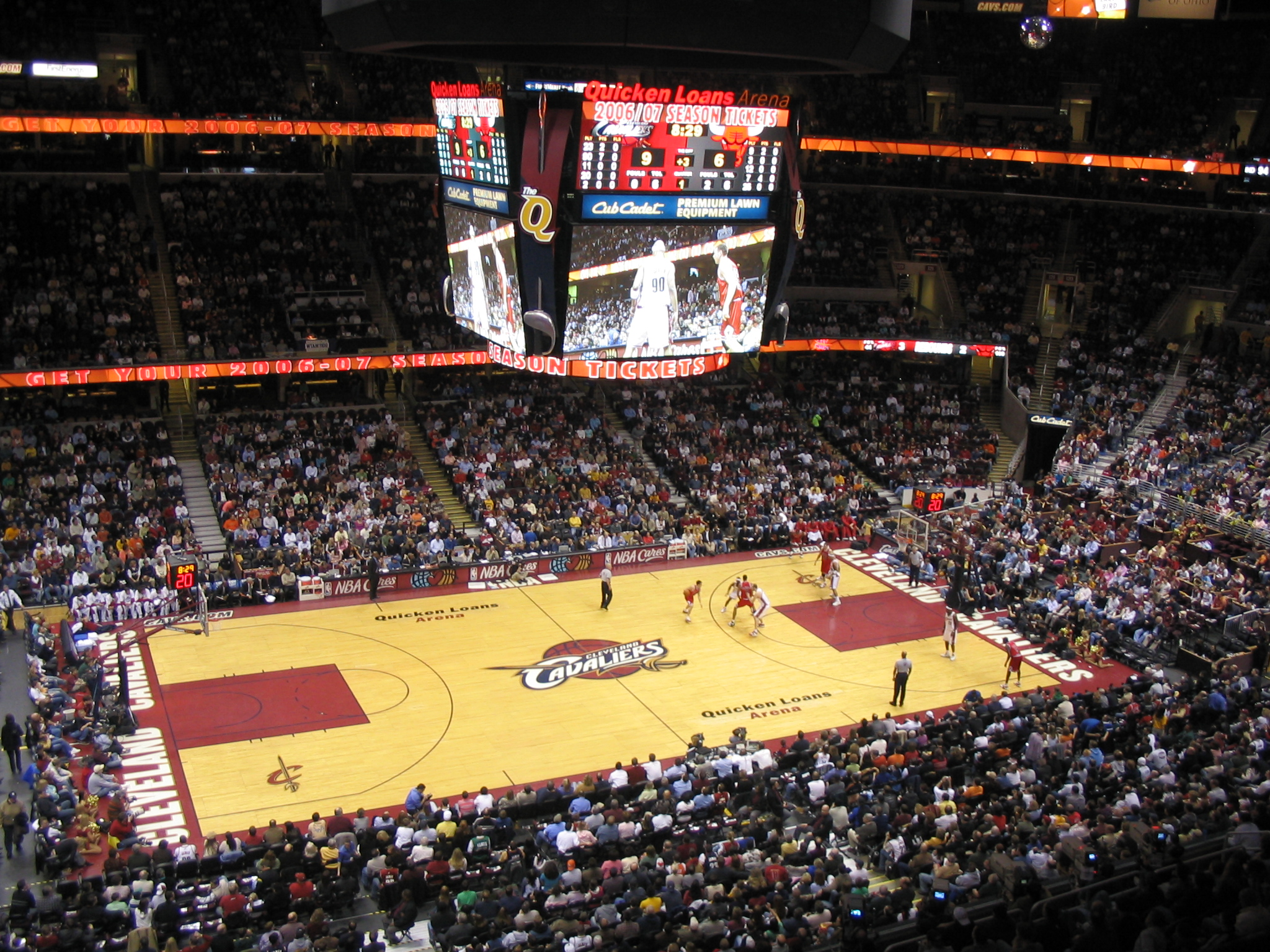
Quicken Loans Arena, Cleveland
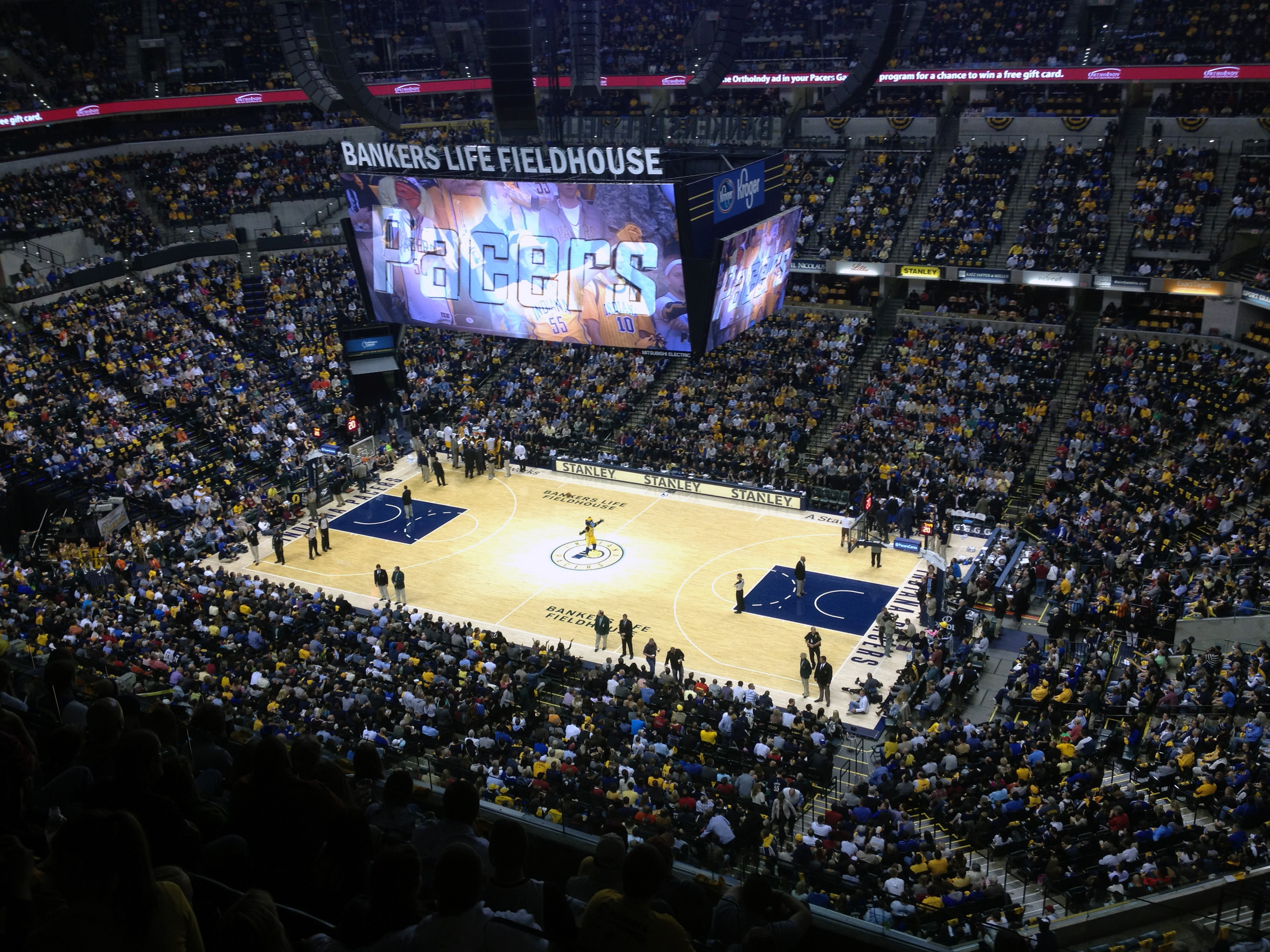
Bankers Life Fieldhouse, Indianapolis
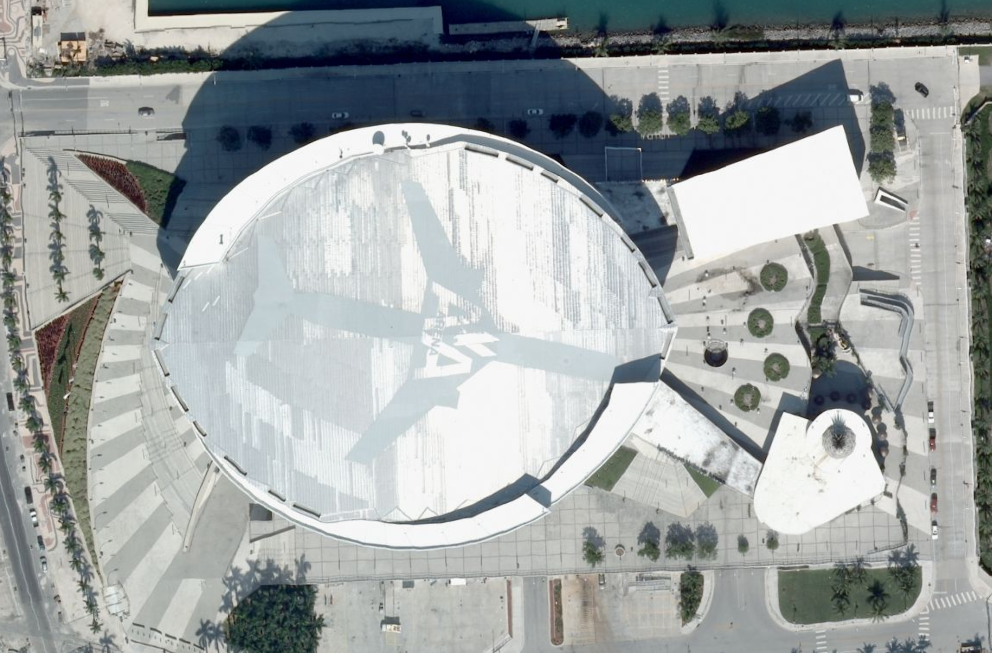
American Airlines Arena, Miami
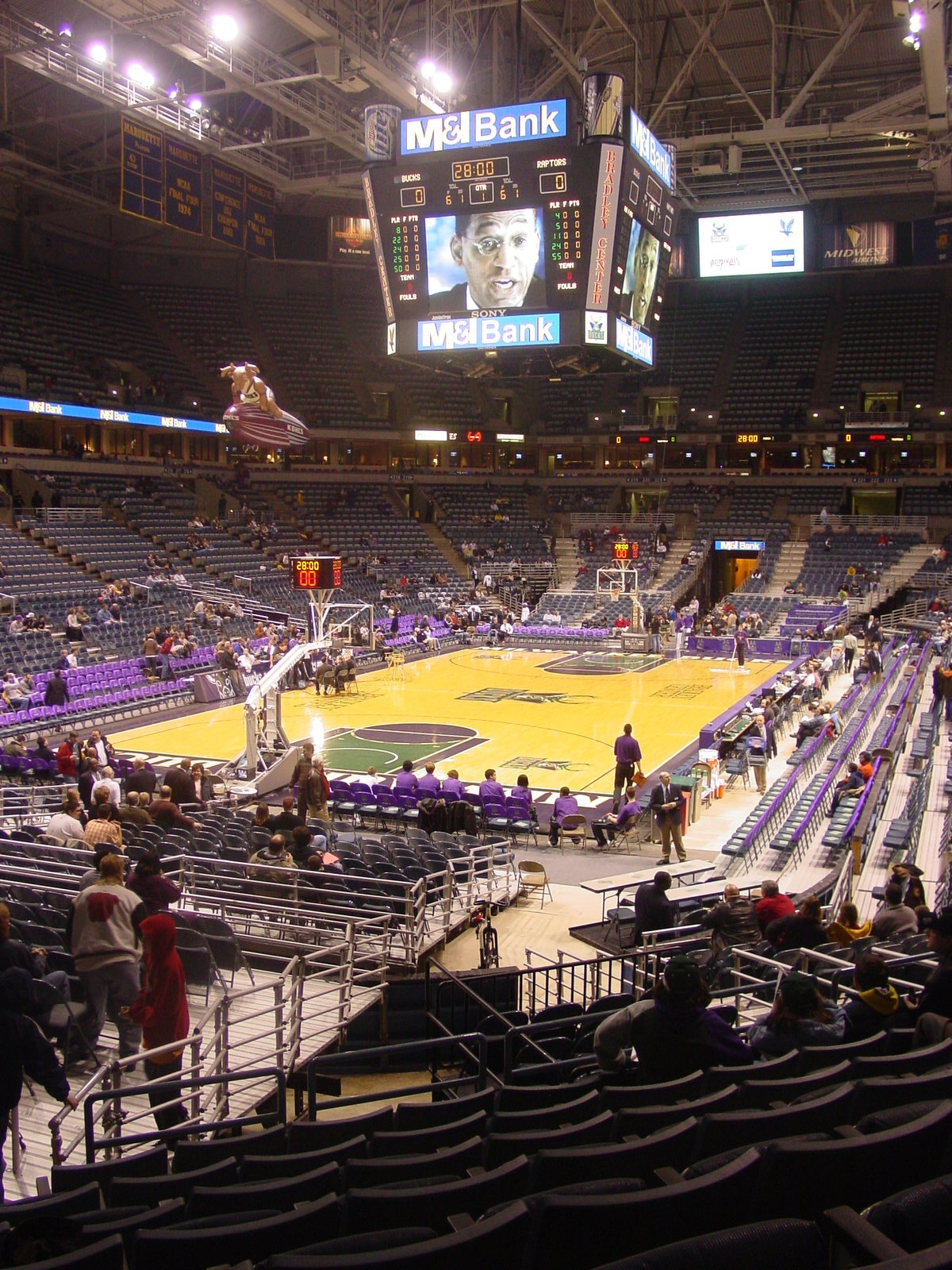
BMO Harris Bradley Center, Milwaukee
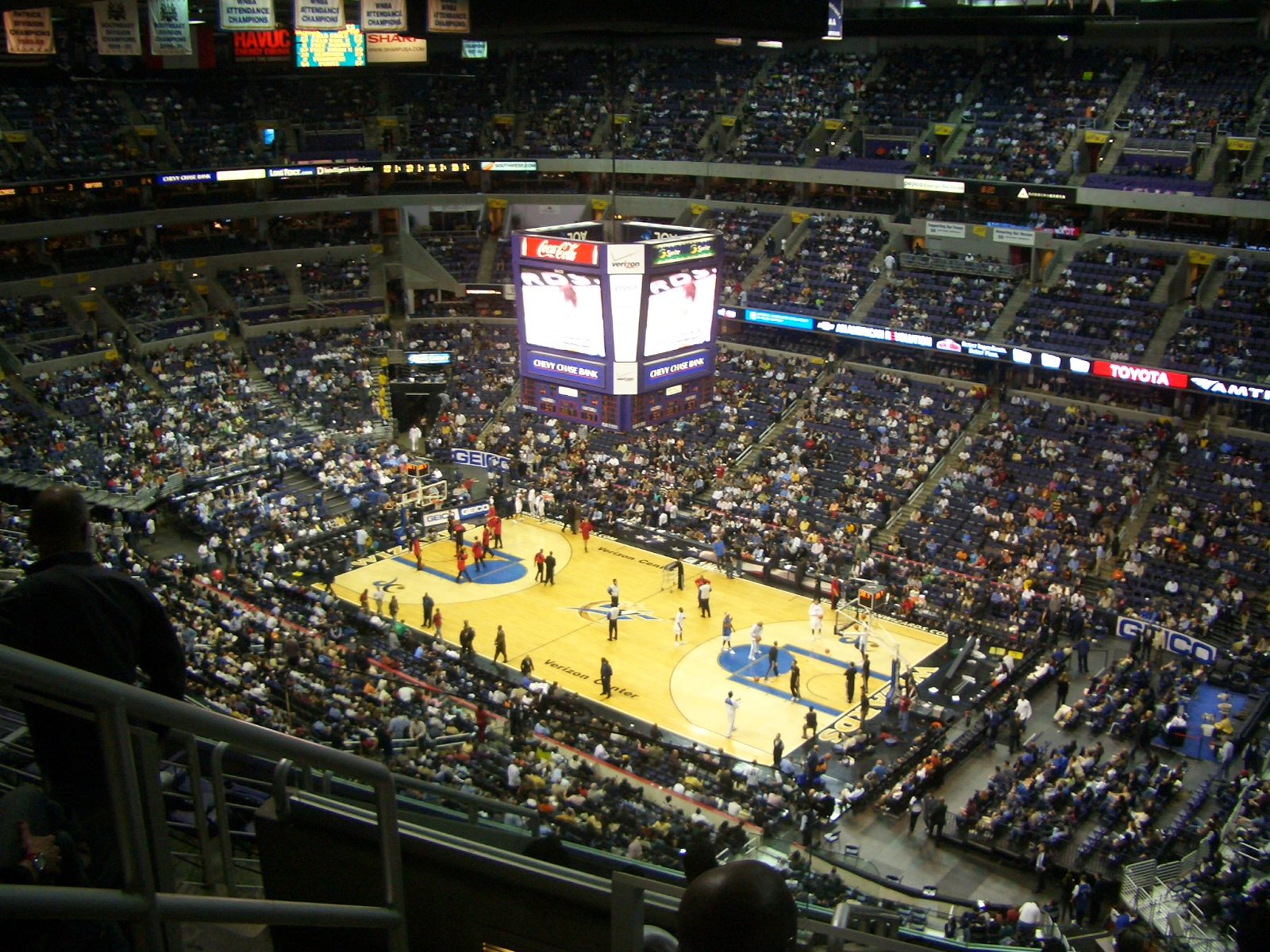
Verizon Center, Washington

#### Premier tour

##### (1)Raptors de Torontovs.Wizards de Washington(8)
| 14 avril 2018 17h30 EDT | Rapport | Wizards de Washington 106, Raptors de Toronto 114  | Wizards de Washington 106, Raptors de Toronto 114 | Wizards de Washington 106, Raptors de Toronto 114 |  | Centre Air Canada, Toronto, Ontario Affluence : 19 937 Arbitres : Scott Foster, Tony Brothers, Pat Fraher | ESPN, BeIn Sports |
| 14 avril 2018 17h30 EDT | Rapport | Score par quart-temps : 23-28, 36-27, 26-31, 21-28 |                                                   |                                                   |  | Centre Air Canada, Toronto, Ontario Affluence : 19 937 Arbitres : Scott Foster, Tony Brothers, Pat Fraher | ESPN, BeIn Sports |
| 14 avril 2018 17h30 EDT | Rapport | Score par mi-temps : 59-55, 47-59                  |                                                   |                                                   |  | Centre Air Canada, Toronto, Ontario Affluence : 19 937 Arbitres : Scott Foster, Tony Brothers, Pat Fraher | ESPN, BeIn Sports |
| 14 avril 2018 17h30 EDT | Rapport | John Wall, 23 Markieff Morris, 11 John Wall, 15    | Points Rebonds Passes d.                          | Serge Ibaka, 23 Serge Ibaka, 12 Kyle Lowry, 9     |  | Centre Air Canada, Toronto, Ontario Affluence : 19 937 Arbitres : Scott Foster, Tony Brothers, Pat Fraher | ESPN, BeIn Sports |

| 17 avril 2018 19h00 EDT | Rapport | Wizards de Washington 119, Raptors de Toronto 130  | Wizards de Washington 119, Raptors de Toronto 130 | Wizards de Washington 119, Raptors de Toronto 130      |  | Centre Air Canada, Toronto, Ontario Affluence : 20 242 Arbitres : Mike Callahan, Courtney Kirkland, Tom Washington | NBA TV, BeIn Sports |
| 17 avril 2018 19h00 EDT | Rapport | Score par quart-temps : 27-44, 31-32, 32-24, 29-30 |                                                   |                                                        |  | Centre Air Canada, Toronto, Ontario Affluence : 20 242 Arbitres : Mike Callahan, Courtney Kirkland, Tom Washington | NBA TV, BeIn Sports |
| 17 avril 2018 19h00 EDT | Rapport | Score par mi-temps : 58-76, 61-54                  |                                                   |                                                        |  | Centre Air Canada, Toronto, Ontario Affluence : 20 242 Arbitres : Mike Callahan, Courtney Kirkland, Tom Washington | NBA TV, BeIn Sports |
| 17 avril 2018 19h00 EDT | Rapport | John Wall, 29 Kelly Oubre, 5 John Wall, 9          | Points Rebonds Passes d.                          | DeMar DeRozan, 37 Jonas Valančiūnas, 14 Kyle Lowry, 12 |  | Centre Air Canada, Toronto, Ontario Affluence : 20 242 Arbitres : Mike Callahan, Courtney Kirkland, Tom Washington | NBA TV, BeIn Sports |

| 20 avril 2018 20h00 EDT | Rapport | Raptors de Toronto 103, Wizards de Washington 122  | Raptors de Toronto 103, Wizards de Washington 122 | Raptors de Toronto 103, Wizards de Washington 122 |  | Capital One Arena, Washington, D.C. Affluence : 20 356 Arbitres : Ken Mauer, James Williams, Gary Zielinski | ESPN2, BeIn Sports |
| 20 avril 2018 20h00 EDT | Rapport | Score par quart-temps : 29-30, 32-39, 21-32, 21-21 |                                                   |                                                   |  | Capital One Arena, Washington, D.C. Affluence : 20 356 Arbitres : Ken Mauer, James Williams, Gary Zielinski | ESPN2, BeIn Sports |
| 20 avril 2018 20h00 EDT | Rapport | Score par mi-temps : 61-69, 42-53                  |                                                   |                                                   |  | Capital One Arena, Washington, D.C. Affluence : 20 356 Arbitres : Ken Mauer, James Williams, Gary Zielinski | ESPN2, BeIn Sports |
| 20 avril 2018 20h00 EDT | Rapport | DeMar DeRozan, 23 Serge Ibaka, 6 Kyle Lowry, 8     | Points Rebonds Passes d.                          | Beal, Wall, 28 Otto Porter, 8 John Wall, 14       |  | Capital One Arena, Washington, D.C. Affluence : 20 356 Arbitres : Ken Mauer, James Williams, Gary Zielinski | ESPN2, BeIn Sports |

| 22 avril 2018 18h00 EDT | Rapport | Raptors de Toronto 98, Wizards de Washington 106   | Raptors de Toronto 98, Wizards de Washington 106 | Raptors de Toronto 98, Wizards de Washington 106       |  | Capital One Arena, Washington, D.C. Affluence : 20 356 Arbitres : Derrick Stafford, Derrick Collins, Josh Tiven | TNT |
| 22 avril 2018 18h00 EDT | Rapport | Score par quart-temps : 30-22, 21-18, 29-40, 18-26 |                                                  |                                                        |  | Capital One Arena, Washington, D.C. Affluence : 20 356 Arbitres : Derrick Stafford, Derrick Collins, Josh Tiven | TNT |
| 22 avril 2018 18h00 EDT | Rapport | Score par mi-temps : 51-40, 47-66                  |                                                  |                                                        |  | Capital One Arena, Washington, D.C. Affluence : 20 356 Arbitres : Derrick Stafford, Derrick Collins, Josh Tiven | TNT |
| 22 avril 2018 18h00 EDT | Rapport | DeMar DeRozan, 35 Serge Ibaka, 10 DeMar DeRozan, 6 | Points Rebonds Passes d.                         | Bradley Beal, 31 Porter, Gortat, Wall, 6 John Wall, 14 |  | Capital One Arena, Washington, D.C. Affluence : 20 356 Arbitres : Derrick Stafford, Derrick Collins, Josh Tiven | TNT |

| 25 avril 2018 19h00 EDT | Rapport | Wizards de Washington 98, Raptors de Toronto 108   | Wizards de Washington 98, Raptors de Toronto 108 | Wizards de Washington 98, Raptors de Toronto 108       |  | Centre Air Canada, Toronto, Ontario Affluence : 19 987 Arbitres : Mark Ayotte, John Goble, Marc Davis | NBA TV |
| 25 avril 2018 19h00 EDT | Rapport | Score par quart-temps : 24-23, 23-25, 31-31, 20-29 |                                                  |                                                        |  | Centre Air Canada, Toronto, Ontario Affluence : 19 987 Arbitres : Mark Ayotte, John Goble, Marc Davis | NBA TV |
| 25 avril 2018 19h00 EDT | Rapport | Score par mi-temps : 47-48, 51-60                  |                                                  |                                                        |  | Centre Air Canada, Toronto, Ontario Affluence : 19 987 Arbitres : Mark Ayotte, John Goble, Marc Davis | NBA TV |
| 25 avril 2018 19h00 EDT | Rapport | John Wall, 26 Marcin Gortat, 12 John Wall, 9       | Points Rebonds Passes d.                         | DeMar DeRozan, 32 Jonas Valančiūnas, 13 Kyle Lowry, 10 |  | Centre Air Canada, Toronto, Ontario Affluence : 19 987 Arbitres : Mark Ayotte, John Goble, Marc Davis | NBA TV |

| 27 avril 2018 1h00 EDT | Rapport | Raptors de Toronto 102, Wizards de Washington 92   | Raptors de Toronto 102, Wizards de Washington 92 | Raptors de Toronto 102, Wizards de Washington 92  |  | Capital One Arena, Washington, D.C. Affluence : 20 356 Arbitres : James Capers, Zach Zarba, Sean Corbin | NBA TV, BeIn Sports |
| 27 avril 2018 1h00 EDT | Rapport | Score par quart-temps : 20-30, 30-23, 23-25, 29-14 |                                                  |                                                   |  | Capital One Arena, Washington, D.C. Affluence : 20 356 Arbitres : James Capers, Zach Zarba, Sean Corbin | NBA TV, BeIn Sports |
| 27 avril 2018 1h00 EDT | Rapport | Score par mi-temps : 50-53, 52-39                  |                                                  |                                                   |  | Capital One Arena, Washington, D.C. Affluence : 20 356 Arbitres : James Capers, Zach Zarba, Sean Corbin | NBA TV, BeIn Sports |
| 27 avril 2018 1h00 EDT | Rapport | Kyle Lowry, 24 Jonas Valančiūnas, 12 Kyle Lowry, 6 | Points Rebonds Passes d.                         | Bradley Beal, 32 Markieff Morris, 15 John Wall, 8 |  | Capital One Arena, Washington, D.C. Affluence : 20 356 Arbitres : James Capers, Zach Zarba, Sean Corbin | NBA TV, BeIn Sports |
| 27 avril 2018 1h00 EDT | Rapport | Toronto remporte la série 4 à 2.                   |                                                  |                                                   |  | Capital One Arena, Washington, D.C. Affluence : 20 356 Arbitres : James Capers, Zach Zarba, Sean Corbin | NBA TV, BeIn Sports |

Matchs de saison régulière
Egalité dans la série 2 à 2.
| 5 novembre 2017 | Rapport | Wizards de Washington 107, Raptors de Toronto 96 | Wizards de Washington 107, Raptors de Toronto 96 | Wizards de Washington 107, Raptors de Toronto 96 |  | Centre Air Canada, Toronto, Ontario |

| 19 novembre 2017 | Rapport | Wizards de Washington 91, Raptors de Toronto 100 | Wizards de Washington 91, Raptors de Toronto 100 | Wizards de Washington 91, Raptors de Toronto 100 |  | Centre Air Canada, Toronto, Ontario |

| 1er février 2018 | Rapport | Raptors de Toronto 119, Wizards de Washington 122 | Raptors de Toronto 119, Wizards de Washington 122 | Raptors de Toronto 119, Wizards de Washington 122 |  | Capital One Arena, Washington, D.C. |

| 2 mars 2018 | Rapport | Raptors de Toronto 102, Wizards de Washington 95 | Raptors de Toronto 102, Wizards de Washington 95 | Raptors de Toronto 102, Wizards de Washington 95 |  | Capital One Arena, Washington, D.C. |

Dernière rencontre en playoffsPremier tour de conférence Est 2015 (Washington gagne 4-0).

##### (2)Celtics de Bostonvs.Bucks de Milwaukee(7)
| 15 avril 2018 13h00 EDT | Rapport | Bucks de Milwaukee 107, Celtics de Boston 113                                | Bucks de Milwaukee 107, Celtics de Boston 113 | Bucks de Milwaukee 107, Celtics de Boston 113          | OT | TD Garden, Boston, Massachusetts Affluence : 18 624 Arbitres : Mike Callahan, Brian Forte, Jason Phillips | TNT, BeIn Sports |
| 15 avril 2018 13h00 EDT | Rapport | Score par quart-temps : 17-29, 30-15, 19-26, 33-29, OT : 8-14                |                                               |                                                        | OT | TD Garden, Boston, Massachusetts Affluence : 18 624 Arbitres : Mike Callahan, Brian Forte, Jason Phillips | TNT, BeIn Sports |
| 15 avril 2018 13h00 EDT | Rapport | Score par mi-temps : 47-44, 60-69                                            |                                               |                                                        | OT | TD Garden, Boston, Massachusetts Affluence : 18 624 Arbitres : Mike Callahan, Brian Forte, Jason Phillips | TNT, BeIn Sports |
| 15 avril 2018 13h00 EDT | Rapport | Giánnis Antetokoúnmpo, 35 Giánnis Antetokoúnmpo, 13 Giánnis Antetokoúnmpo, 7 | Points Rebonds Passes d.                      | Al Horford, 24 Al Horford, 12 Horford, Tatum, Brown, 4 | OT | TD Garden, Boston, Massachusetts Affluence : 18 624 Arbitres : Mike Callahan, Brian Forte, Jason Phillips | TNT, BeIn Sports |

| 17 avril 2018 20h00 EDT | Rapport | Bucks de Milwaukee 106, Celtics de Boston 120                               | Bucks de Milwaukee 106, Celtics de Boston 120 | Bucks de Milwaukee 106, Celtics de Boston 120    |  | TD Garden, Boston, Massachusetts Affluence : 18 624 Arbitres : Marc Davis, Mark Ayotte, Sean Wright | TNT |
| 17 avril 2018 20h00 EDT | Rapport | Score par quart-temps : 22-33, 29-27, 24-30, 31-30                          |                                               |                                                  |  | TD Garden, Boston, Massachusetts Affluence : 18 624 Arbitres : Marc Davis, Mark Ayotte, Sean Wright | TNT |
| 17 avril 2018 20h00 EDT | Rapport | Score par mi-temps : 51-60, 55-60                                           |                                               |                                                  |  | TD Garden, Boston, Massachusetts Affluence : 18 624 Arbitres : Marc Davis, Mark Ayotte, Sean Wright | TNT |
| 17 avril 2018 20h00 EDT | Rapport | Giánnis Antetokoúnmpo, 30 Giánnis Antetokoúnmpo, 9 Giánnis Antetokoúnmpo, 8 | Points Rebonds Passes d.                      | Jaylen Brown, 30 Jayson Tatum, 7 Terry Rozier, 8 |  | TD Garden, Boston, Massachusetts Affluence : 18 624 Arbitres : Marc Davis, Mark Ayotte, Sean Wright | TNT |

| 20 avril 2018 21h30 EDT | Rapport | Celtics de Boston 92, Bucks de Milwaukee 116       | Celtics de Boston 92, Bucks de Milwaukee 116 | Celtics de Boston 92, Bucks de Milwaukee 116              |  | BMO Harris Bradley Center, Milwaukee, Wisconsin Affluence : 18 717 Arbitres : Scott Foster, Sean Corbin, Courtney Kirkland | ESPN |
| 20 avril 2018 21h30 EDT | Rapport | Score par quart-temps : 12-27, 23-31, 32-27, 25-31 |                                              |                                                           |  | BMO Harris Bradley Center, Milwaukee, Wisconsin Affluence : 18 717 Arbitres : Scott Foster, Sean Corbin, Courtney Kirkland | ESPN |
| 20 avril 2018 21h30 EDT | Rapport | Score par mi-temps : 35-58, 57-58                  |                                              |                                                           |  | BMO Harris Bradley Center, Milwaukee, Wisconsin Affluence : 18 717 Arbitres : Scott Foster, Sean Corbin, Courtney Kirkland | ESPN |
| 20 avril 2018 21h30 EDT | Rapport | Al Horford, 16 Greg Monroe, 12 Terry Rozier, 9     | Points Rebonds Passes d.                     | Khris Middleton, 23 Khris Middleton, 8 Khris Middleton, 7 |  | BMO Harris Bradley Center, Milwaukee, Wisconsin Affluence : 18 717 Arbitres : Scott Foster, Sean Corbin, Courtney Kirkland | ESPN |

| 22 avril 2018 13h00 EDT | Rapport | Celtics de Boston 102, Bucks de Milwaukee 104      | Celtics de Boston 102, Bucks de Milwaukee 104 | Celtics de Boston 102, Bucks de Milwaukee 104                                |  | BMO Harris Bradley Center, Milwaukee, Wisconsin Affluence : 18 717 Arbitres : Ed Malloy, Brent Barnaky, Tom Washington | ABC, BeIn Sports |
| 22 avril 2018 13h00 EDT | Rapport | Score par quart-temps : 17-24, 18-27, 32-24, 35-29 |                                               |                                                                              |  | BMO Harris Bradley Center, Milwaukee, Wisconsin Affluence : 18 717 Arbitres : Ed Malloy, Brent Barnaky, Tom Washington | ABC, BeIn Sports |
| 22 avril 2018 13h00 EDT | Rapport | Score par mi-temps : 35-51, 67-53                  |                                               |                                                                              |  | BMO Harris Bradley Center, Milwaukee, Wisconsin Affluence : 18 717 Arbitres : Ed Malloy, Brent Barnaky, Tom Washington | ABC, BeIn Sports |
| 22 avril 2018 13h00 EDT | Rapport | Jaylen Brown, 34 Aron Baynes, 11 Terry Rozier, 8   | Points Rebonds Passes d.                      | Giánnis Antetokoúnmpo, 27 Antetokoúnmpo, Parker, 7 Antetokoúnmpo, Bledsoe, 5 |  | BMO Harris Bradley Center, Milwaukee, Wisconsin Affluence : 18 717 Arbitres : Ed Malloy, Brent Barnaky, Tom Washington | ABC, BeIn Sports |

| 24 avril 2018 13h00 EDT | Rapport | Bucks de Milwaukee 87, Celtics de Boston 92                            | Bucks de Milwaukee 87, Celtics de Boston 92 | Bucks de Milwaukee 87, Celtics de Boston 92   |  | TD Garden, Boston, Massachusetts Affluence : 18 624 Arbitres : James Williams, Pat Fraher, Ken Mauer | NBA TV |
| 24 avril 2018 13h00 EDT | Rapport | Score par quart-temps : 15-23, 22-25, 24-24, 26-20                     |                                             |                                               |  | TD Garden, Boston, Massachusetts Affluence : 18 624 Arbitres : James Williams, Pat Fraher, Ken Mauer | NBA TV |
| 24 avril 2018 13h00 EDT | Rapport | Score par mi-temps : 37-48, 50-44                                      |                                             |                                               |  | TD Garden, Boston, Massachusetts Affluence : 18 624 Arbitres : James Williams, Pat Fraher, Ken Mauer | NBA TV |
| 24 avril 2018 13h00 EDT | Rapport | Khris Middleton, 23 Giánnis Antetokoúnmpo, 10 Giánnis Antetokoúnmpo, 9 | Points Rebonds Passes d.                    | Al Horford, 22 Al Horford, 14 Terry Rozier, 5 |  | TD Garden, Boston, Massachusetts Affluence : 18 624 Arbitres : James Williams, Pat Fraher, Ken Mauer | NBA TV |

| 26 avril 2018 14h00 EDT | Rapport | Celtics de Boston 86, Bucks de Milwaukee 97        | Celtics de Boston 86, Bucks de Milwaukee 97 | Celtics de Boston 86, Bucks de Milwaukee 97                                |  | BMO Harris Bradley Center, Milwaukee, Wisconsin Affluence : 18 717 Arbitres : Mike Callahan, Tony Brothers, David Guthrie | TNT |
| 26 avril 2018 14h00 EDT | Rapport | Score par quart-temps : 24-22, 15-26, 26-26, 21-23 |                                             |                                                                            |  | BMO Harris Bradley Center, Milwaukee, Wisconsin Affluence : 18 717 Arbitres : Mike Callahan, Tony Brothers, David Guthrie | TNT |
| 26 avril 2018 14h00 EDT | Rapport | Score par mi-temps : 39-48, 47-49                  |                                             |                                                                            |  | BMO Harris Bradley Center, Milwaukee, Wisconsin Affluence : 18 717 Arbitres : Mike Callahan, Tony Brothers, David Guthrie | TNT |
| 26 avril 2018 14h00 EDT | Rapport | Jayson Tatum, 22 Al Horford, 10 Terry Rozier, 5    | Points Rebonds Passes d.                    | Giánnis Antetokoúnmpo, 31 Giánnis Antetokoúnmpo, 14 Matthew Dellavedova, 6 |  | BMO Harris Bradley Center, Milwaukee, Wisconsin Affluence : 18 717 Arbitres : Mike Callahan, Tony Brothers, David Guthrie | TNT |

| 28 avril 2018 20h00 EDT | Rapport | Bucks de Milwaukee 96, Celtics de Boston 112                          | Bucks de Milwaukee 96, Celtics de Boston 112 | Bucks de Milwaukee 96, Celtics de Boston 112      |  | TD Garden, Boston, Massachusetts Affluence : 18 624 Arbitres : Derrick Stafford, John Goble, Josh Tiven | TNT, BeIn Sports |
| 28 avril 2018 20h00 EDT | Rapport | Score par quart-temps : 17-30, 25-20, 25-31, 29-31                    |                                              |                                                   |  | TD Garden, Boston, Massachusetts Affluence : 18 624 Arbitres : Derrick Stafford, John Goble, Josh Tiven | TNT, BeIn Sports |
| 28 avril 2018 20h00 EDT | Rapport | Score par mi-temps : 42-50, 54-62                                     |                                              |                                                   |  | TD Garden, Boston, Massachusetts Affluence : 18 624 Arbitres : Derrick Stafford, John Goble, Josh Tiven | TNT, BeIn Sports |
| 28 avril 2018 20h00 EDT | Rapport | Khris Middleton, 32 Giánnis Antetokoúnmpo, 9 Giánnis Antetokoúnmpo, 5 | Points Rebonds Passes d.                     | Horford, Rozier, 26 Al Horford, 8 Terry Rozier, 9 |  | TD Garden, Boston, Massachusetts Affluence : 18 624 Arbitres : Derrick Stafford, John Goble, Josh Tiven | TNT, BeIn Sports |
| 28 avril 2018 20h00 EDT | Rapport | Boston remporte la série 4 à 3.                                       |                                              |                                                   |  | TD Garden, Boston, Massachusetts Affluence : 18 624 Arbitres : Derrick Stafford, John Goble, Josh Tiven | TNT, BeIn Sports |

Matchs de saison régulière
Egalité dans la série 2 à 2.
| 18 octobre 2017 | Rapport | Bucks de Milwaukee 108, Celtics de Boston 100 | Bucks de Milwaukee 108, Celtics de Boston 100 | Bucks de Milwaukee 108, Celtics de Boston 100 |  | TD Garden, Boston, Massachusetts |

| 26 octobre 2017 | Rapport | Celtics de Boston 96, Bucks de Milwaukee 89 | Celtics de Boston 96, Bucks de Milwaukee 89 | Celtics de Boston 96, Bucks de Milwaukee 89 |  | BMO Harris Bradley Center, Milwaukee, Wisconsin |

| 4 décembre 2017 | Rapport | Bucks de Milwaukee 100, Celtics de Boston 111 | Bucks de Milwaukee 100, Celtics de Boston 111 | Bucks de Milwaukee 100, Celtics de Boston 111 |  | TD Garden, Boston, Massachusetts |

| 3 avril 2018 | Rapport | Celtics de Boston 102, Bucks de Milwaukee 106 | Celtics de Boston 102, Bucks de Milwaukee 106 | Celtics de Boston 102, Bucks de Milwaukee 106 |  | BMO Harris Bradley Center, Milwaukee, Wisconsin |

Dernière rencontre en playoffsDemi-finale de conférence Est 1987 (Boston gagne 4-3).

##### (3)76ers de Philadelphievs.Heat de Miami(6)
| 14 avril 2018 20h00 EDT | Rapport | Heat de Miami 103, 76ers de Philadelphie 130           | Heat de Miami 103, 76ers de Philadelphie 130 | Heat de Miami 103, 76ers de Philadelphie 130        |  | Wells Fargo Center, Philadelphie, Pennsylvanie Affluence : 20 617 Arbitres : Marc Davis, Bill Kennedy, Bill Spooner | ESPN |
| 14 avril 2018 20h00 EDT | Rapport | Score par quart-temps : 35-29, 25-27, 18-34, 25-40     |                                              |                                                     |  | Wells Fargo Center, Philadelphie, Pennsylvanie Affluence : 20 617 Arbitres : Marc Davis, Bill Kennedy, Bill Spooner | ESPN |
| 14 avril 2018 20h00 EDT | Rapport | Score par mi-temps : 60-56, 43-74                      |                                              |                                                     |  | Wells Fargo Center, Philadelphie, Pennsylvanie Affluence : 20 617 Arbitres : Marc Davis, Bill Kennedy, Bill Spooner | ESPN |
| 14 avril 2018 20h00 EDT | Rapport | Kelly Olynyk, 26 Olynyk, Winslow, 7 Justise Winslow, 5 | Points Rebonds Passes d.                     | J. J. Redick, 28 Ersan İlyasova, 14 Ben Simmons, 14 |  | Wells Fargo Center, Philadelphie, Pennsylvanie Affluence : 20 617 Arbitres : Marc Davis, Bill Kennedy, Bill Spooner | ESPN |

| 16 avril 2018 20h00 EDT | Rapport | Heat de Miami 113, 76ers de Philadelphie 103       | Heat de Miami 113, 76ers de Philadelphie 103 | Heat de Miami 113, 76ers de Philadelphie 103      |  | Wells Fargo Center, Philadelphie, Pennsylvanie Affluence : 20 753 Arbitres : Scott Foster, Tony Brothers, Karl Lane | TNT, BeIn Sports |
| 16 avril 2018 20h00 EDT | Rapport | Score par quart-temps : 22-29, 34-13, 30-33, 27-28 |                                              |                                                   |  | Wells Fargo Center, Philadelphie, Pennsylvanie Affluence : 20 753 Arbitres : Scott Foster, Tony Brothers, Karl Lane | TNT, BeIn Sports |
| 16 avril 2018 20h00 EDT | Rapport | Score par mi-temps : 56-42, 57-61                  |                                              |                                                   |  | Wells Fargo Center, Philadelphie, Pennsylvanie Affluence : 20 753 Arbitres : Scott Foster, Tony Brothers, Karl Lane | TNT, BeIn Sports |
| 16 avril 2018 20h00 EDT | Rapport | Dwyane Wade, 28 Johnson, Wade, 7 Kelly Olynyk, 6   | Points Rebonds Passes d.                     | Ben Simmons, 24 Ersan İlyasova, 11 Ben Simmons, 8 |  | Wells Fargo Center, Philadelphie, Pennsylvanie Affluence : 20 753 Arbitres : Scott Foster, Tony Brothers, Karl Lane | TNT, BeIn Sports |

| 19 avril 2018 19h00 EDT | Rapport | 76ers de Philadelphie 128, Heat de Miami 108       | 76ers de Philadelphie 128, Heat de Miami 108 | 76ers de Philadelphie 128, Heat de Miami 108         |  | American Airlines Arena, Miami, Floride Affluence : 19 812 Arbitres : James Capers, Tony Brown, Kane Fitzgerald | TNT |
| 19 avril 2018 19h00 EDT | Rapport | Score par quart-temps : 37-33, 26-31, 33-30, 32-14 |                                              |                                                      |  | American Airlines Arena, Miami, Floride Affluence : 19 812 Arbitres : James Capers, Tony Brown, Kane Fitzgerald | TNT |
| 19 avril 2018 19h00 EDT | Rapport | Score par mi-temps : 63-64, 65-44                  |                                              |                                                      |  | American Airlines Arena, Miami, Floride Affluence : 19 812 Arbitres : James Capers, Tony Brown, Kane Fitzgerald | TNT |
| 19 avril 2018 19h00 EDT | Rapport | Joel Embiid, 23 Ben Simmons, 12 Ben Simmons, 7     | Points Rebonds Passes d.                     | Goran Dragić, 23 Justise Winslow, 10 Goran Dragić, 8 |  | American Airlines Arena, Miami, Floride Affluence : 19 812 Arbitres : James Capers, Tony Brown, Kane Fitzgerald | TNT |

| 21 avril 2018 14h30 EDT | Rapport | 76ers de Philadelphie 106, Heat de Miami 102       | 76ers de Philadelphie 106, Heat de Miami 102 | 76ers de Philadelphie 106, Heat de Miami 102            |  | American Airlines Arena, Miami, Floride Affluence : 19 804 Arbitres : Mike Callahan, Jason Phillips, Kevin Scott | TNT, BeIn Sports |
| 21 avril 2018 14h30 EDT | Rapport | Score par quart-temps : 26-26, 30-35, 23-22, 27-19 |                                              |                                                         |  | American Airlines Arena, Miami, Floride Affluence : 19 804 Arbitres : Mike Callahan, Jason Phillips, Kevin Scott | TNT, BeIn Sports |
| 21 avril 2018 14h30 EDT | Rapport | Score par mi-temps : 56-61, 50-41                  |                                              |                                                         |  | American Airlines Arena, Miami, Floride Affluence : 19 804 Arbitres : Mike Callahan, Jason Phillips, Kevin Scott | TNT, BeIn Sports |
| 21 avril 2018 14h30 EDT | Rapport | J. J. Redick, 24 Ben Simmons, 13 Ben Simmons, 10   | Points Rebonds Passes d.                     | Dwyane Wade, 25 Hassan Whiteside, 13 Josh Richardson, 7 |  | American Airlines Arena, Miami, Floride Affluence : 19 804 Arbitres : Mike Callahan, Jason Phillips, Kevin Scott | TNT, BeIn Sports |

| 24 avril 2018 14h00 EDT | Rapport | Heat de Miami 91, 76ers de Philadelphie 104        | Heat de Miami 91, 76ers de Philadelphie 104 | Heat de Miami 91, 76ers de Philadelphie 104     |  | Wells Fargo Center, Philadelphie, Pennsylvanie Affluence : 21 171 Arbitres : Derrick Stafford, Eric Lewis, Josh Tiven | TNT |
| 24 avril 2018 14h00 EDT | Rapport | Score par quart-temps : 21-23, 25-23, 20-34, 25-24 |                                             |                                                 |  | Wells Fargo Center, Philadelphie, Pennsylvanie Affluence : 21 171 Arbitres : Derrick Stafford, Eric Lewis, Josh Tiven | TNT |
| 24 avril 2018 14h00 EDT | Rapport | Score par mi-temps : 46-46, 45-58                  |                                             |                                                 |  | Wells Fargo Center, Philadelphie, Pennsylvanie Affluence : 21 171 Arbitres : Derrick Stafford, Eric Lewis, Josh Tiven | TNT |
| 24 avril 2018 14h00 EDT | Rapport | Kelly Olynyk, 18 Kelly Olynyk, 8 Kelly Olynyk, 6   | Points Rebonds Passes d.                    | J. J. Redick, 27 Joel Embiid, 12 Ben Simmons, 6 |  | Wells Fargo Center, Philadelphie, Pennsylvanie Affluence : 21 171 Arbitres : Derrick Stafford, Eric Lewis, Josh Tiven | TNT |
| 24 avril 2018 14h00 EDT | Rapport | Philadelphie remporte la série 4 à 1.              |                                             |                                                 |  | Wells Fargo Center, Philadelphie, Pennsylvanie Affluence : 21 171 Arbitres : Derrick Stafford, Eric Lewis, Josh Tiven | TNT |

Matchs de saison régulière
Egalité dans la série 2 à 2.
| 2 février 2018 | Rapport | Heat de Miami 97, 76ers de Philadelphie 103 | Heat de Miami 97, 76ers de Philadelphie 103 | Heat de Miami 97, 76ers de Philadelphie 103 |  | Wells Fargo Center, Philadelphie, Pennsylvanie |

| 14 février 2018 | Rapport | Heat de Miami 102, 76ers de Philadelphie 104 | Heat de Miami 102, 76ers de Philadelphie 104 | Heat de Miami 102, 76ers de Philadelphie 104 |  | Wells Fargo Center, Philadelphie, Pennsylvanie |

| 27 février 2018 | Rapport | 76ers de Philadelphie 101, Heat de Miami 102 | 76ers de Philadelphie 101, Heat de Miami 102 | 76ers de Philadelphie 101, Heat de Miami 102 |  | American Airlines Arena, Miami, Floride |

| 8 mars 2018 | Rapport | 76ers de Philadelphie 99, Heat de Miami 108 | 76ers de Philadelphie 99, Heat de Miami 108 | 76ers de Philadelphie 99, Heat de Miami 108 |  | American Airlines Arena, Miami, Floride |

Dernière rencontre en playoffsPremier tour de conférence Est 2011 (Miami gagne 4-1).

##### (4)Cavaliers de Clevelandvs.Pacers de l'Indiana(5)
| 15 avril 2018 15h30 EDT | Rapport | Pacers de l'Indiana 98, Cavaliers de Cleveland 80     | Pacers de l'Indiana 98, Cavaliers de Cleveland 80 | Pacers de l'Indiana 98, Cavaliers de Cleveland 80 |  | Quicken Loans Arena, Cleveland, Ohio Affluence : 20 562 Arbitres : Zach Zarba, Bennie Adams, John Goble | ABC, BeIn Sports |
| 15 avril 2018 15h30 EDT | Rapport | Score par quart-temps : 33-14, 22-24, 18-27, 25-15    |                                                   |                                                   |  | Quicken Loans Arena, Cleveland, Ohio Affluence : 20 562 Arbitres : Zach Zarba, Bennie Adams, John Goble | ABC, BeIn Sports |
| 15 avril 2018 15h30 EDT | Rapport | Score par mi-temps : 55-38, 43-42                     |                                                   |                                                   |  | Quicken Loans Arena, Cleveland, Ohio Affluence : 20 562 Arbitres : Zach Zarba, Bennie Adams, John Goble | ABC, BeIn Sports |
| 15 avril 2018 15h30 EDT | Rapport | Victor Oladipo, 32 Myles Turner, 8 Darren Collison, 6 | Points Rebonds Passes d.                          | LeBron James, 24 Kevin Love, 17 LeBron James, 12  |  | Quicken Loans Arena, Cleveland, Ohio Affluence : 20 562 Arbitres : Zach Zarba, Bennie Adams, John Goble | ABC, BeIn Sports |

| 18 avril 2018 19h00 EDT | Rapport | Pacers de l'Indiana 97, Cavaliers de Cleveland 100        | Pacers de l'Indiana 97, Cavaliers de Cleveland 100 | Pacers de l'Indiana 97, Cavaliers de Cleveland 100 |  | Quicken Loans Arena, Cleveland, Ohio Affluence : 20 562 Arbitres : Ed Malloy, David Guthrie, Eric Lewis | TNT |
| 18 avril 2018 19h00 EDT | Rapport | Score par quart-temps : 18-33, 28-25, 21-16, 30-26        |                                                    |                                                    |  | Quicken Loans Arena, Cleveland, Ohio Affluence : 20 562 Arbitres : Ed Malloy, David Guthrie, Eric Lewis | TNT |
| 18 avril 2018 19h00 EDT | Rapport | Score par mi-temps : 46-58, 51-42                         |                                                    |                                                    |  | Quicken Loans Arena, Cleveland, Ohio Affluence : 20 562 Arbitres : Ed Malloy, David Guthrie, Eric Lewis | TNT |
| 18 avril 2018 19h00 EDT | Rapport | Victor Oladipo, 22 Thaddeus Young, 6 Collison, Oladipo, 6 | Points Rebonds Passes d.                           | LeBron James, 46 LeBron James, 12 LeBron James, 5  |  | Quicken Loans Arena, Cleveland, Ohio Affluence : 20 562 Arbitres : Ed Malloy, David Guthrie, Eric Lewis | TNT |

| 20 avril 2018 19h00 EDT | Rapport | Cavaliers de Cleveland 90, Pacers de l'Indiana 92  | Cavaliers de Cleveland 90, Pacers de l'Indiana 92 | Cavaliers de Cleveland 90, Pacers de l'Indiana 92       |  | Bankers Life Fieldhouse, Indianapolis, Indiana Affluence : 17 923 Arbitres : Derrick Stafford, Derrick Collins, Josh Tiven | ESPN, BeIn Sports |
| 20 avril 2018 19h00 EDT | Rapport | Score par quart-temps : 31-20, 26-20, 12-23, 21-29 |                                                   |                                                         |  | Bankers Life Fieldhouse, Indianapolis, Indiana Affluence : 17 923 Arbitres : Derrick Stafford, Derrick Collins, Josh Tiven | ESPN, BeIn Sports |
| 20 avril 2018 19h00 EDT | Rapport | Score par mi-temps : 57-40, 33-52                  |                                                   |                                                         |  | Bankers Life Fieldhouse, Indianapolis, Indiana Affluence : 17 923 Arbitres : Derrick Stafford, Derrick Collins, Josh Tiven | ESPN, BeIn Sports |
| 20 avril 2018 19h00 EDT | Rapport | LeBron James, 28 LeBron James, 12 LeBron James, 8  | Points Rebonds Passes d.                          | Bojan Bogdanović, 30 Myles Turner, 10 Victor Oladipo, 7 |  | Bankers Life Fieldhouse, Indianapolis, Indiana Affluence : 17 923 Arbitres : Derrick Stafford, Derrick Collins, Josh Tiven | ESPN, BeIn Sports |

| 22 avril 2018 20h30 EDT | Rapport | Cavaliers de Cleveland 104, Pacers de l'Indiana 100 | Cavaliers de Cleveland 104, Pacers de l'Indiana 100 | Cavaliers de Cleveland 104, Pacers de l'Indiana 100        |  | Bankers Life Fieldhouse, Indianapolis, Indiana Affluence : 17 923 Arbitres : Pat Fraher, Ken Mauer, Rodney Mott | TNT |
| 22 avril 2018 20h30 EDT | Rapport | Score par quart-temps : 30-24, 30-26, 20-28, 24-22  |                                                     |                                                            |  | Bankers Life Fieldhouse, Indianapolis, Indiana Affluence : 17 923 Arbitres : Pat Fraher, Ken Mauer, Rodney Mott | TNT |
| 22 avril 2018 20h30 EDT | Rapport | Score par mi-temps : 60-50, 44-50                   |                                                     |                                                            |  | Bankers Life Fieldhouse, Indianapolis, Indiana Affluence : 17 923 Arbitres : Pat Fraher, Ken Mauer, Rodney Mott | TNT |
| 22 avril 2018 20h30 EDT | Rapport | LeBron James, 32 LeBron James, 13 LeBron James, 7   | Points Rebonds Passes d.                            | Domantas Sabonis, 19 Thaddeus Young, 16 Darren Collison, 8 |  | Bankers Life Fieldhouse, Indianapolis, Indiana Affluence : 17 923 Arbitres : Pat Fraher, Ken Mauer, Rodney Mott | TNT |

| 25 avril 2018 19h00 EDT | Rapport | Pacers de l'Indiana 95, Cavaliers de Cleveland 98      | Pacers de l'Indiana 95, Cavaliers de Cleveland 98 | Pacers de l'Indiana 95, Cavaliers de Cleveland 98 |  | Quicken Loans Arena, Cleveland, Ohio Affluence : 20 562 Arbitres : Bill Kennedy, James Capers, Bill Spooner | TNT |
| 25 avril 2018 19h00 EDT | Rapport | Score par quart-temps : 25-23, 31-26, 17-32, 22-17     |                                                   |                                                   |  | Quicken Loans Arena, Cleveland, Ohio Affluence : 20 562 Arbitres : Bill Kennedy, James Capers, Bill Spooner | TNT |
| 25 avril 2018 19h00 EDT | Rapport | Score par mi-temps : 56-49, 39-49                      |                                                   |                                                   |  | Quicken Loans Arena, Cleveland, Ohio Affluence : 20 562 Arbitres : Bill Kennedy, James Capers, Bill Spooner | TNT |
| 25 avril 2018 19h00 EDT | Rapport | Domantas Sabonis, 22 Victor Oladipo, 12 Cory Joseph, 6 | Points Rebonds Passes d.                          | LeBron James, 44 James, Love, 10 LeBron James, 8  |  | Quicken Loans Arena, Cleveland, Ohio Affluence : 20 562 Arbitres : Bill Kennedy, James Capers, Bill Spooner | TNT |

| 27 avril 2018 20h00 EDT | Rapport | Cavaliers de Cleveland 87, Pacers de l'Indiana 121 | Cavaliers de Cleveland 87, Pacers de l'Indiana 121 | Cavaliers de Cleveland 87, Pacers de l'Indiana 121       |  | Bankers Life Fieldhouse, Indianapolis, Indiana Affluence : 17 923 Arbitres : Jason Phillips, Sean Wright, Marc Davis | ESPN, BeIn Sports |
| 27 avril 2018 20h00 EDT | Rapport | Score par quart-temps : 26-29, 21-28, 20-35, 20-29 |                                                    |                                                          |  | Bankers Life Fieldhouse, Indianapolis, Indiana Affluence : 17 923 Arbitres : Jason Phillips, Sean Wright, Marc Davis | ESPN, BeIn Sports |
| 27 avril 2018 20h00 EDT | Rapport | Score par mi-temps : 47-57, 40-64                  |                                                    |                                                          |  | Bankers Life Fieldhouse, Indianapolis, Indiana Affluence : 17 923 Arbitres : Jason Phillips, Sean Wright, Marc Davis | ESPN, BeIn Sports |
| 27 avril 2018 20h00 EDT | Rapport | LeBron James, 22 Kevin Love, 7 LeBron James, 7     | Points Rebonds Passes d.                           | Victor Oladipo, 28 Victor Oladipo, 13 Victor Oladipo, 10 |  | Bankers Life Fieldhouse, Indianapolis, Indiana Affluence : 17 923 Arbitres : Jason Phillips, Sean Wright, Marc Davis | ESPN, BeIn Sports |

| 29 avril 2018 13h00 EDT | Rapport | Pacers de l'Indiana 101, Cavaliers de Cleveland 105     | Pacers de l'Indiana 101, Cavaliers de Cleveland 105 | Pacers de l'Indiana 101, Cavaliers de Cleveland 105   |  | Quicken Loans Arena, Cleveland, Ohio Affluence : 20 562 Arbitres : Kane Fitzgerald, Scott Foster, Tony Brothers | ABC, BeIn Sports |
| 29 avril 2018 13h00 EDT | Rapport | Score par quart-temps : 19-31, 24-23, 31-22, 27-29      |                                                     |                                                       |  | Quicken Loans Arena, Cleveland, Ohio Affluence : 20 562 Arbitres : Kane Fitzgerald, Scott Foster, Tony Brothers | ABC, BeIn Sports |
| 29 avril 2018 13h00 EDT | Rapport | Score par mi-temps : 43-54, 58-51                       |                                                     |                                                       |  | Quicken Loans Arena, Cleveland, Ohio Affluence : 20 562 Arbitres : Kane Fitzgerald, Scott Foster, Tony Brothers | ABC, BeIn Sports |
| 29 avril 2018 13h00 EDT | Rapport | Victor Oladipo, 30 Victor Oladipo, 12 Victor Oladipo, 6 | Points Rebonds Passes d.                            | LeBron James, 45 Tristan Thompson, 10 LeBron James, 7 |  | Quicken Loans Arena, Cleveland, Ohio Affluence : 20 562 Arbitres : Kane Fitzgerald, Scott Foster, Tony Brothers | ABC, BeIn Sports |
| 29 avril 2018 13h00 EDT | Rapport | Cleveland remporte la série 4 à 3.                      |                                                     |                                                       |  | Quicken Loans Arena, Cleveland, Ohio Affluence : 20 562 Arbitres : Kane Fitzgerald, Scott Foster, Tony Brothers | ABC, BeIn Sports |

Matchs de saison régulière
Indiana gagne la série 3 à 1.
| 1er novembre 2017 | Rapport | Pacers de l'Indiana 124, Cavaliers de Cleveland 107 | Pacers de l'Indiana 124, Cavaliers de Cleveland 107 | Pacers de l'Indiana 124, Cavaliers de Cleveland 107 |  | Quicken Loans Arena, Cleveland, Ohio |

| 8 décembre 2017 | Rapport | Cavaliers de Cleveland 102, Pacers de l'Indiana 106 | Cavaliers de Cleveland 102, Pacers de l'Indiana 106 | Cavaliers de Cleveland 102, Pacers de l'Indiana 106 |  | Bankers Life Fieldhouse, Indianapolis, Indiana |

| 12 janvier 2018 | Rapport | Cavaliers de Cleveland 95, Pacers de l'Indiana 97 | Cavaliers de Cleveland 95, Pacers de l'Indiana 97 | Cavaliers de Cleveland 95, Pacers de l'Indiana 97 |  | Bankers Life Fieldhouse, Indianapolis, Indiana |

| 26 janvier 2018 | Rapport | Pacers de l'Indiana 108, Cavaliers de Cleveland 115 | Pacers de l'Indiana 108, Cavaliers de Cleveland 115 | Pacers de l'Indiana 108, Cavaliers de Cleveland 115 |  | Quicken Loans Arena, Cleveland, Ohio |

Dernière rencontre en playoffsPremier tour de conférence Est 2017 (Cleveland gagne 4-0).

#### Demi-finales de conférence

##### (1)Raptors de Torontovs.Cavaliers de Cleveland(4)
| 1er mai 2018 20h00 EDT | Rapport | Cavaliers de Cleveland 113, Raptors de Toronto 112           | Cavaliers de Cleveland 113, Raptors de Toronto 112 | Cavaliers de Cleveland 113, Raptors de Toronto 112     | OT | Centre Air Canada, Toronto, Ontario Affluence : 19 954 Arbitres : Derrick Stafford, Pat Fraher, John Goble | TNT |
| 1er mai 2018 20h00 EDT | Rapport | Score par quart-temps : 19-33, 38-27, 25-27, 23-18, OT : 8-7 |                                                    |                                                        | OT | Centre Air Canada, Toronto, Ontario Affluence : 19 954 Arbitres : Derrick Stafford, Pat Fraher, John Goble | TNT |
| 1er mai 2018 20h00 EDT | Rapport | Score par mi-temps : 57-60, 56-52                            |                                                    |                                                        | OT | Centre Air Canada, Toronto, Ontario Affluence : 19 954 Arbitres : Derrick Stafford, Pat Fraher, John Goble | TNT |
| 1er mai 2018 20h00 EDT | Rapport | LeBron James, 26 Kevin Love, 13 LeBron James, 13             | Points Rebonds Passes d.                           | DeMar DeRozan, 22 Jonas Valančiūnas, 21 Kyle Lowry, 10 | OT | Centre Air Canada, Toronto, Ontario Affluence : 19 954 Arbitres : Derrick Stafford, Pat Fraher, John Goble | TNT |

| 3 mai 2018 18h00 EDT | Rapport | Cavaliers de Cleveland 128, Raptors de Toronto 110 | Cavaliers de Cleveland 128, Raptors de Toronto 110 | Cavaliers de Cleveland 128, Raptors de Toronto 110    |  | Centre Air Canada, Toronto, Ontario Affluence : 20 127 Arbitres : Ken Mauer, Kane Fitzgerald, Brian Forte | ESPN |
| 3 mai 2018 18h00 EDT | Rapport | Score par quart-temps : 26-29, 35-34, 37-24, 30-23 |                                                    |                                                       |  | Centre Air Canada, Toronto, Ontario Affluence : 20 127 Arbitres : Ken Mauer, Kane Fitzgerald, Brian Forte | ESPN |
| 3 mai 2018 18h00 EDT | Rapport | Score par mi-temps : 61-63, 67-47                  |                                                    |                                                       |  | Centre Air Canada, Toronto, Ontario Affluence : 20 127 Arbitres : Ken Mauer, Kane Fitzgerald, Brian Forte | ESPN |
| 3 mai 2018 18h00 EDT | Rapport | LeBron James, 43 Kevin Love, 11 LeBron James, 14   | Points Rebonds Passes d.                           | DeMar DeRozan, 24 Jonas Valančiūnas, 12 Kyle Lowry, 8 |  | Centre Air Canada, Toronto, Ontario Affluence : 20 127 Arbitres : Ken Mauer, Kane Fitzgerald, Brian Forte | ESPN |

| 5 mai 2018 20h30 EDT | Rapport | Raptors de Toronto 103, Cavaliers de Cleveland 105 | Raptors de Toronto 103, Cavaliers de Cleveland 105 | Raptors de Toronto 103, Cavaliers de Cleveland 105 |  | Quicken Loans Arena, Cleveland, Ohio Affluence : 20 562 Arbitres : Mike Callahan, Courtney Kirkland, Josh Tiven | ABC |
| 5 mai 2018 20h30 EDT | Rapport | Score par quart-temps : 19-24, 21-31, 25-24, 38-26 |                                                    |                                                    |  | Quicken Loans Arena, Cleveland, Ohio Affluence : 20 562 Arbitres : Mike Callahan, Courtney Kirkland, Josh Tiven | ABC |
| 5 mai 2018 20h30 EDT | Rapport | Score par mi-temps : 40-55, 63-50                  |                                                    |                                                    |  | Quicken Loans Arena, Cleveland, Ohio Affluence : 20 562 Arbitres : Mike Callahan, Courtney Kirkland, Josh Tiven | ABC |
| 5 mai 2018 20h30 EDT | Rapport | Kyle Lowry, 27 Jonas Valančiūnas, 11 Kyle Lowry, 7 | Points Rebonds Passes d.                           | LeBron James, 38 Kevin Love, 16 LeBron James, 7    |  | Quicken Loans Arena, Cleveland, Ohio Affluence : 20 562 Arbitres : Mike Callahan, Courtney Kirkland, Josh Tiven | ABC |

| 7 mai 2018 20h30 EDT | Rapport | Raptors de Toronto 93, Cavaliers de Cleveland 128            | Raptors de Toronto 93, Cavaliers de Cleveland 128 | Raptors de Toronto 93, Cavaliers de Cleveland 128 |  | Quicken Loans Arena, Cleveland, Ohio Affluence : 20 562 Arbitres : Marc Davis, Tony Brown, David Guthrie | TNT |
| 7 mai 2018 20h30 EDT | Rapport | Score par quart-temps : 26-30, 21-33, 25-37, 21-28           |                                                   |                                                   |  | Quicken Loans Arena, Cleveland, Ohio Affluence : 20 562 Arbitres : Marc Davis, Tony Brown, David Guthrie | TNT |
| 7 mai 2018 20h30 EDT | Rapport | Score par mi-temps : 47-63, 46-65                            |                                                   |                                                   |  | Quicken Loans Arena, Cleveland, Ohio Affluence : 20 562 Arbitres : Marc Davis, Tony Brown, David Guthrie | TNT |
| 7 mai 2018 20h30 EDT | Rapport | Jonas Valančiūnas, 18 Valančiūnas, DeRozan, 5 Kyle Lowry, 10 | Points Rebonds Passes d.                          | LeBron James, 29 LeBron James, 8 LeBron James, 11 |  | Quicken Loans Arena, Cleveland, Ohio Affluence : 20 562 Arbitres : Marc Davis, Tony Brown, David Guthrie | TNT |
| 7 mai 2018 20h30 EDT | Rapport | Cleveland remporte la série 4 à 0.                           |                                                   |                                                   |  | Quicken Loans Arena, Cleveland, Ohio Affluence : 20 562 Arbitres : Marc Davis, Tony Brown, David Guthrie | TNT |

Matchs de saison régulière
Cleveland gagne la série 2 à 1.
| 11 janvier 2018 | Rapport | Cavaliers de Cleveland 99, Raptors de Toronto 133 | Cavaliers de Cleveland 99, Raptors de Toronto 133 | Cavaliers de Cleveland 99, Raptors de Toronto 133 |  | Centre Air Canada, Toronto, Ontario |

| 21 mars 2018 | Rapport | Raptors de Toronto 129, Cavaliers de Cleveland 132 | Raptors de Toronto 129, Cavaliers de Cleveland 132 | Raptors de Toronto 129, Cavaliers de Cleveland 132 |  | Quicken Loans Arena, Cleveland, Ohio |

| 3 avril 2018 | Rapport | Raptors de Toronto 106, Cavaliers de Cleveland 112 | Raptors de Toronto 106, Cavaliers de Cleveland 112 | Raptors de Toronto 106, Cavaliers de Cleveland 112 |  | Quicken Loans Arena, Cleveland, Ohio |

Dernière rencontre en playoffsDemi-Finale de conférence Est 2017 (Cleveland gagne 4-0).

##### (2)Celtics de Bostonvs.76ers de Philadelphie(3)
| 30 avril 2018 20h00 EDT | Rapport | 76ers de Philadelphie 101, Celtics de Boston 117   | 76ers de Philadelphie 101, Celtics de Boston 117 | 76ers de Philadelphie 101, Celtics de Boston 117 |  | TD Garden, Boston, Massachusetts Affluence : 18 624 Arbitres : Ed Malloy, Bill Spooner, Marc Davis | TNT |
| 30 avril 2018 20h00 EDT | Rapport | Score par quart-temps : 22-25, 23-31, 30-31, 26-30 |                                                  |                                                  |  | TD Garden, Boston, Massachusetts Affluence : 18 624 Arbitres : Ed Malloy, Bill Spooner, Marc Davis | TNT |
| 30 avril 2018 20h00 EDT | Rapport | Score par mi-temps : 45-56, 56-61                  |                                                  |                                                  |  | TD Garden, Boston, Massachusetts Affluence : 18 624 Arbitres : Ed Malloy, Bill Spooner, Marc Davis | TNT |
| 30 avril 2018 20h00 EDT | Rapport | Joel Embiid, 31 Joel Embiid, 13 Ben Simmons, 6     | Points Rebonds Passes d.                         | Terry Rozier, 29 Terry Rozier, 8 Marcus Smart, 9 |  | TD Garden, Boston, Massachusetts Affluence : 18 624 Arbitres : Ed Malloy, Bill Spooner, Marc Davis | TNT |

| 3 mai 2018 20h30 EDT | Rapport | 76ers de Philadelphie 103, Celtics de Boston 108   | 76ers de Philadelphie 103, Celtics de Boston 108 | 76ers de Philadelphie 103, Celtics de Boston 108 |  | TD Garden, Boston, Massachusetts Affluence : 18 624 Arbitres : Mike Callahan, Jason Phillips, Sean Wright | TNT |
| 3 mai 2018 20h30 EDT | Rapport | Score par quart-temps : 31-22, 25-29, 19-28, 28-29 |                                                  |                                                  |  | TD Garden, Boston, Massachusetts Affluence : 18 624 Arbitres : Mike Callahan, Jason Phillips, Sean Wright | TNT |
| 3 mai 2018 20h30 EDT | Rapport | Score par mi-temps : 56-51, 47-57                  |                                                  |                                                  |  | TD Garden, Boston, Massachusetts Affluence : 18 624 Arbitres : Mike Callahan, Jason Phillips, Sean Wright | TNT |
| 3 mai 2018 20h30 EDT | Rapport | J. J. Redick, 23 Joel Embiid, 14 Ben Simmons, 7    | Points Rebonds Passes d.                         | Jayson Tatum, 21 Al Horford, 12 Terry Rozier, 9  |  | TD Garden, Boston, Massachusetts Affluence : 18 624 Arbitres : Mike Callahan, Jason Phillips, Sean Wright | TNT |

| 5 mai 2018 17h00 EDT | Rapport | Celtics de Boston 101, 76ers de Philadelphie 98               | Celtics de Boston 101, 76ers de Philadelphie 98 | Celtics de Boston 101, 76ers de Philadelphie 98 | OT | Wells Fargo Center, Philadelphie, Pennsylvanie Affluence : 20 758 Arbitres : Derrick Stafford, Pat Fraher, John Goble | ESPN |
| 5 mai 2018 17h00 EDT | Rapport | Score par quart-temps : 19-20, 29-31, 21-17, 20-21, OT : 12-9 |                                                 |                                                 | OT | Wells Fargo Center, Philadelphie, Pennsylvanie Affluence : 20 758 Arbitres : Derrick Stafford, Pat Fraher, John Goble | ESPN |
| 5 mai 2018 17h00 EDT | Rapport | Score par mi-temps : 48-51, 53-47                             |                                                 |                                                 | OT | Wells Fargo Center, Philadelphie, Pennsylvanie Affluence : 20 758 Arbitres : Derrick Stafford, Pat Fraher, John Goble | ESPN |
| 5 mai 2018 17h00 EDT | Rapport | Jayson Tatum, 24 Aron Baynes, 10 Jayson Tatum, 4              | Points Rebonds Passes d.                        | Joel Embiid, 22 Joel Embiid, 19 Ben Simmons, 9  | OT | Wells Fargo Center, Philadelphie, Pennsylvanie Affluence : 20 758 Arbitres : Derrick Stafford, Pat Fraher, John Goble | ESPN |

| 7 mai 2018 18h00 EDT | Rapport | Celtics de Boston 92, 76ers de Philadelphie 103    | Celtics de Boston 92, 76ers de Philadelphie 103 | Celtics de Boston 92, 76ers de Philadelphie 103           |  | Wells Fargo Center, Philadelphie, Pennsylvanie Affluence : 20 936 Arbitres : Scott Foster, Tony Brothers, Sean Corbin | TNT |
| 7 mai 2018 18h00 EDT | Rapport | Score par quart-temps : 22-21, 21-26, 22-29, 27-27 |                                                 |                                                           |  | Wells Fargo Center, Philadelphie, Pennsylvanie Affluence : 20 936 Arbitres : Scott Foster, Tony Brothers, Sean Corbin | TNT |
| 7 mai 2018 18h00 EDT | Rapport | Score par mi-temps : 43-47, 49-56                  |                                                 |                                                           |  | Wells Fargo Center, Philadelphie, Pennsylvanie Affluence : 20 936 Arbitres : Scott Foster, Tony Brothers, Sean Corbin | TNT |
| 7 mai 2018 18h00 EDT | Rapport | Jayson Tatum, 20 Al Horford, 10 Jayson Tatum, 4    | Points Rebonds Passes d.                        | Dario Šarić, 25 Embiid, Simmons, 13 McConnell, Simmons, 5 |  | Wells Fargo Center, Philadelphie, Pennsylvanie Affluence : 20 936 Arbitres : Scott Foster, Tony Brothers, Sean Corbin | TNT |

| 9 mai 2018 EDT | Rapport | 76ers de Philadelphie 112, Celtics de Boston 114        | 76ers de Philadelphie 112, Celtics de Boston 114 | 76ers de Philadelphie 112, Celtics de Boston 114 |  | TD Garden, Boston, Massachusetts Affluence : 18 624 Arbitres : James Capers, Tom Washington, Zach Zarba | TNT |
| 9 mai 2018 EDT | Rapport | Score par quart-temps : 24-25, 28-36, 30-22, 30-31      |                                                  |                                                  |  | TD Garden, Boston, Massachusetts Affluence : 18 624 Arbitres : James Capers, Tom Washington, Zach Zarba | TNT |
| 9 mai 2018 EDT | Rapport | Score par mi-temps : 52-61, 60-53                       |                                                  |                                                  |  | TD Garden, Boston, Massachusetts Affluence : 18 624 Arbitres : James Capers, Tom Washington, Zach Zarba | TNT |
| 9 mai 2018 EDT | Rapport | Embiid, Šarić, 27 Joel Embiid, 12 McConnell, Simmons, 6 | Points Rebonds Passes d.                         | Jayson Tatum, 25 Aron Baynes, 9 Marcus Smart, 6  |  | TD Garden, Boston, Massachusetts Affluence : 18 624 Arbitres : James Capers, Tom Washington, Zach Zarba | TNT |
| 9 mai 2018 EDT | Rapport | Boston remporte la série 4 à 1.                         |                                                  |                                                  |  | TD Garden, Boston, Massachusetts Affluence : 18 624 Arbitres : James Capers, Tom Washington, Zach Zarba | TNT |

Matchs de saison régulière
Boston gagne la série 3 à 1.
| 20 octobre 2017 | Rapport | Celtics de Boston 102, 76ers de Philadelphie 92 | Celtics de Boston 102, 76ers de Philadelphie 92 | Celtics de Boston 102, 76ers de Philadelphie 92 |  | Wells Fargo Center, Philadelphie, Pennsylvanie |

| 30 novembre 2017 | Rapport | 76ers de Philadelphie 97, Celtics de Boston 108 | 76ers de Philadelphie 97, Celtics de Boston 108 | 76ers de Philadelphie 97, Celtics de Boston 108 |  | TD Garden, Boston, Massachusetts |

| 11 janvier 2018 | Rapport | Celtics de Boston 114, 76ers de Philadelphie 103 | Celtics de Boston 114, 76ers de Philadelphie 103 | Celtics de Boston 114, 76ers de Philadelphie 103 |  | Wells Fargo Center, Philadelphie, Pennsylvanie |

| 18 janvier 2018 | Rapport | 76ers de Philadelphie 89, Celtics de Boston 80 | 76ers de Philadelphie 89, Celtics de Boston 80 | 76ers de Philadelphie 89, Celtics de Boston 80 |  | TD Garden, Boston, Massachusetts |

Dernière rencontre en playoffsDemi-Finale de conférence Est 2012 (Boston gagne 4-3).

#### Finale de conférence

##### (2)Celtics de Bostonvs.Cavaliers de Cleveland(4)
| 13 mai 2018 15h30 EDT | Rapport | Cavaliers de Cleveland 83, Celtics de Boston 108    | Cavaliers de Cleveland 83, Celtics de Boston 108 | Cavaliers de Cleveland 83, Celtics de Boston 108   |  | TD Garden, Boston, Massachusetts Affluence : 18 624 Arbitres : Marc Davis, Pat Fraher, John Goble | ABC |
| 13 mai 2018 15h30 EDT | Rapport | Score par quart-temps : 18-36, 17-25, 29-17, 19-30  |                                                  |                                                    |  | TD Garden, Boston, Massachusetts Affluence : 18 624 Arbitres : Marc Davis, Pat Fraher, John Goble | ABC |
| 13 mai 2018 15h30 EDT | Rapport | Score par mi-temps : 35-61, 48-47                   |                                                  |                                                    |  | TD Garden, Boston, Massachusetts Affluence : 18 624 Arbitres : Marc Davis, Pat Fraher, John Goble | ABC |
| 13 mai 2018 15h30 EDT | Rapport | Kevin Love, 17 Tristan Thompson, 11 LeBron James, 9 | Points Rebonds Passes d.                         | Jaylen Brown, 23 Marcus Morris, 10 Terry Rozier, 8 |  | TD Garden, Boston, Massachusetts Affluence : 18 624 Arbitres : Marc Davis, Pat Fraher, John Goble | ABC |

| 15 mai 2018 20h30 EDT | Rapport | Cavaliers de Cleveland 94, Celtics de Boston 107   | Cavaliers de Cleveland 94, Celtics de Boston 107 | Cavaliers de Cleveland 94, Celtics de Boston 107 |  | TD Garden, Boston, Massachusetts Affluence : 18 624 Arbitres : Derrick Stafford, Sean Wright, Sean Corbin | ESPN |
| 15 mai 2018 20h30 EDT | Rapport | Score par quart-temps : 27-23, 28-25, 22-36, 17-23 |                                                  |                                                  |  | TD Garden, Boston, Massachusetts Affluence : 18 624 Arbitres : Derrick Stafford, Sean Wright, Sean Corbin | ESPN |
| 15 mai 2018 20h30 EDT | Rapport | Score par mi-temps : 55-48, 39-59                  |                                                  |                                                  |  | TD Garden, Boston, Massachusetts Affluence : 18 624 Arbitres : Derrick Stafford, Sean Wright, Sean Corbin | ESPN |
| 15 mai 2018 20h30 EDT | Rapport | LeBron James, 42 Kevin Love, 15 LeBron James, 12   | Points Rebonds Passes d.                         | Jaylen Brown, 23 Al Horford, 10 Marcus Smart, 9  |  | TD Garden, Boston, Massachusetts Affluence : 18 624 Arbitres : Derrick Stafford, Sean Wright, Sean Corbin | ESPN |

| 19 mai 2018 20h30 EDT | Rapport | Celtics de Boston 86, Cavaliers de Cleveland 116   | Celtics de Boston 86, Cavaliers de Cleveland 116 | Celtics de Boston 86, Cavaliers de Cleveland 116 |  | Quicken Loans Arena, Cleveland, Ohio Affluence : 20 562 Arbitres : James Capers, Josh Tiven, Zach Zarba | ESPN |
| 19 mai 2018 20h30 EDT | Rapport | Score par quart-temps : 17-32, 24-29, 22-26, 23-29 |                                                  |                                                  |  | Quicken Loans Arena, Cleveland, Ohio Affluence : 20 562 Arbitres : James Capers, Josh Tiven, Zach Zarba | ESPN |
| 19 mai 2018 20h30 EDT | Rapport | Score par mi-temps : 41-61, 45-55                  |                                                  |                                                  |  | Quicken Loans Arena, Cleveland, Ohio Affluence : 20 562 Arbitres : James Capers, Josh Tiven, Zach Zarba | ESPN |
| 19 mai 2018 20h30 EDT | Rapport | Jayson Tatum, 18 Al Horford, 7 Marcus Smart, 6     | Points Rebonds Passes d.                         | LeBron James, 27 Kevin Love, 14 LeBron James, 12 |  | Quicken Loans Arena, Cleveland, Ohio Affluence : 20 562 Arbitres : James Capers, Josh Tiven, Zach Zarba | ESPN |

| 21 mai 2018 20h30 EDT | Rapport | Celtics de Boston 103, Cavaliers de Cleveland 111    | Celtics de Boston 103, Cavaliers de Cleveland 111 | Celtics de Boston 103, Cavaliers de Cleveland 111       |  | Quicken Loans Arena, Cleveland, Ohio Affluence : 20 562 Arbitres : Bill Kennedy, Eric Lewis, Scott Foster | ESPN |
| 21 mai 2018 20h30 EDT | Rapport | Score par quart-temps : 18-34, 35-34, 23-21, 26-22   |                                                   |                                                         |  | Quicken Loans Arena, Cleveland, Ohio Affluence : 20 562 Arbitres : Bill Kennedy, Eric Lewis, Scott Foster | ESPN |
| 21 mai 2018 20h30 EDT | Rapport | Score par mi-temps : 53-68, 49-43                    |                                                   |                                                         |  | Quicken Loans Arena, Cleveland, Ohio Affluence : 20 562 Arbitres : Bill Kennedy, Eric Lewis, Scott Foster | ESPN |
| 21 mai 2018 20h30 EDT | Rapport | Jaylen Brown, 25 Horford, Baynes, 7 Terry Rozier, 11 | Points Rebonds Passes d.                          | LeBron James, 44 Tristan Thompson, 12 Quatre joueurs, 3 |  | Quicken Loans Arena, Cleveland, Ohio Affluence : 20 562 Arbitres : Bill Kennedy, Eric Lewis, Scott Foster | ESPN |

| 23 mai 2018 14h30 EDT | Rapport | Cavaliers de Cleveland 83, Celtics de Boston 96    | Cavaliers de Cleveland 83, Celtics de Boston 96 | Cavaliers de Cleveland 83, Celtics de Boston 96 |  | TD Garden, Boston, Massachusetts Affluence : 18 624 Arbitres : Jason Phillips, Ed Malloy, Ken Mauer | ESPN |
| 23 mai 2018 14h30 EDT | Rapport | Score par quart-temps : 19-32, 23-21, 18-23, 23-20 |                                                 |                                                 |  | TD Garden, Boston, Massachusetts Affluence : 18 624 Arbitres : Jason Phillips, Ed Malloy, Ken Mauer | ESPN |
| 23 mai 2018 14h30 EDT | Rapport | Score par mi-temps : 42-53, 41-43                  |                                                 |                                                 |  | TD Garden, Boston, Massachusetts Affluence : 18 624 Arbitres : Jason Phillips, Ed Malloy, Ken Mauer | ESPN |
| 23 mai 2018 14h30 EDT | Rapport | LeBron James, 26 LeBron James, 10 LeBron James, 5  | Points Rebonds Passes d.                        | Jayson Tatum, 24 Al Horford, 12 Terry Rozier, 6 |  | TD Garden, Boston, Massachusetts Affluence : 18 624 Arbitres : Jason Phillips, Ed Malloy, Ken Mauer | ESPN |

| 25 mai 2018 20h30 EDT | Rapport | Celtics de Boston 99, Cavaliers de Cleveland 109   | Celtics de Boston 99, Cavaliers de Cleveland 109 | Celtics de Boston 99, Cavaliers de Cleveland 109  |  | Quicken Loans Arena, Cleveland, Ohio Affluence : 20 562 Arbitres : Mike Callahan, John Goble, Derrick Stafford | ESPN |
| 25 mai 2018 20h30 EDT | Rapport | Score par quart-temps : 25-20, 18-34, 30-29, 26-26 |                                                  |                                                   |  | Quicken Loans Arena, Cleveland, Ohio Affluence : 20 562 Arbitres : Mike Callahan, John Goble, Derrick Stafford | ESPN |
| 25 mai 2018 20h30 EDT | Rapport | Score par mi-temps : 43-54, 56-55                  |                                                  |                                                   |  | Quicken Loans Arena, Cleveland, Ohio Affluence : 20 562 Arbitres : Mike Callahan, John Goble, Derrick Stafford | ESPN |
| 25 mai 2018 20h30 EDT | Rapport | Terry Rozier, 28 Al Horford, 9 Marcus Smart, 8     | Points Rebonds Passes d.                         | LeBron James, 46 LeBron James, 11 LeBron James, 9 |  | Quicken Loans Arena, Cleveland, Ohio Affluence : 20 562 Arbitres : Mike Callahan, John Goble, Derrick Stafford | ESPN |

| 27 mai 2018 20h30 EDT | Rapport | Cavaliers de Cleveland 87, Celtics de Boston 79    | Cavaliers de Cleveland 87, Celtics de Boston 79 | Cavaliers de Cleveland 87, Celtics de Boston 79    |  | TD Garden, Boston, Massachusetts Affluence : 18 624 Arbitres : Marc Davis, James Capers, Zach Zarba | ESPN |
| 27 mai 2018 20h30 EDT | Rapport | Score par quart-temps : 18-26, 21-17, 20-13, 28-23 |                                                 |                                                    |  | TD Garden, Boston, Massachusetts Affluence : 18 624 Arbitres : Marc Davis, James Capers, Zach Zarba | ESPN |
| 27 mai 2018 20h30 EDT | Rapport | Score par mi-temps : 39-43, 48-36                  |                                                 |                                                    |  | TD Garden, Boston, Massachusetts Affluence : 18 624 Arbitres : Marc Davis, James Capers, Zach Zarba | ESPN |
| 27 mai 2018 20h30 EDT | Rapport | LeBron James, 35 LeBron James, 15 LeBron James, 9  | Points Rebonds Passes d.                        | Jayson Tatum, 24 Marcus Morris, 12 Marcus Smart, 7 |  | TD Garden, Boston, Massachusetts Affluence : 18 624 Arbitres : Marc Davis, James Capers, Zach Zarba | ESPN |
| 27 mai 2018 20h30 EDT | Rapport | Cleveland remporte la série 4 à 3.                 |                                                 |                                                    |  | TD Garden, Boston, Massachusetts Affluence : 18 624 Arbitres : Marc Davis, James Capers, Zach Zarba | ESPN |

Matchs de saison régulière
Cleveland gagne la série 2 à 1.
| 17 octobre 2017 | Rapport | Celtics de Boston 99, Cavaliers de Cleveland 102 | Celtics de Boston 99, Cavaliers de Cleveland 102 | Celtics de Boston 99, Cavaliers de Cleveland 102 |  | Quicken Loans Arena, Cleveland, Ohio |

| 3 janvier 2018 | Rapport | Cavaliers de Cleveland 88, Celtics de Boston 102 | Cavaliers de Cleveland 88, Celtics de Boston 102 | Cavaliers de Cleveland 88, Celtics de Boston 102 |  | TD Garden, Boston, Massachusetts |

| 11 février 2018 | Rapport | Cavaliers de Cleveland 121, Celtics de Boston 99 | Cavaliers de Cleveland 121, Celtics de Boston 99 | Cavaliers de Cleveland 121, Celtics de Boston 99 |  | TD Garden, Boston, Massachusetts |

Dernière rencontre en playoffsFinale de conférence Est 2012 (Cleveland gagne 4-1).

### Conférence Ouest
Salles
Salles des huit participants.

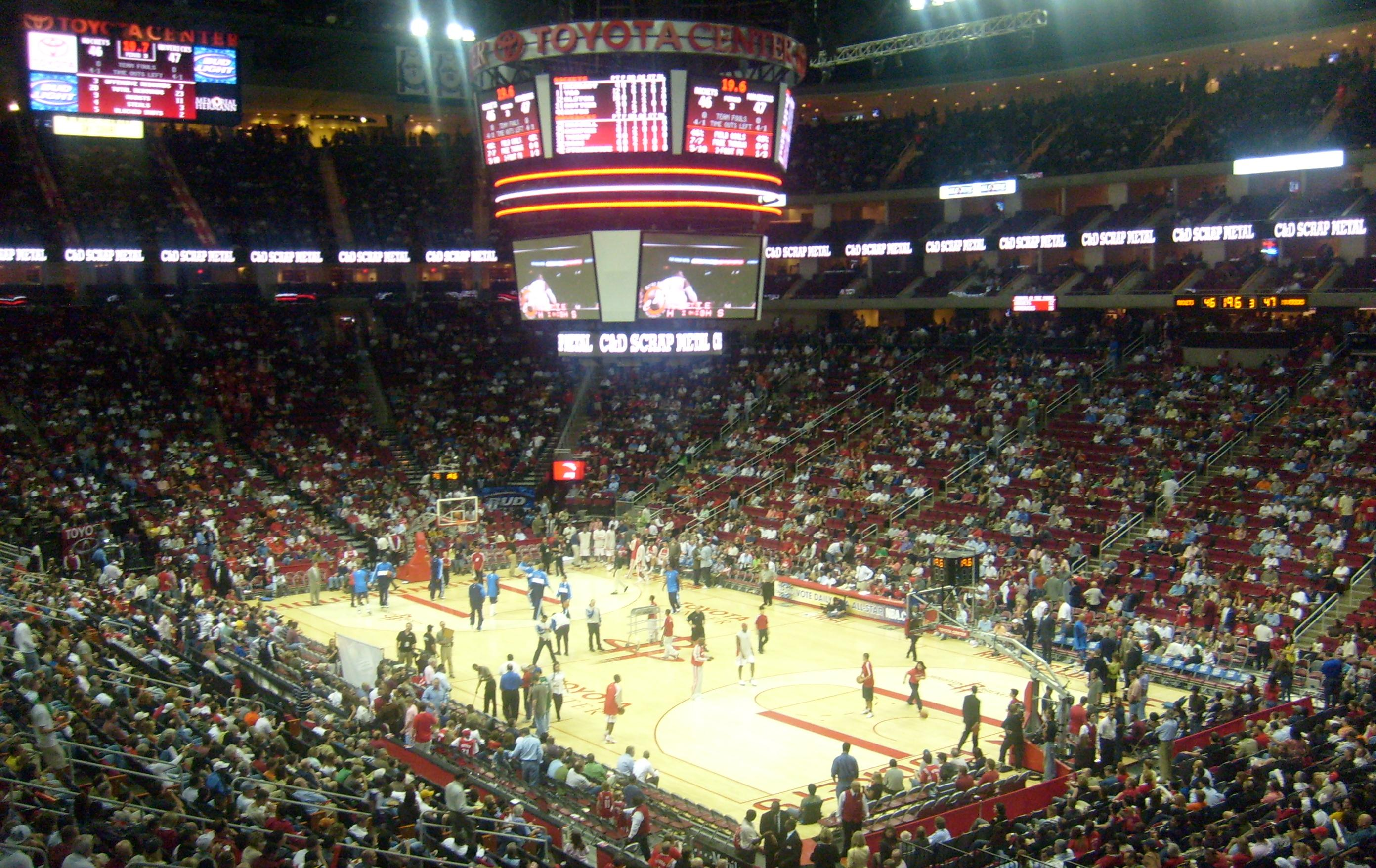
Toyota Center, Houston
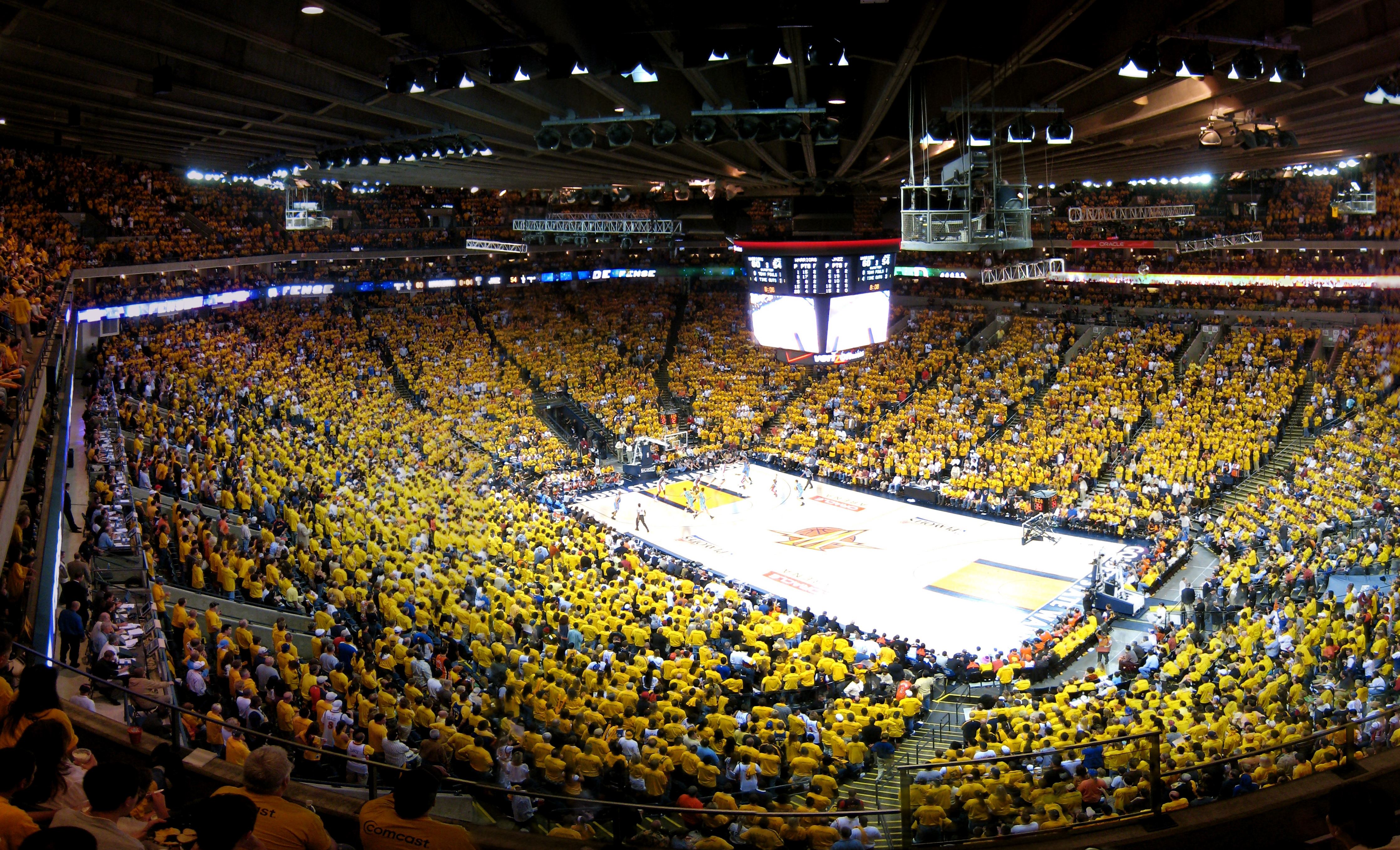
Oracle Arena, Oakland
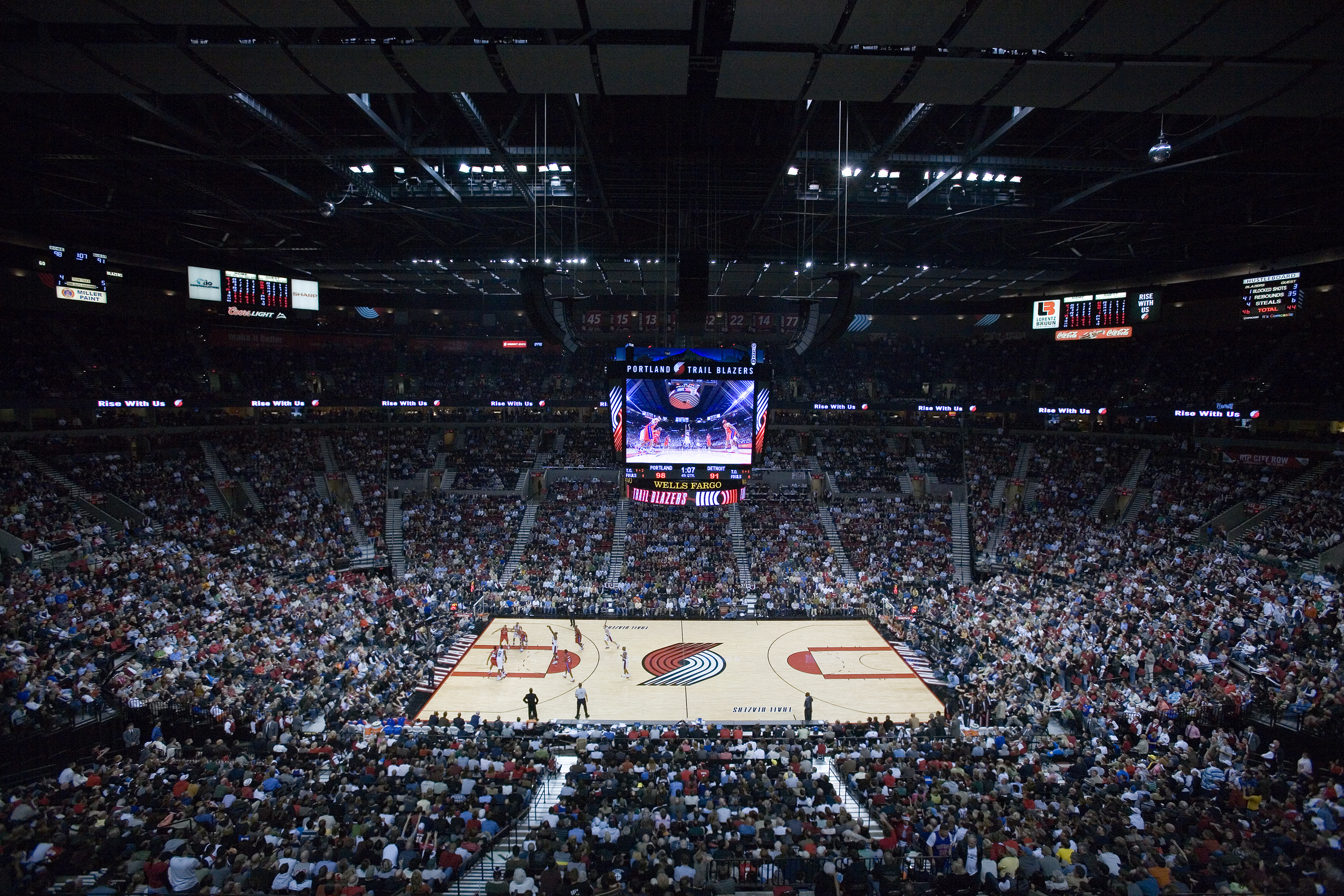
Moda Center, Portland
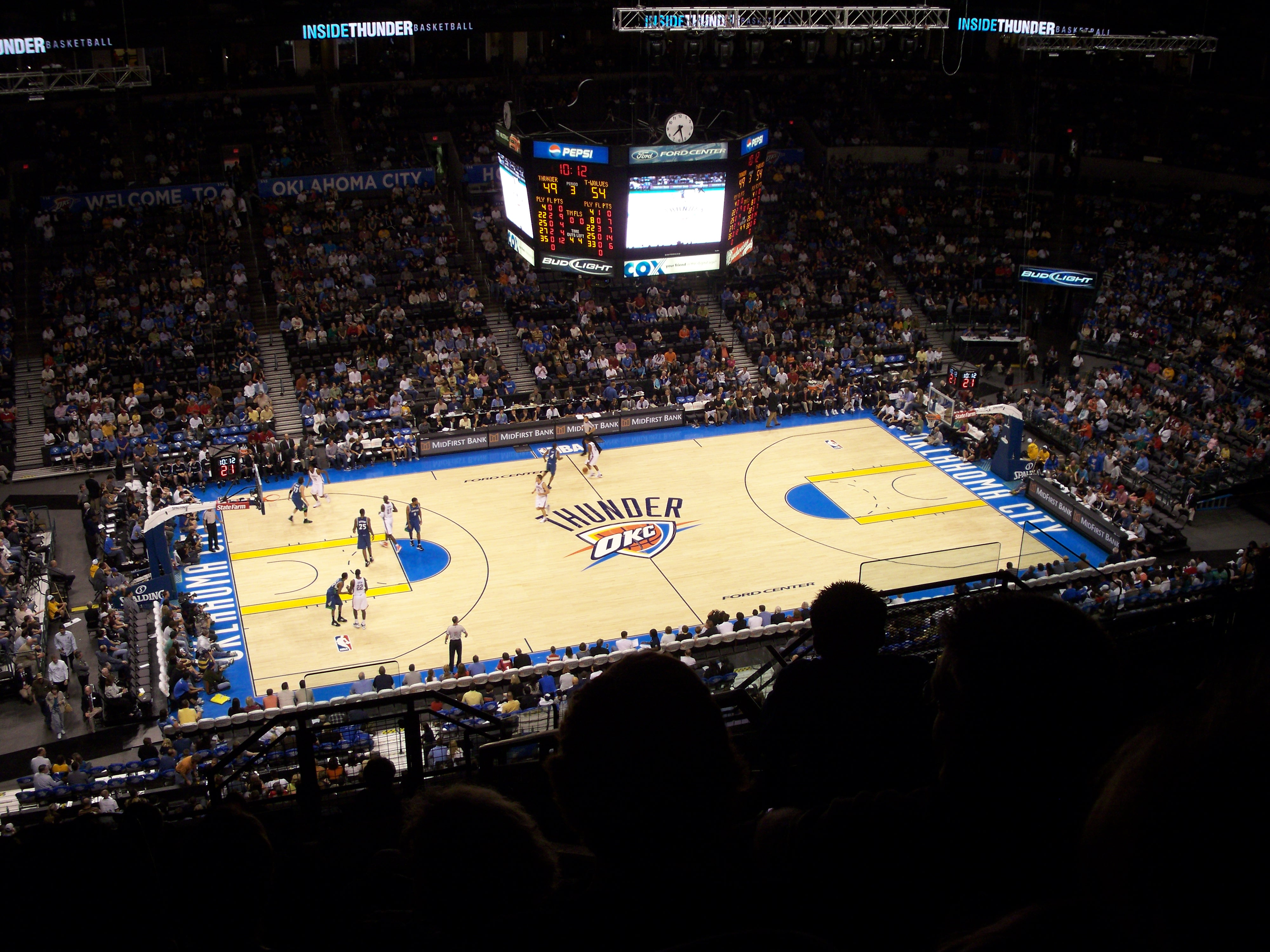
Chesapeake Energy Arena, Oklahoma City
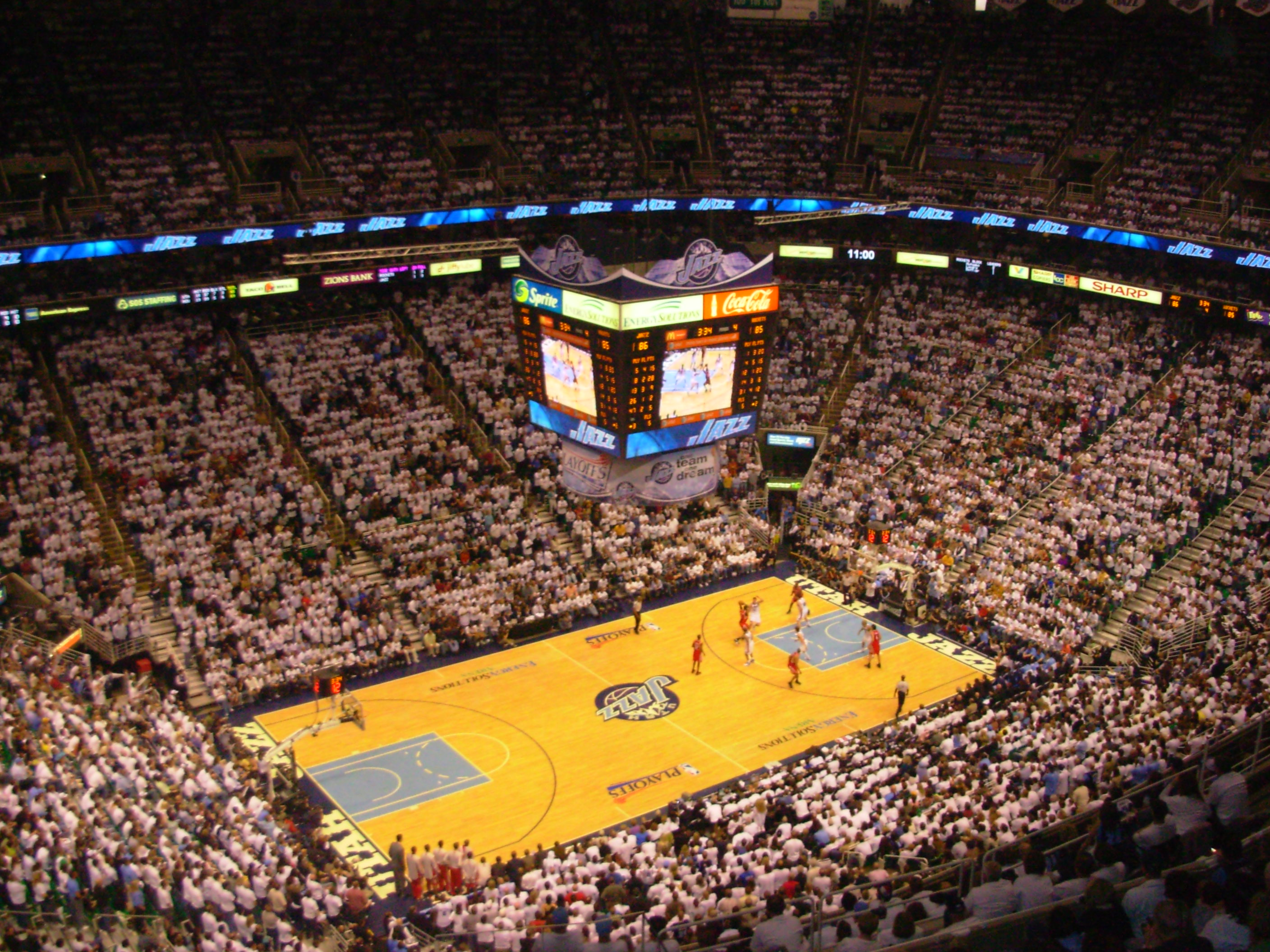
Vivint Smart Home Arena, Salt Lake City
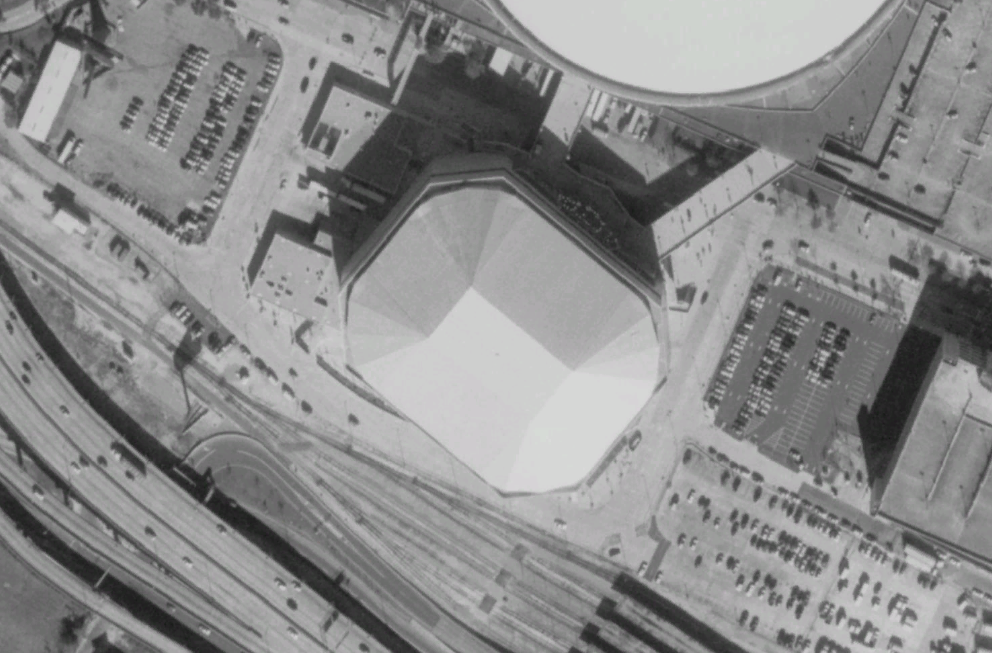
Smoothie King Center, La Nouvelle-Orléans
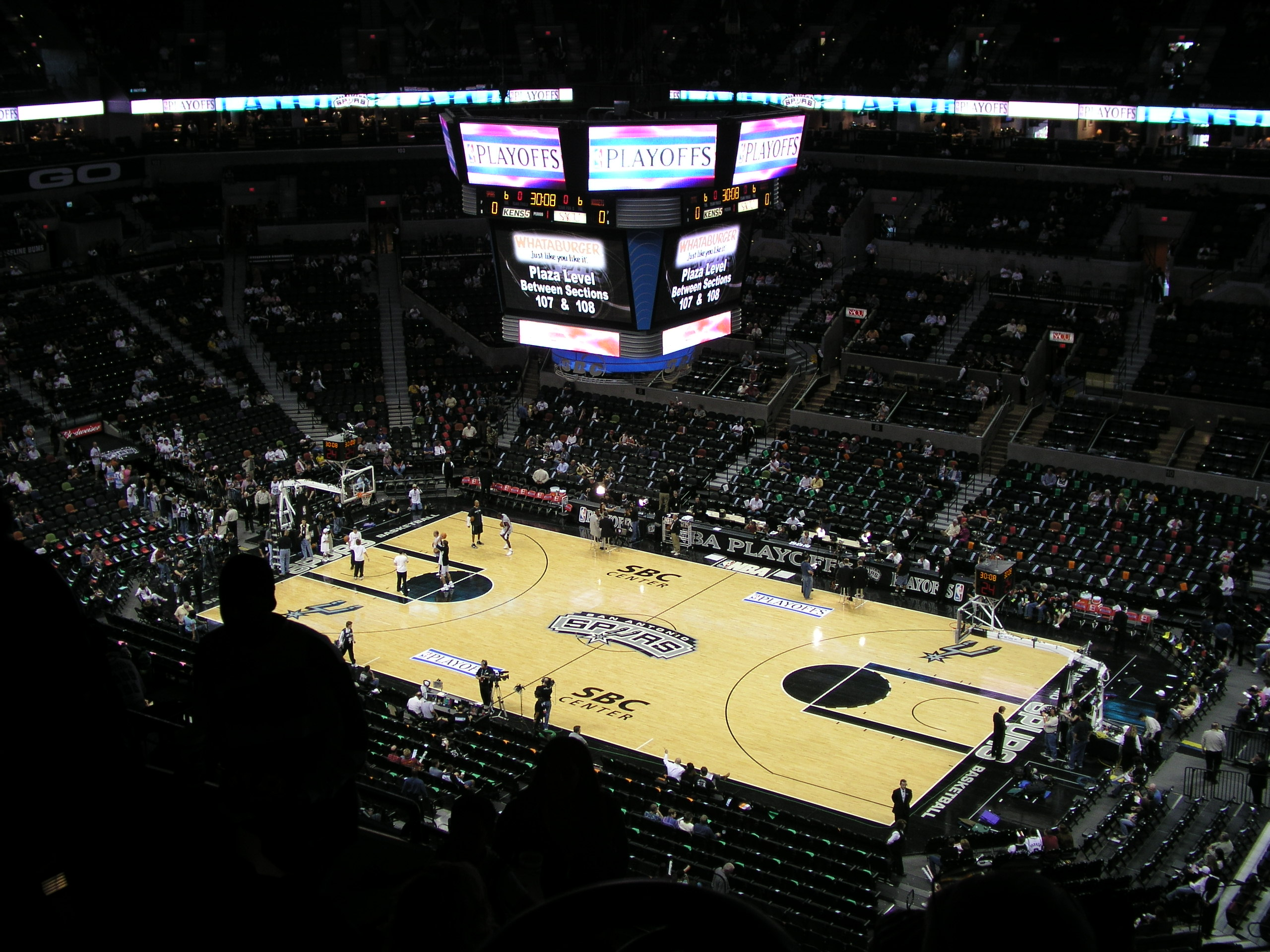
AT&T Center, San Antonio
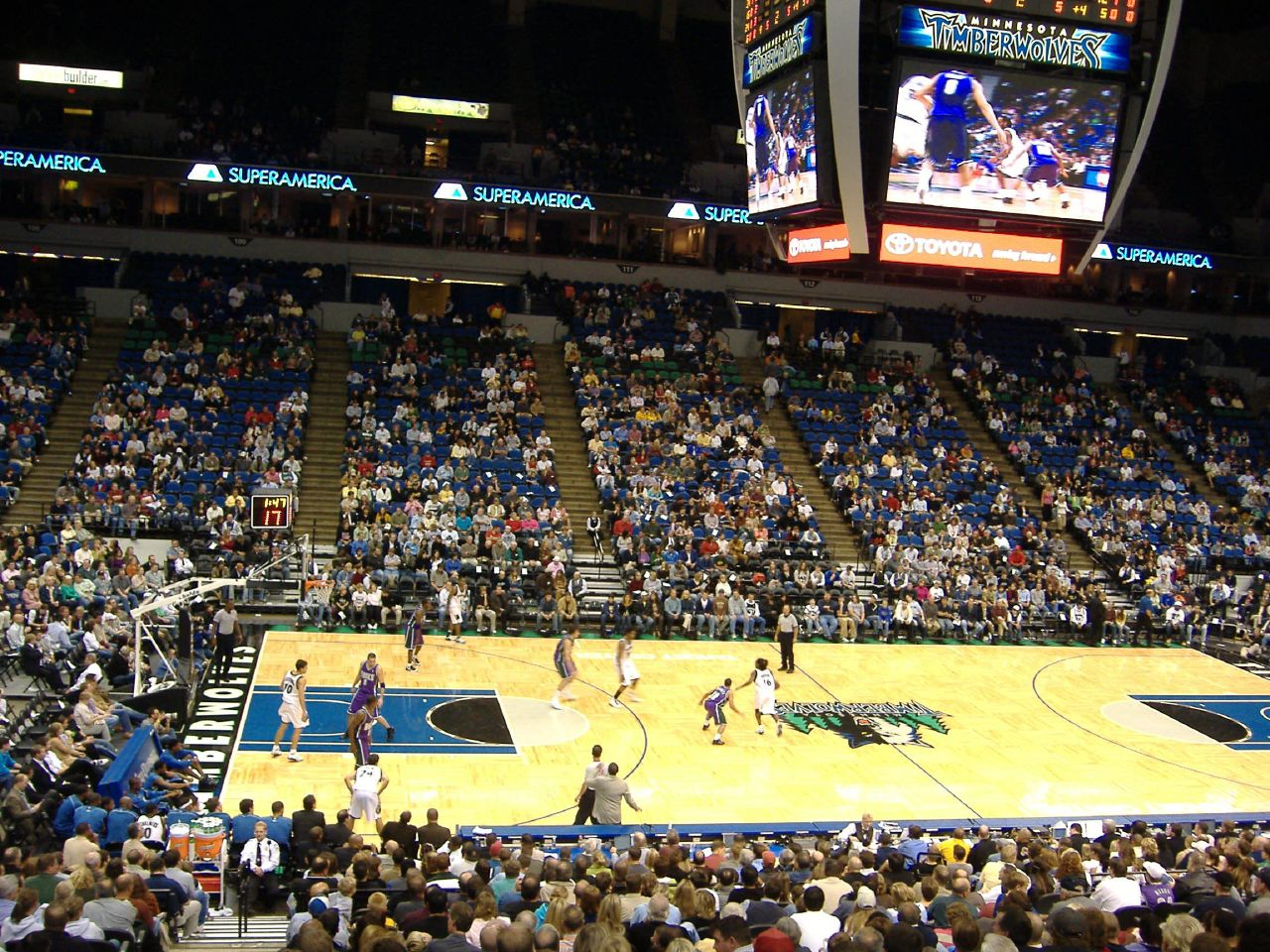
Target Center, Minneapolis

#### Premier tour

##### (1)Rockets de Houstonvs.Timberwolves du Minnesota(8)
| 15 avril 2018 21h00 EDT | Rapport | Timberwolves du Minnesota 101, Rockets de Houston 104    | Timberwolves du Minnesota 101, Rockets de Houston 104 | Timberwolves du Minnesota 101, Rockets de Houston 104 |  | Toyota Center, Houston, Texas Affluence : 18 055 Arbitres : Ken Mauer, Tony Brown, James Williams | TNT |
| 15 avril 2018 21h00 EDT | Rapport | Score par quart-temps : 21-27, 26-27, 25-22, 29-28       |                                                       |                                                       |  | Toyota Center, Houston, Texas Affluence : 18 055 Arbitres : Ken Mauer, Tony Brown, James Williams | TNT |
| 15 avril 2018 21h00 EDT | Rapport | Score par mi-temps : 47-54, 54-50                        |                                                       |                                                       |  | Toyota Center, Houston, Texas Affluence : 18 055 Arbitres : Ken Mauer, Tony Brown, James Williams | TNT |
| 15 avril 2018 21h00 EDT | Rapport | Andrew Wiggins, 18 Karl-Anthony Towns, 12 Jeff Teague, 8 | Points Rebonds Passes d.                              | James Harden, 44 Clint Capela, 12 James Harden, 8     |  | Toyota Center, Houston, Texas Affluence : 18 055 Arbitres : Ken Mauer, Tony Brown, James Williams | TNT |

| 18 avril 2018 21h30 EDT | Rapport | Timberwolves du Minnesota 82, Rockets de Houston 102         | Timberwolves du Minnesota 82, Rockets de Houston 102 | Timberwolves du Minnesota 82, Rockets de Houston 102 |  | Toyota Center, Houston, Texas Affluence : 18 055 Arbitres : Derrick Stafford, Pat Fraher, Mark Lindsay | TNT, BeIn Sports |
| 18 avril 2018 21h30 EDT | Rapport | Score par quart-temps : 23-18, 17-37, 18-25, 24-22           |                                                      |                                                      |  | Toyota Center, Houston, Texas Affluence : 18 055 Arbitres : Derrick Stafford, Pat Fraher, Mark Lindsay | TNT, BeIn Sports |
| 18 avril 2018 21h30 EDT | Rapport | Score par mi-temps : 40-55, 42-47                            |                                                      |                                                      |  | Toyota Center, Houston, Texas Affluence : 18 055 Arbitres : Derrick Stafford, Pat Fraher, Mark Lindsay | TNT, BeIn Sports |
| 18 avril 2018 21h30 EDT | Rapport | Nemanja Bjelica, 16 Karl-Anthony Towns, 10 Jones, Wiggins, 3 | Points Rebonds Passes d.                             | Chris Paul, 27 Clint Capela, 16 Chris Paul, 8        |  | Toyota Center, Houston, Texas Affluence : 18 055 Arbitres : Derrick Stafford, Pat Fraher, Mark Lindsay | TNT, BeIn Sports |

| 21 avril 2018 19h30 EDT | Rapport | Rockets de Houston 105, Timberwolves du Minnesota 121 | Rockets de Houston 105, Timberwolves du Minnesota 121 | Rockets de Houston 105, Timberwolves du Minnesota 121  |  | Target Center, Minneapolis, Minnesota Affluence : 18 978 Arbitres : Marc Davis, Kevin Cutler, Bill Kennedy | ESPN |
| 21 avril 2018 19h30 EDT | Rapport | Score par quart-temps : 28-27, 23-25, 24-35, 30-34    |                                                       |                                                        |  | Target Center, Minneapolis, Minnesota Affluence : 18 978 Arbitres : Marc Davis, Kevin Cutler, Bill Kennedy | ESPN |
| 21 avril 2018 19h30 EDT | Rapport | Score par mi-temps : 51-52, 54-69                     |                                                       |                                                        |  | Target Center, Minneapolis, Minnesota Affluence : 18 978 Arbitres : Marc Davis, Kevin Cutler, Bill Kennedy | ESPN |
| 21 avril 2018 19h30 EDT | Rapport | James Harden, 29 Clint Capela, 11 James Harden, 7     | Points Rebonds Passes d.                              | Jimmy Butler, 28 Karl-Anthony Towns, 16 Jeff Teague, 8 |  | Target Center, Minneapolis, Minnesota Affluence : 18 978 Arbitres : Marc Davis, Kevin Cutler, Bill Kennedy | ESPN |

| 23 avril 2018 20h00 EDT | Rapport | Rockets de Houston 119, Timberwolves du Minnesota 100 | Rockets de Houston 119, Timberwolves du Minnesota 100 | Rockets de Houston 119, Timberwolves du Minnesota 100           |  | Target Center, Minneapolis, Minnesota Affluence : 18 978 Arbitres : James Capers, Mark Ayotte, David Guthrie | TNT |
| 23 avril 2018 20h00 EDT | Rapport | Score par quart-temps : 21-21, 29-28, 50-20, 19-31    |                                                       |                                                                 |  | Target Center, Minneapolis, Minnesota Affluence : 18 978 Arbitres : James Capers, Mark Ayotte, David Guthrie | TNT |
| 23 avril 2018 20h00 EDT | Rapport | Score par mi-temps : 50-49, 69-51                     |                                                       |                                                                 |  | Target Center, Minneapolis, Minnesota Affluence : 18 978 Arbitres : James Capers, Mark Ayotte, David Guthrie | TNT |
| 23 avril 2018 20h00 EDT | Rapport | James Harden, 36 Clint Capela, 17 Chris Paul, 6       | Points Rebonds Passes d.                              | Karl-Anthony Towns, 22 Karl-Anthony Towns, 15 Teague, Butler, 5 |  | Target Center, Minneapolis, Minnesota Affluence : 18 978 Arbitres : James Capers, Mark Ayotte, David Guthrie | TNT |

| 25 avril 2018 21h30 EDT | Rapport | Timberwolves du Minnesota 104, Rockets de Houston 122        | Timberwolves du Minnesota 104, Rockets de Houston 122 | Timberwolves du Minnesota 104, Rockets de Houston 122 |  | Toyota Center, Houston, Texas Affluence : 18 055 Arbitres : Zach Zarba, Sean Wright, Brian Forte | TNT |
| 25 avril 2018 21h30 EDT | Rapport | Score par quart-temps : 26-25, 33-30, 15-30, 30-37           |                                                       |                                                       |  | Toyota Center, Houston, Texas Affluence : 18 055 Arbitres : Zach Zarba, Sean Wright, Brian Forte | TNT |
| 25 avril 2018 21h30 EDT | Rapport | Score par mi-temps : 59-55, 45-67                            |                                                       |                                                       |  | Toyota Center, Houston, Texas Affluence : 18 055 Arbitres : Zach Zarba, Sean Wright, Brian Forte | TNT |
| 25 avril 2018 21h30 EDT | Rapport | Karl-Anthony Towns, 23 Karl-Anthony Towns, 14 Jeff Teague, 7 | Points Rebonds Passes d.                              | Clint Capela, 26 Clint Capela, 15 James Harden, 12    |  | Toyota Center, Houston, Texas Affluence : 18 055 Arbitres : Zach Zarba, Sean Wright, Brian Forte | TNT |
| 25 avril 2018 21h30 EDT | Rapport | Houston remporte la série 4 à 1.                             |                                                       |                                                       |  | Toyota Center, Houston, Texas Affluence : 18 055 Arbitres : Zach Zarba, Sean Wright, Brian Forte | TNT |

Matchs de saison régulière
Houston gagne la série 4 à 0.
| 18 janvier 2018 | Rapport | Timberwolves du Minnesota 98, Rockets de Houston 116 | Timberwolves du Minnesota 98, Rockets de Houston 116 | Timberwolves du Minnesota 98, Rockets de Houston 116 |  | Toyota Center, Houston, Texas |

| 13 février 2018 | Rapport | Rockets de Houston 126, Timberwolves du Minnesota 108 | Rockets de Houston 126, Timberwolves du Minnesota 108 | Rockets de Houston 126, Timberwolves du Minnesota 108 |  | Target Center, Minneapolis, Minnesota |

| 23 février 2018 | Rapport | Timberwolves du Minnesota 102, Rockets de Houston 120 | Timberwolves du Minnesota 102, Rockets de Houston 120 | Timberwolves du Minnesota 102, Rockets de Houston 120 |  | Toyota Center, Houston, Texas |

| 18 mars 2018 | Rapport | Rockets de Houston 129, Timberwolves du Minnesota 120 | Rockets de Houston 129, Timberwolves du Minnesota 120 | Rockets de Houston 129, Timberwolves du Minnesota 120 |  | Target Center, Minneapolis, Minnesota |

Dernière rencontre en playoffsPremier tour de conférence Est 1997 (Houston gagne 3-0).

##### (2)Warriors de Golden Statevs.Spurs de San Antonio(7)
| 14 avril 2018 15h00 EDT | Rapport | Spurs de San Antonio 92, Warriors de Golden State 113 | Spurs de San Antonio 92, Warriors de Golden State 113 | Spurs de San Antonio 92, Warriors de Golden State 113 |  | Oracle Arena, Oakland, Californie Affluence : 19 596 Arbitres : James Capers, Kane Fitzgerald, Ron Garretson | ABC, BeIn Sports |
| 14 avril 2018 15h00 EDT | Rapport | Score par quart-temps : 17-28, 24-29, 22-29, 29-27    |                                                       |                                                       |  | Oracle Arena, Oakland, Californie Affluence : 19 596 Arbitres : James Capers, Kane Fitzgerald, Ron Garretson | ABC, BeIn Sports |
| 14 avril 2018 15h00 EDT | Rapport | Score par mi-temps : 41-57, 51-56                     |                                                       |                                                       |  | Oracle Arena, Oakland, Californie Affluence : 19 596 Arbitres : James Capers, Kane Fitzgerald, Ron Garretson | ABC, BeIn Sports |
| 14 avril 2018 15h00 EDT | Rapport | Rudy Gay, 15 Rudy Gay, 6 Pau Gasol, 4                 | Points Rebonds Passes d.                              | Klay Thompson, 27 Kevin Durant, 9 Draymond Green, 11  |  | Oracle Arena, Oakland, Californie Affluence : 19 596 Arbitres : James Capers, Kane Fitzgerald, Ron Garretson | ABC, BeIn Sports |

| 16 avril 2018 22h30 EDT | Rapport | Spurs de San Antonio 101, Warriors de Golden State 116                               | Spurs de San Antonio 101, Warriors de Golden State 116 | Spurs de San Antonio 101, Warriors de Golden State 116 |  | Oracle Arena, Oakland, Californie Affluence : 19 596 Arbitres : Ed Malloy, Brent Barnaky, Eric Lewis | TNT |
| 16 avril 2018 22h30 EDT | Rapport | Score par quart-temps : 25-23, 28-24, 22-33, 26-36                                   |                                                        |                                                        |  | Oracle Arena, Oakland, Californie Affluence : 19 596 Arbitres : Ed Malloy, Brent Barnaky, Eric Lewis | TNT |
| 16 avril 2018 22h30 EDT | Rapport | Score par mi-temps : 53-47, 48-69                                                    |                                                        |                                                        |  | Oracle Arena, Oakland, Californie Affluence : 19 596 Arbitres : Ed Malloy, Brent Barnaky, Eric Lewis | TNT |
| 16 avril 2018 22h30 EDT | Rapport | LaMarcus Aldridge, 34 LaMarcus Aldridge, 12 Aldridge, Gay, Mills, Gasol, Ginobili, 3 | Points Rebonds Passes d.                               | Kevin Durant, 32 Iguodala, McGee, 7 Green, Durant, 6   |  | Oracle Arena, Oakland, Californie Affluence : 19 596 Arbitres : Ed Malloy, Brent Barnaky, Eric Lewis | TNT |

| 19 avril 2018 21h30 EDT | Rapport | Warriors de Golden State 110, Spurs de San Antonio 97 | Warriors de Golden State 110, Spurs de San Antonio 97 | Warriors de Golden State 110, Spurs de San Antonio 97           |  | AT&T Center, San Antonio, Texas Affluence : 18 418 Arbitres : Zach Zarba, Rodney Mott, Sean Wright | TNT, BeIn Sports |
| 19 avril 2018 21h30 EDT | Rapport | Score par quart-temps : 26-23, 26-23, 32-26, 26-25    |                                                       |                                                                 |  | AT&T Center, San Antonio, Texas Affluence : 18 418 Arbitres : Zach Zarba, Rodney Mott, Sean Wright | TNT, BeIn Sports |
| 19 avril 2018 21h30 EDT | Rapport | Score par mi-temps : 52-46, 58-51                     |                                                       |                                                                 |  | AT&T Center, San Antonio, Texas Affluence : 18 418 Arbitres : Zach Zarba, Rodney Mott, Sean Wright | TNT, BeIn Sports |
| 19 avril 2018 21h30 EDT | Rapport | Kevin Durant, 26 Kevin Durant, 9 Draymond Green, 7    | Points Rebonds Passes d.                              | LaMarcus Aldridge, 18 LaMarcus Aldridge, 10 Aldridge, Murray, 4 |  | AT&T Center, San Antonio, Texas Affluence : 18 418 Arbitres : Zach Zarba, Rodney Mott, Sean Wright | TNT, BeIn Sports |

| 22 avril 2018 15h30 EDT | Rapport | Warriors de Golden State 90, Spurs de San Antonio 103 | Warriors de Golden State 90, Spurs de San Antonio 103 | Warriors de Golden State 90, Spurs de San Antonio 103          |  | AT&T Center, San Antonio, Texas Affluence : 18 418 Arbitres : Brian Forte, Scott Foster, Tony Brothers | ABC, BeIn Sports |
| 22 avril 2018 15h30 EDT | Rapport | Score par quart-temps : 22-30, 20-26, 29-21, 19-26    |                                                       |                                                                |  | AT&T Center, San Antonio, Texas Affluence : 18 418 Arbitres : Brian Forte, Scott Foster, Tony Brothers | ABC, BeIn Sports |
| 22 avril 2018 15h30 EDT | Rapport | Score par mi-temps : 42-56, 48-47                     |                                                       |                                                                |  | AT&T Center, San Antonio, Texas Affluence : 18 418 Arbitres : Brian Forte, Scott Foster, Tony Brothers | ABC, BeIn Sports |
| 22 avril 2018 15h30 EDT | Rapport | Kevin Durant, 34 Draymond Green, 18 Draymond Green, 9 | Points Rebonds Passes d.                              | LaMarcus Aldridge, 22 LaMarcus Aldridge, 10 Mills, Ginobili, 5 |  | AT&T Center, San Antonio, Texas Affluence : 18 418 Arbitres : Brian Forte, Scott Foster, Tony Brothers | ABC, BeIn Sports |

| 24 avril 2018 16h30 EDT | Rapport | Spurs de San Antonio 91, Warriors de Golden State 99         | Spurs de San Antonio 91, Warriors de Golden State 99 | Spurs de San Antonio 91, Warriors de Golden State 99  |  | Oracle Arena, Oakland, Californie Affluence : 19 596 Arbitres : Jason Phillips, Tony Brown, Mike Callahan | TNT |
| 24 avril 2018 16h30 EDT | Rapport | Score par quart-temps : 20-22, 18-27, 27-30, 26-20           |                                                      |                                                       |  | Oracle Arena, Oakland, Californie Affluence : 19 596 Arbitres : Jason Phillips, Tony Brown, Mike Callahan | TNT |
| 24 avril 2018 16h30 EDT | Rapport | Score par mi-temps : 38-49, 53-50                            |                                                      |                                                       |  | Oracle Arena, Oakland, Californie Affluence : 19 596 Arbitres : Jason Phillips, Tony Brown, Mike Callahan | TNT |
| 24 avril 2018 16h30 EDT | Rapport | LaMarcus Aldridge, 30 LaMarcus Aldridge, 12 Manu Ginobili, 7 | Points Rebonds Passes d.                             | Kevin Durant, 25 Draymond Green, 19 Draymond Green, 7 |  | Oracle Arena, Oakland, Californie Affluence : 19 596 Arbitres : Jason Phillips, Tony Brown, Mike Callahan | TNT |
| 24 avril 2018 16h30 EDT | Rapport | Golden State remporte la série 4 à 1.                        |                                                      |                                                       |  | Oracle Arena, Oakland, Californie Affluence : 19 596 Arbitres : Jason Phillips, Tony Brown, Mike Callahan | TNT |

Matchs de saison régulière
Golden State gagne la série 3 à 1.
| 2 novembre 2017 | Rapport | Warriors de Golden State 112, Spurs de San Antonio 92 | Warriors de Golden State 112, Spurs de San Antonio 92 | Warriors de Golden State 112, Spurs de San Antonio 92 |  | AT&T Center, San Antonio, Texas |

| 10 février 2018 | Rapport | Spurs de San Antonio 105, Warriors de Golden State 122 | Spurs de San Antonio 105, Warriors de Golden State 122 | Spurs de San Antonio 105, Warriors de Golden State 122 |  | Oracle Arena, Oakland, Californie |

| 8 mars 2018 | Rapport | Spurs de San Antonio 107, Warriors de Golden State 110 | Spurs de San Antonio 107, Warriors de Golden State 110 | Spurs de San Antonio 107, Warriors de Golden State 110 |  | Oracle Arena, Oakland, Californie |

| 19 mars 2018 | Rapport | Warriors de Golden State 75, Spurs de San Antonio 89 | Warriors de Golden State 75, Spurs de San Antonio 89 | Warriors de Golden State 75, Spurs de San Antonio 89 |  | AT&T Center, San Antonio, Texas |

Dernière rencontre en playoffsFinale de conférence Ouest 2017 (Golden State gagne 4-0).

##### (3)Trail Blazers de Portlandvs.Pelicans de La Nouvelle-Orléans(6)
| 14 avril 2018 22h30 EDT | Rapport | Pelicans de La Nouvelle-Orléans 97, Trail Blazers de Portland 95 | Pelicans de La Nouvelle-Orléans 97, Trail Blazers de Portland 95 | Pelicans de La Nouvelle-Orléans 97, Trail Blazers de Portland 95 |  | Moda Center, Portland, Oregon Affluence : 19 882 Arbitres : Ed Malloy, Eric Lewis, Mark Lindsay | ESPN |
| 14 avril 2018 22h30 EDT | Rapport | Score par quart-temps : 21-18, 24-18, 30-27, 22-32               |                                                                  |                                                                  |  | Moda Center, Portland, Oregon Affluence : 19 882 Arbitres : Ed Malloy, Eric Lewis, Mark Lindsay | ESPN |
| 14 avril 2018 22h30 EDT | Rapport | Score par mi-temps : 45-36, 52-59                                |                                                                  |                                                                  |  | Moda Center, Portland, Oregon Affluence : 19 882 Arbitres : Ed Malloy, Eric Lewis, Mark Lindsay | ESPN |
| 14 avril 2018 22h30 EDT | Rapport | Anthony Davis, 35 Anthony Davis, 14 Rajon Rondo, 17              | Points Rebonds Passes d.                                         | C.J. McCollum, 19 Ed Davis, 13 Damian Lillard, 7                 |  | Moda Center, Portland, Oregon Affluence : 19 882 Arbitres : Ed Malloy, Eric Lewis, Mark Lindsay | ESPN |

| 17 avril 2018 22h30 EDT | Rapport | Pelicans de La Nouvelle-Orléans 111, Trail Blazers de Portland 102 | Pelicans de La Nouvelle-Orléans 111, Trail Blazers de Portland 102 | Pelicans de La Nouvelle-Orléans 111, Trail Blazers de Portland 102 |  | Moda Center, Portland, Oregon Affluence : 20 066 Arbitres : Zach Zarba, Sean Corbin, John Goble | TNT |
| 17 avril 2018 22h30 EDT | Rapport | Score par quart-temps : 25-23, 29-36, 33-19, 24-24                 |                                                                    |                                                                    |  | Moda Center, Portland, Oregon Affluence : 20 066 Arbitres : Zach Zarba, Sean Corbin, John Goble | TNT |
| 17 avril 2018 22h30 EDT | Rapport | Score par mi-temps : 54-59, 57-43                                  |                                                                    |                                                                    |  | Moda Center, Portland, Oregon Affluence : 20 066 Arbitres : Zach Zarba, Sean Corbin, John Goble | TNT |
| 17 avril 2018 22h30 EDT | Rapport | Jrue Holiday, 33 Anthony Davis, 13 Holiday, Rondo, 9               | Points Rebonds Passes d.                                           | C.J. McCollum, 22 Al-Farouq Aminu, 15 C.J. McCollum, 6             |  | Moda Center, Portland, Oregon Affluence : 20 066 Arbitres : Zach Zarba, Sean Corbin, John Goble | TNT |

| 19 avril 2018 21h00 EDT | Rapport | Trail Blazers de Portland 102, Pelicans de La Nouvelle-Orléans 119 | Trail Blazers de Portland 102, Pelicans de La Nouvelle-Orléans 119 | Trail Blazers de Portland 102, Pelicans de La Nouvelle-Orléans 119 |  | Smoothie King Center, La Nouvelle-Orléans, Louisiane Affluence : 18 551 Arbitres : Mike Callahan, Jason Phillips, Tom Washington | NBA TV |
| 19 avril 2018 21h00 EDT | Rapport | Score par quart-temps : 20-36, 25-28, 25-27, 32-28                 |                                                                    |                                                                    |  | Smoothie King Center, La Nouvelle-Orléans, Louisiane Affluence : 18 551 Arbitres : Mike Callahan, Jason Phillips, Tom Washington | NBA TV |
| 19 avril 2018 21h00 EDT | Rapport | Score par mi-temps : 45-64, 57-55                                  |                                                                    |                                                                    |  | Smoothie King Center, La Nouvelle-Orléans, Louisiane Affluence : 18 551 Arbitres : Mike Callahan, Jason Phillips, Tom Washington | NBA TV |
| 19 avril 2018 21h00 EDT | Rapport | C.J. McCollum, 22 Aminu, Davis, 8 Maurice Harkless, 4              | Points Rebonds Passes d.                                           | Nikola Mirotić, 30 Anthony Davis, 11 Rajon Rondo, 11               |  | Smoothie King Center, La Nouvelle-Orléans, Louisiane Affluence : 18 551 Arbitres : Mike Callahan, Jason Phillips, Tom Washington | NBA TV |

| 21 avril 2018 17h00 EDT | Rapport | Trail Blazers de Portland 123, Pelicans de La Nouvelle-Orléans 131 | Trail Blazers de Portland 123, Pelicans de La Nouvelle-Orléans 131 | Trail Blazers de Portland 123, Pelicans de La Nouvelle-Orléans 131 |  | Smoothie King Center, La Nouvelle-Orléans, Louisiane Affluence : 18 544 Arbitres : James Capers, Kane Fitzgerald, Ron Garretson | TNT, BeIn Sports |
| 21 avril 2018 17h00 EDT | Rapport | Score par quart-temps : 25-26, 31-32, 31-42, 36-31                 |                                                                    |                                                                    |  | Smoothie King Center, La Nouvelle-Orléans, Louisiane Affluence : 18 544 Arbitres : James Capers, Kane Fitzgerald, Ron Garretson | TNT, BeIn Sports |
| 21 avril 2018 17h00 EDT | Rapport | Score par mi-temps : 56-58, 67-73                                  |                                                                    |                                                                    |  | Smoothie King Center, La Nouvelle-Orléans, Louisiane Affluence : 18 544 Arbitres : James Capers, Kane Fitzgerald, Ron Garretson | TNT, BeIn Sports |
| 21 avril 2018 17h00 EDT | Rapport | C.J. McCollum, 38 Jusuf Nurkić, 11 Damian Lillard, 6               | Points Rebonds Passes d.                                           | Anthony Davis, 47 Davis, Mirotić, 11 Rajon Rondo, 16               |  | Smoothie King Center, La Nouvelle-Orléans, Louisiane Affluence : 18 544 Arbitres : James Capers, Kane Fitzgerald, Ron Garretson | TNT, BeIn Sports |
| 21 avril 2018 17h00 EDT | Rapport | La Nouvelle-Orléans remporte la série 4 à 0.                       |                                                                    |                                                                    |  | Smoothie King Center, La Nouvelle-Orléans, Louisiane Affluence : 18 544 Arbitres : James Capers, Kane Fitzgerald, Ron Garretson | TNT, BeIn Sports |

Matchs de saison régulière
Égalité dans la série 2 à 2.
| 24 octobre 2017 | Rapport | Pelicans de La Nouvelle-Orléans 93, Trail Blazers de Portland 103 | Pelicans de La Nouvelle-Orléans 93, Trail Blazers de Portland 103 | Pelicans de La Nouvelle-Orléans 93, Trail Blazers de Portland 103 |  | Moda Center, Portland, Oregon |

| 2 décembre 2017 | Rapport | Pelicans de La Nouvelle-Orléans 123, Trail Blazers de Portland 116 | Pelicans de La Nouvelle-Orléans 123, Trail Blazers de Portland 116 | Pelicans de La Nouvelle-Orléans 123, Trail Blazers de Portland 116 |  | Moda Center, Portland, Oregon |

| 12 janvier 2018 | Rapport | Trail Blazers de Portland 113, Pelicans de La Nouvelle-Orléans 119 | Trail Blazers de Portland 113, Pelicans de La Nouvelle-Orléans 119 | Trail Blazers de Portland 113, Pelicans de La Nouvelle-Orléans 119 |  | Smoothie King Center, La Nouvelle-Orléans, Louisiane |

| 27 mars 2018 | Rapport | Trail Blazers de Portland 107, Pelicans de La Nouvelle-Orléans 103 | Trail Blazers de Portland 107, Pelicans de La Nouvelle-Orléans 103 | Trail Blazers de Portland 107, Pelicans de La Nouvelle-Orléans 103 |  | Smoothie King Center, La Nouvelle-Orléans, Louisiane |

C'est la première fois que ces deux équipes se rencontrent en Playoffs.

##### (4)Thunder d'Oklahoma Cityvs.Jazz de l'Utah(5)
| 15 avril 2018 18h30 EDT | Rapport | Jazz de l'Utah 108, Thunder d'Oklahoma City 116          | Jazz de l'Utah 108, Thunder d'Oklahoma City 116 | Jazz de l'Utah 108, Thunder d'Oklahoma City 116            |  | Chesapeake Energy Arena, Oklahoma City, Oklahoma Affluence : 18 203 Arbitres : Derrick Stafford, David Guthrie, Josh Tiven | TNT |
| 15 avril 2018 18h30 EDT | Rapport | Score par quart-temps : 25-25, 23-29, 24-27, 36-35       |                                                 |                                                            |  | Chesapeake Energy Arena, Oklahoma City, Oklahoma Affluence : 18 203 Arbitres : Derrick Stafford, David Guthrie, Josh Tiven | TNT |
| 15 avril 2018 18h30 EDT | Rapport | Score par mi-temps : 48-54, 60-62                        |                                                 |                                                            |  | Chesapeake Energy Arena, Oklahoma City, Oklahoma Affluence : 18 203 Arbitres : Derrick Stafford, David Guthrie, Josh Tiven | TNT |
| 15 avril 2018 18h30 EDT | Rapport | Donovan Mitchell, 27 Donovan Mitchell, 10 Ricky Rubio, 5 | Points Rebonds Passes d.                        | Paul George, 36 Russell Westbrook, 13 Russell Westbrook, 8 |  | Chesapeake Energy Arena, Oklahoma City, Oklahoma Affluence : 18 203 Arbitres : Derrick Stafford, David Guthrie, Josh Tiven | TNT |

| 18 avril 2018 20h00 EDT | Rapport | Jazz de l'Utah 102, Thunder d'Oklahoma City 95         | Jazz de l'Utah 102, Thunder d'Oklahoma City 95 | Jazz de l'Utah 102, Thunder d'Oklahoma City 95              |  | Chesapeake Energy Arena, Oklahoma City, Oklahoma Affluence : 18 203 Arbitres : Ken Mauer, James Williams, Gary Zielinski | NBA TV |
| 18 avril 2018 20h00 EDT | Rapport | Score par quart-temps : 26-25, 27-21, 21-33, 28-16     |                                                |                                                             |  | Chesapeake Energy Arena, Oklahoma City, Oklahoma Affluence : 18 203 Arbitres : Ken Mauer, James Williams, Gary Zielinski | NBA TV |
| 18 avril 2018 20h00 EDT | Rapport | Score par mi-temps : 53-46, 49-49                      |                                                |                                                             |  | Chesapeake Energy Arena, Oklahoma City, Oklahoma Affluence : 18 203 Arbitres : Ken Mauer, James Williams, Gary Zielinski | NBA TV |
| 18 avril 2018 20h00 EDT | Rapport | Donovan Mitchell, 28 Derrick Favors, 16 Ricky Rubio, 9 | Points Rebonds Passes d.                       | Russell Westbrook, 19 Paul George, 10 Russell Westbrook, 13 |  | Chesapeake Energy Arena, Oklahoma City, Oklahoma Affluence : 18 203 Arbitres : Ken Mauer, James Williams, Gary Zielinski | NBA TV |

| 21 avril 2018 22h00 EDT | Rapport | Thunder d'Oklahoma City 102, Jazz de l'Utah 115            | Thunder d'Oklahoma City 102, Jazz de l'Utah 115 | Thunder d'Oklahoma City 102, Jazz de l'Utah 115 |  | Vivint Smart Home Arena, Salt Lake City, Utah Affluence : 18 306 Arbitres : Zach Zarba, Bennie Adams, John Goble | ESPN |
| 21 avril 2018 22h00 EDT | Rapport | Score par quart-temps : 30-22, 23-36, 22-31, 27-26         |                                                 |                                                 |  | Vivint Smart Home Arena, Salt Lake City, Utah Affluence : 18 306 Arbitres : Zach Zarba, Bennie Adams, John Goble | ESPN |
| 21 avril 2018 22h00 EDT | Rapport | Score par mi-temps : 53-58, 49-57                          |                                                 |                                                 |  | Vivint Smart Home Arena, Salt Lake City, Utah Affluence : 18 306 Arbitres : Zach Zarba, Bennie Adams, John Goble | ESPN |
| 21 avril 2018 22h00 EDT | Rapport | Paul George, 23 Russell Westbrook, 11 Russell Westbrook, 9 | Points Rebonds Passes d.                        | Ricky Rubio, 26 Rudy Gobert, 12 Ricky Rubio, 10 |  | Vivint Smart Home Arena, Salt Lake City, Utah Affluence : 18 306 Arbitres : Zach Zarba, Bennie Adams, John Goble | ESPN |

| 23 avril 2018 22h30 EDT | Rapport | Thunder d'Oklahoma City 96, Jazz de l'Utah 113             | Thunder d'Oklahoma City 96, Jazz de l'Utah 113 | Thunder d'Oklahoma City 96, Jazz de l'Utah 113      |  | Vivint Smart Home Arena, Salt Lake City, Utah Affluence : 18 306 Arbitres : Bill Kennedy, Bill Spooner, Marc Davis | TNT, BeIn Sports |
| 23 avril 2018 22h30 EDT | Rapport | Score par quart-temps : 30-24, 22-34, 21-32, 23-23         |                                                |                                                     |  | Vivint Smart Home Arena, Salt Lake City, Utah Affluence : 18 306 Arbitres : Bill Kennedy, Bill Spooner, Marc Davis | TNT, BeIn Sports |
| 23 avril 2018 22h30 EDT | Rapport | Score par mi-temps : 52-58, 44-55                          |                                                |                                                     |  | Vivint Smart Home Arena, Salt Lake City, Utah Affluence : 18 306 Arbitres : Bill Kennedy, Bill Spooner, Marc Davis | TNT, BeIn Sports |
| 23 avril 2018 22h30 EDT | Rapport | Paul George, 32 Russell Westbrook, 14 Russell Westbrook, 3 | Points Rebonds Passes d.                       | Donovan Mitchell, 33 Rudy Gobert, 10 Ricky Rubio, 8 |  | Vivint Smart Home Arena, Salt Lake City, Utah Affluence : 18 306 Arbitres : Bill Kennedy, Bill Spooner, Marc Davis | TNT, BeIn Sports |

| 25 avril 2018 21h30 EDT | Rapport | Jazz de l'Utah 99, Thunder d'Oklahoma City 107     | Jazz de l'Utah 99, Thunder d'Oklahoma City 107 | Jazz de l'Utah 99, Thunder d'Oklahoma City 107                   |  | Chesapeake Energy Arena, Oklahoma City, Oklahoma Affluence : 18 203 Arbitres : Ed Malloy, Kane Fitzgerald, Tom Washington | NBA TV |
| 25 avril 2018 21h30 EDT | Rapport | Score par quart-temps : 34-29, 22-12, 22-37, 21-29 |                                                |                                                                  |  | Chesapeake Energy Arena, Oklahoma City, Oklahoma Affluence : 18 203 Arbitres : Ed Malloy, Kane Fitzgerald, Tom Washington | NBA TV |
| 25 avril 2018 21h30 EDT | Rapport | Score par mi-temps : 56-41, 43-66                  |                                                |                                                                  |  | Chesapeake Energy Arena, Oklahoma City, Oklahoma Affluence : 18 203 Arbitres : Ed Malloy, Kane Fitzgerald, Tom Washington | NBA TV |
| 25 avril 2018 21h30 EDT | Rapport | Jae Crowder, 27 Ricky Rubio, 12 Ricky Rubio, 7     | Points Rebonds Passes d.                       | Russell Westbrook, 45 Russell Westbrook, 15 Russell Westbrook, 7 |  | Chesapeake Energy Arena, Oklahoma City, Oklahoma Affluence : 18 203 Arbitres : Ed Malloy, Kane Fitzgerald, Tom Washington | NBA TV |

| 27 avril 2018 22h30 EDT | Rapport | Thunder d'Oklahoma City 91, Jazz de l'Utah 96         | Thunder d'Oklahoma City 91, Jazz de l'Utah 96 | Thunder d'Oklahoma City 91, Jazz de l'Utah 96      |  | Vivint Smart Home Arena, Salt Lake City, Utah Affluence : 18 306 Arbitres : Eric Lewis, Ron Garretson, Scott Foster | ESPN |
| 27 avril 2018 22h30 EDT | Rapport | Score par quart-temps : 22-18, 19-23, 29-37, 21-18    |                                               |                                                    |  | Vivint Smart Home Arena, Salt Lake City, Utah Affluence : 18 306 Arbitres : Eric Lewis, Ron Garretson, Scott Foster | ESPN |
| 27 avril 2018 22h30 EDT | Rapport | Score par mi-temps : 41-41, 50-55                     |                                               |                                                    |  | Vivint Smart Home Arena, Salt Lake City, Utah Affluence : 18 306 Arbitres : Eric Lewis, Ron Garretson, Scott Foster | ESPN |
| 27 avril 2018 22h30 EDT | Rapport | Russell Westbrook, 46 Steven Adams, 16 Paul George, 8 | Points Rebonds Passes d.                      | Donovan Mitchell, 38 Rudy Gobert, 13 Joe Ingles, 5 |  | Vivint Smart Home Arena, Salt Lake City, Utah Affluence : 18 306 Arbitres : Eric Lewis, Ron Garretson, Scott Foster | ESPN |
| 27 avril 2018 22h30 EDT | Rapport | Utah remporte la série 4 à 2.                         |                                               |                                                    |  | Vivint Smart Home Arena, Salt Lake City, Utah Affluence : 18 306 Arbitres : Eric Lewis, Ron Garretson, Scott Foster | ESPN |

Matchs de saison régulière
Oklahoma City gagne la série 3 à 1.
| 21 octobre 2017 | Rapport | Thunder d'Oklahoma City 87, Jazz de l'Utah 96 | Thunder d'Oklahoma City 87, Jazz de l'Utah 96 | Thunder d'Oklahoma City 87, Jazz de l'Utah 96 |  | Vivint Smart Home Arena, Salt Lake City, Utah |

| 5 décembre 2017 | Rapport | Jazz de l'Utah 94, Thunder d'Oklahoma City 100 | Jazz de l'Utah 94, Thunder d'Oklahoma City 100 | Jazz de l'Utah 94, Thunder d'Oklahoma City 100 |  | Chesapeake Energy Arena, Oklahoma City, Oklahoma |

| 20 décembre 2017 | Rapport | Jazz de l'Utah 79, Thunder d'Oklahoma City 107 | Jazz de l'Utah 79, Thunder d'Oklahoma City 107 | Jazz de l'Utah 79, Thunder d'Oklahoma City 107 |  | Chesapeake Energy Arena, Oklahoma City, Oklahoma |

| 23 décembre 2017 | Rapport | Thunder d'Oklahoma City 103, Jazz de l'Utah 89 | Thunder d'Oklahoma City 103, Jazz de l'Utah 89 | Thunder d'Oklahoma City 103, Jazz de l'Utah 89 |  | Vivint Smart Home Arena, Salt Lake City, Utah |

Dernière rencontre en playoffsPremier tour de conférence Ouest 2000 (Utah gagne 3-2).

#### Demi-finales de conférence

##### (1)Rockets de Houstonvs.Jazz de l'Utah(5)
| 29 avril 2018 15h30 EDT | Rapport | Jazz de l'Utah 96, Rockets de Houston 110               | Jazz de l'Utah 96, Rockets de Houston 110 | Jazz de l'Utah 96, Rockets de Houston 110         |  | Toyota Center, Houston, Texas Affluence : 18 055 Arbitres : James Capers, Zach Zarba, Tom Washington | ABC, BeIn Sports |
| 29 avril 2018 15h30 EDT | Rapport | Score par quart-temps : 21-34, 18-30, 29-22, 28-24      |                                           |                                                   |  | Toyota Center, Houston, Texas Affluence : 18 055 Arbitres : James Capers, Zach Zarba, Tom Washington | ABC, BeIn Sports |
| 29 avril 2018 15h30 EDT | Rapport | Score par mi-temps : 39-64, 57-46                       |                                           |                                                   |  | Toyota Center, Houston, Texas Affluence : 18 055 Arbitres : James Capers, Zach Zarba, Tom Washington | ABC, BeIn Sports |
| 29 avril 2018 15h30 EDT | Rapport | Michell, Crowder, 21 Rudy Gobert, 9 Mitchell, Ingles, 5 | Points Rebonds Passes d.                  | James Harden, 41 Clint Capela, 12 James Harden, 7 |  | Toyota Center, Houston, Texas Affluence : 18 055 Arbitres : James Capers, Zach Zarba, Tom Washington | ABC, BeIn Sports |

| 2 mai 2018 14h00 EDT | Rapport | Jazz de l'Utah 116, Rockets de Houston 108          | Jazz de l'Utah 116, Rockets de Houston 108 | Jazz de l'Utah 116, Rockets de Houston 108         |  | Toyota Center, Houston, Texas Affluence : 18 055 Arbitres : Bennie Adams, Scott Foster, Tony Brothers | TNT |
| 2 mai 2018 14h00 EDT | Rapport | Score par quart-temps : 36-28, 28-27, 22-30, 30-23  |                                            |                                                    |  | Toyota Center, Houston, Texas Affluence : 18 055 Arbitres : Bennie Adams, Scott Foster, Tony Brothers | TNT |
| 2 mai 2018 14h00 EDT | Rapport | Score par mi-temps : 64-55, 52-53                   |                                            |                                                    |  | Toyota Center, Houston, Texas Affluence : 18 055 Arbitres : Bennie Adams, Scott Foster, Tony Brothers | TNT |
| 2 mai 2018 14h00 EDT | Rapport | Joe Ingles, 27 Rudy Gobert, 14 Donovan Mitchell, 11 | Points Rebonds Passes d.                   | James Harden, 32 Clint Capela, 11 James Harden, 11 |  | Toyota Center, Houston, Texas Affluence : 18 055 Arbitres : Bennie Adams, Scott Foster, Tony Brothers | TNT |

| 4 mai 2018 22h30 EDT | Rapport | Rockets de Houston 113, Jazz de l'Utah 92           | Rockets de Houston 113, Jazz de l'Utah 92 | Rockets de Houston 113, Jazz de l'Utah 92     |  | Vivint Smart Home Arena, Salt Lake City, Utah Affluence : 18 306 Arbitres : Marc Davis, Ron Garretson, Ed Malloy | ESPN |
| 4 mai 2018 22h30 EDT | Rapport | Score par quart-temps : 39-22, 31-18, 23-25, 20-27  |                                           |                                               |  | Vivint Smart Home Arena, Salt Lake City, Utah Affluence : 18 306 Arbitres : Marc Davis, Ron Garretson, Ed Malloy | ESPN |
| 4 mai 2018 22h30 EDT | Rapport | Score par mi-temps : 70-40, 43-52                   |                                           |                                               |  | Vivint Smart Home Arena, Salt Lake City, Utah Affluence : 18 306 Arbitres : Marc Davis, Ron Garretson, Ed Malloy | ESPN |
| 4 mai 2018 22h30 EDT | Rapport | Harden, Gordon, 25 Clint Capela, 8 James Harden, 12 | Points Rebonds Passes d.                  | Royce O'Neale, 17 Rudy Gobert, 9 Raul Neto, 4 |  | Vivint Smart Home Arena, Salt Lake City, Utah Affluence : 18 306 Arbitres : Marc Davis, Ron Garretson, Ed Malloy | ESPN |

| 6 mai 2018 20h00 EDT | Rapport | Rockets de Houston 100, Jazz de l'Utah 87          | Rockets de Houston 100, Jazz de l'Utah 87 | Rockets de Houston 100, Jazz de l'Utah 87          |  | Vivint Smart Home Arena, Salt Lake City, Utah Affluence : 18 306 Arbitres : Ken Mauer, Bill Kennedy, James Williams | TNT |
| 6 mai 2018 20h00 EDT | Rapport | Score par quart-temps : 30-23, 28-25, 21-17, 21-22 |                                           |                                                    |  | Vivint Smart Home Arena, Salt Lake City, Utah Affluence : 18 306 Arbitres : Ken Mauer, Bill Kennedy, James Williams | TNT |
| 6 mai 2018 20h00 EDT | Rapport | Score par mi-temps : 58-48, 42-39                  |                                           |                                                    |  | Vivint Smart Home Arena, Salt Lake City, Utah Affluence : 18 306 Arbitres : Ken Mauer, Bill Kennedy, James Williams | TNT |
| 6 mai 2018 20h00 EDT | Rapport | Chris Paul, 27 Clint Capela, 15 Chris Paul, 6      | Points Rebonds Passes d.                  | Donovan Mitchell, 25 Rudy Gobert, 10 Joe Ingles, 4 |  | Vivint Smart Home Arena, Salt Lake City, Utah Affluence : 18 306 Arbitres : Ken Mauer, Bill Kennedy, James Williams | TNT |

| 8 mai 2018 14h00 EDT | Rapport | Jazz de l'Utah 102, Rockets de Houston 112              | Jazz de l'Utah 102, Rockets de Houston 112 | Jazz de l'Utah 102, Rockets de Houston 112  |  | Toyota Center, Houston, Texas Affluence : 18 055 Arbitres : Eric Lewis, John Goble, Mike Callahan | TNT |
| 8 mai 2018 14h00 EDT | Rapport | Score par quart-temps : 16-21, 30-33, 32-21, 24-37      |                                            |                                             |  | Toyota Center, Houston, Texas Affluence : 18 055 Arbitres : Eric Lewis, John Goble, Mike Callahan | TNT |
| 8 mai 2018 14h00 EDT | Rapport | Score par mi-temps : 46-54, 56-58                       |                                            |                                             |  | Toyota Center, Houston, Texas Affluence : 18 055 Arbitres : Eric Lewis, John Goble, Mike Callahan | TNT |
| 8 mai 2018 14h00 EDT | Rapport | Donovan Mitchell, 24 Rudy Gobert, 9 Donovan Mitchell, 9 | Points Rebonds Passes d.                   | Chris Paul, 41 Chris Paul, 7 Chris Paul, 10 |  | Toyota Center, Houston, Texas Affluence : 18 055 Arbitres : Eric Lewis, John Goble, Mike Callahan | TNT |
| 8 mai 2018 14h00 EDT | Rapport | Houston remporte la série 4 à 1.                        |                                            |                                             |  | Toyota Center, Houston, Texas Affluence : 18 055 Arbitres : Eric Lewis, John Goble, Mike Callahan | TNT |

Matchs de saison régulière
Houston gagne la série 4 à 0.
| 5 novembre 2017 | Rapport | Jazz de l'Utah 110, Rockets de Houston 137 | Jazz de l'Utah 110, Rockets de Houston 137 | Jazz de l'Utah 110, Rockets de Houston 137 |  | Toyota Center, Houston, Texas |

| 7 décembre 2017 | Rapport | Rockets de Houston 112, Jazz de l'Utah 101 | Rockets de Houston 112, Jazz de l'Utah 101 | Rockets de Houston 112, Jazz de l'Utah 101 |  | Vivint Smart Home Arena, Salt Lake City, Utah |

| 18 décembre 2017 | Rapport | Jazz de l'Utah 99, Rockets de Houston 120 | Jazz de l'Utah 99, Rockets de Houston 120 | Jazz de l'Utah 99, Rockets de Houston 120 |  | Toyota Center, Houston, Texas |

| 26 février 2018 | Rapport | Rockets de Houston 96, Jazz de l'Utah 85 | Rockets de Houston 96, Jazz de l'Utah 85 | Rockets de Houston 96, Jazz de l'Utah 85 |  | Vivint Smart Home Arena, Salt Lake City, Utah |

Dernière rencontre en playoffsPremier tour de conférence Ouest 2008 (Utah gagne 4-2).

##### (2)Warriors de Golden Statevs.Pelicans de La Nouvelle-Orléans(6)
| 28 avril 2018 22h30 EDT | Rapport | Pelicans de La Nouvelle-Orléans 101, Warriors de Golden State 123 | Pelicans de La Nouvelle-Orléans 101, Warriors de Golden State 123 | Pelicans de La Nouvelle-Orléans 101, Warriors de Golden State 123 |  | Oracle Arena, Oakland, Californie Affluence : 19 596 Arbitres : Ken Mauer, Bill Kennedy, James Williams | TNT |
| 28 avril 2018 22h30 EDT | Rapport | Score par quart-temps : 34-35, 21-41, 19-27, 27-20                |                                                                   |                                                                   |  | Oracle Arena, Oakland, Californie Affluence : 19 596 Arbitres : Ken Mauer, Bill Kennedy, James Williams | TNT |
| 28 avril 2018 22h30 EDT | Rapport | Score par mi-temps : 55-76, 46-47                                 |                                                                   |                                                                   |  | Oracle Arena, Oakland, Californie Affluence : 19 596 Arbitres : Ken Mauer, Bill Kennedy, James Williams | TNT |
| 28 avril 2018 22h30 EDT | Rapport | Anthony Davis, 21 Anthony Davis, 10 Rajon Rondo, 11               | Points Rebonds Passes d.                                          | Klay Thompson, 27 Draymond Green, 15 Draymond Green, 11           |  | Oracle Arena, Oakland, Californie Affluence : 19 596 Arbitres : Ken Mauer, Bill Kennedy, James Williams | TNT |

| 1er mai 2018 22h30 EDT | Rapport | Pelicans de La Nouvelle-Orléans 116, Warriors de Golden State 121 | Pelicans de La Nouvelle-Orléans 116, Warriors de Golden State 121 | Pelicans de La Nouvelle-Orléans 116, Warriors de Golden State 121 |  | Oracle Arena, Oakland, Californie Affluence : 19 596 Arbitres : Jason Phillips, Sean Wright, Mike Callahan | TNT |
| 1er mai 2018 22h30 EDT | Rapport | Score par quart-temps : 29-27, 26-31, 31-30, 30-33                |                                                                   |                                                                   |  | Oracle Arena, Oakland, Californie Affluence : 19 596 Arbitres : Jason Phillips, Sean Wright, Mike Callahan | TNT |
| 1er mai 2018 22h30 EDT | Rapport | Score par mi-temps : 55-58, 61-63                                 |                                                                   |                                                                   |  | Oracle Arena, Oakland, Californie Affluence : 19 596 Arbitres : Jason Phillips, Sean Wright, Mike Callahan | TNT |
| 1er mai 2018 22h30 EDT | Rapport | Anthony Davis, 25 Anthony Davis, 15 Rajon Rondo, 12               | Points Rebonds Passes d.                                          | Kevin Durant, 29 Draymond Green, 9 Draymond Green, 12             |  | Oracle Arena, Oakland, Californie Affluence : 19 596 Arbitres : Jason Phillips, Sean Wright, Mike Callahan | TNT |

| 4 mai 2018 20h00 EDT | Rapport | Warriors de Golden State 100, Pelicans de La Nouvelle-Orléans 119 | Warriors de Golden State 100, Pelicans de La Nouvelle-Orléans 119 | Warriors de Golden State 100, Pelicans de La Nouvelle-Orléans 119 |  | Smoothie King Center, La Nouvelle-Orléans, Louisiane Affluence : 18 551 Arbitres : Scott Foster, Mark Ayotte, Eric Lewis | ESPN |
| 4 mai 2018 20h00 EDT | Rapport | Score par quart-temps : 21-30, 35-32, 19-30, 25-27                |                                                                   |                                                                   |  | Smoothie King Center, La Nouvelle-Orléans, Louisiane Affluence : 18 551 Arbitres : Scott Foster, Mark Ayotte, Eric Lewis | ESPN |
| 4 mai 2018 20h00 EDT | Rapport | Score par mi-temps : 56-62, 44-57                                 |                                                                   |                                                                   |  | Smoothie King Center, La Nouvelle-Orléans, Louisiane Affluence : 18 551 Arbitres : Scott Foster, Mark Ayotte, Eric Lewis | ESPN |
| 4 mai 2018 20h00 EDT | Rapport | Klay Thompson, 26 Draymond Green, 12 Draymond Green, 9            | Points Rebonds Passes d.                                          | Anthony Davis, 33 Anthony Davis, 18 Rajon Rondo, 21               |  | Smoothie King Center, La Nouvelle-Orléans, Louisiane Affluence : 18 551 Arbitres : Scott Foster, Mark Ayotte, Eric Lewis | ESPN |

| 6 mai 2018 15h30 EDT | Rapport | Warriors de Golden State 118, Pelicans de La Nouvelle-Orléans 92 | Warriors de Golden State 118, Pelicans de La Nouvelle-Orléans 92 | Warriors de Golden State 118, Pelicans de La Nouvelle-Orléans 92 |  | Smoothie King Center, La Nouvelle-Orléans, Louisiane Affluence : 18 513 Arbitres : James Capers, Tom Washington, Zach Zarba | ABC |
| 6 mai 2018 15h30 EDT | Rapport | Score par quart-temps : 37-22, 24-32, 33-19, 24-19               |                                                                  |                                                                  |  | Smoothie King Center, La Nouvelle-Orléans, Louisiane Affluence : 18 513 Arbitres : James Capers, Tom Washington, Zach Zarba | ABC |
| 6 mai 2018 15h30 EDT | Rapport | Score par mi-temps : 61-54, 57-38                                |                                                                  |                                                                  |  | Smoothie King Center, La Nouvelle-Orléans, Louisiane Affluence : 18 513 Arbitres : James Capers, Tom Washington, Zach Zarba | ABC |
| 6 mai 2018 15h30 EDT | Rapport | Kevin Durant, 38 Durant, Green, 9 Draymond Green, 9              | Points Rebonds Passes d.                                         | Anthony Davis, 26 Anthony Davis, 12 Rajon Rondo, 6               |  | Smoothie King Center, La Nouvelle-Orléans, Louisiane Affluence : 18 513 Arbitres : James Capers, Tom Washington, Zach Zarba | ABC |

| 8 mai 2018 16h30 EDT | Rapport | Pelicans de La Nouvelle-Orléans 104, Warriors de Golden State 113 | Pelicans de La Nouvelle-Orléans 104, Warriors de Golden State 113 | Pelicans de La Nouvelle-Orléans 104, Warriors de Golden State 113 |  | Oracle Arena, Oakland, Californie Affluence : 19 596 Arbitres : Derrick Stafford, Ed Malloy, Josh Tiven | TNT |
| 8 mai 2018 16h30 EDT | Rapport | Score par quart-temps : 26-32, 30-27, 19-36, 29-18                |                                                                   |                                                                   |  | Oracle Arena, Oakland, Californie Affluence : 19 596 Arbitres : Derrick Stafford, Ed Malloy, Josh Tiven | TNT |
| 8 mai 2018 16h30 EDT | Rapport | Score par mi-temps : 56-59, 48-54                                 |                                                                   |                                                                   |  | Oracle Arena, Oakland, Californie Affluence : 19 596 Arbitres : Derrick Stafford, Ed Malloy, Josh Tiven | TNT |
| 8 mai 2018 16h30 EDT | Rapport | Anthony Davis, 34 Anthony Davis, 19 Jrue Holiday, 11              | Points Rebonds Passes d.                                          | Stephen Curry, 28 Draymond Green, 14 Draymond Green, 9            |  | Oracle Arena, Oakland, Californie Affluence : 19 596 Arbitres : Derrick Stafford, Ed Malloy, Josh Tiven | TNT |
| 8 mai 2018 16h30 EDT | Rapport | Golden State remporte la série 4 à 1.                             |                                                                   |                                                                   |  | Oracle Arena, Oakland, Californie Affluence : 19 596 Arbitres : Derrick Stafford, Ed Malloy, Josh Tiven | TNT |

Matchs de saison régulière
Golden State gagne la série 3 à 1.
| 20 octobre 2017 | Rapport | Warriors de Golden State 128, Pelicans de La Nouvelle-Orléans 120 | Warriors de Golden State 128, Pelicans de La Nouvelle-Orléans 120 | Warriors de Golden State 128, Pelicans de La Nouvelle-Orléans 120 |  | Smoothie King Center, La Nouvelle-Orléans, Louisiane |

| 25 novembre 2017 | Rapport | Pelicans de La Nouvelle-Orléans 95, Warriors de Golden State 110 | Pelicans de La Nouvelle-Orléans 95, Warriors de Golden State 110 | Pelicans de La Nouvelle-Orléans 95, Warriors de Golden State 110 |  | Oracle Arena, Oakland, Californie |

| 4 décembre 2017 | Rapport | Warriors de Golden State 125, Pelicans de La Nouvelle-Orléans 115 | Warriors de Golden State 125, Pelicans de La Nouvelle-Orléans 115 | Warriors de Golden State 125, Pelicans de La Nouvelle-Orléans 115 |  | Smoothie King Center, La Nouvelle-Orléans, Louisiane |

| 7 avril 2018 | Rapport | Pelicans de La Nouvelle-Orléans 126, Warriors de Golden State 120 | Pelicans de La Nouvelle-Orléans 126, Warriors de Golden State 120 | Pelicans de La Nouvelle-Orléans 126, Warriors de Golden State 120 |  | Oracle Arena, Oakland, Californie |

Dernière rencontre en playoffsPremier tour de conférence Ouest 2015 (Golden State gagne 4-0).

#### Finale de conférence

##### (1)Rockets de Houstonvs.Warriors de Golden State(2)
| 14 mai 2018 21h00 EDT | Rapport | Warriors de Golden State 119, Rockets de Houston 106 | Warriors de Golden State 119, Rockets de Houston 106 | Warriors de Golden State 119, Rockets de Houston 106 |  | Toyota Center, Houston, Texas Affluence : 18 055 Arbitres : Scott Foster, Tony Brothers, Tom Washington | TNT |
| 14 mai 2018 21h00 EDT | Rapport | Score par quart-temps : 29-30, 27-26, 31-24, 32-26   |                                                      |                                                      |  | Toyota Center, Houston, Texas Affluence : 18 055 Arbitres : Scott Foster, Tony Brothers, Tom Washington | TNT |
| 14 mai 2018 21h00 EDT | Rapport | Score par mi-temps : 56-56, 63-50                    |                                                      |                                                      |  | Toyota Center, Houston, Texas Affluence : 18 055 Arbitres : Scott Foster, Tony Brothers, Tom Washington | TNT |
| 14 mai 2018 21h00 EDT | Rapport | Kevin Durant, 37 Draymond Green, 9 Draymond Green, 9 | Points Rebonds Passes d.                             | James Harden, 41 Chris Paul, 11 James Harden, 7      |  | Toyota Center, Houston, Texas Affluence : 18 055 Arbitres : Scott Foster, Tony Brothers, Tom Washington | TNT |

| 16 mai 2018 21h00 EDT | Rapport | Warriors de Golden State 105, Rockets de Houston 127 | Warriors de Golden State 105, Rockets de Houston 127 | Warriors de Golden State 105, Rockets de Houston 127 |  | Toyota Center, Houston, Texas Affluence : 18 119 Arbitres : Ken Mauer, David Guthrie, Ed Malloy | TNT |
| 16 mai 2018 21h00 EDT | Rapport | Score par quart-temps : 21-26, 29-38, 29-31, 26-32   |                                                      |                                                      |  | Toyota Center, Houston, Texas Affluence : 18 119 Arbitres : Ken Mauer, David Guthrie, Ed Malloy | TNT |
| 16 mai 2018 21h00 EDT | Rapport | Score par mi-temps : 50-64, 55-63                    |                                                      |                                                      |  | Toyota Center, Houston, Texas Affluence : 18 119 Arbitres : Ken Mauer, David Guthrie, Ed Malloy | TNT |
| 16 mai 2018 21h00 EDT | Rapport | Kevin Durant, 38 Stephen Curry, 7 Stephen Curry, 7   | Points Rebonds Passes d.                             | Gordon, Harden, 27 Capela, Harden, 10 Ariza, Paul, 6 |  | Toyota Center, Houston, Texas Affluence : 18 119 Arbitres : Ken Mauer, David Guthrie, Ed Malloy | TNT |

| 20 mai 2018 20h00 EDT | Rapport | Rockets de Houston 85, Warriors de Golden State 126 | Rockets de Houston 85, Warriors de Golden State 126 | Rockets de Houston 85, Warriors de Golden State 126   |  | Oracle Arena, Oakland, Californie Affluence : 19 596 Arbitres : Marc Davis, Sean Corbin, Jason Phillips | TNT |
| 20 mai 2018 20h00 EDT | Rapport | Score par quart-temps : 22-31, 21-23, 24-34, 18-38  |                                                     |                                                       |  | Oracle Arena, Oakland, Californie Affluence : 19 596 Arbitres : Marc Davis, Sean Corbin, Jason Phillips | TNT |
| 20 mai 2018 20h00 EDT | Rapport | Score par mi-temps : 43-54, 42-72                   |                                                     |                                                       |  | Oracle Arena, Oakland, Californie Affluence : 19 596 Arbitres : Marc Davis, Sean Corbin, Jason Phillips | TNT |
| 20 mai 2018 20h00 EDT | Rapport | James Harden, 20 Chris Paul, 10 James Harden, 9     | Points Rebonds Passes d.                            | Stephen Curry, 35 Draymond Green, 17 Durant, Green, 6 |  | Oracle Arena, Oakland, Californie Affluence : 19 596 Arbitres : Marc Davis, Sean Corbin, Jason Phillips | TNT |

| 22 mai 2018 21h00 EDT | Rapport | Rockets de Houston 95, Warriors de Golden State 92 | Rockets de Houston 95, Warriors de Golden State 92 | Rockets de Houston 95, Warriors de Golden State 92     |  | Oracle Arena, Oakland, Californie Affluence : 19 596 Arbitres : Mike Callahan, Kane Fitzgerald, Derrick Stafford | TNT |
| 22 mai 2018 21h00 EDT | Rapport | Score par quart-temps : 19-28, 34-18, 17-34, 25-12 |                                                    |                                                        |  | Oracle Arena, Oakland, Californie Affluence : 19 596 Arbitres : Mike Callahan, Kane Fitzgerald, Derrick Stafford | TNT |
| 22 mai 2018 21h00 EDT | Rapport | Score par mi-temps : 53-46, 42-46                  |                                                    |                                                        |  | Oracle Arena, Oakland, Californie Affluence : 19 596 Arbitres : Mike Callahan, Kane Fitzgerald, Derrick Stafford | TNT |
| 22 mai 2018 21h00 EDT | Rapport | James Harden, 30 P. J. Tucker, 16 Harden, Paul, 4  | Points Rebonds Passes d.                           | Stephen Curry, 28 Draymond Green, 13 Draymond Green, 8 |  | Oracle Arena, Oakland, Californie Affluence : 19 596 Arbitres : Mike Callahan, Kane Fitzgerald, Derrick Stafford | TNT |

| 24 mai 2018 21h00 EDT | Rapport | Warriors de Golden State 94, Rockets de Houston 98   | Warriors de Golden State 94, Rockets de Houston 98 | Warriors de Golden State 94, Rockets de Houston 98 |  | Toyota Center, Houston, Texas Affluence : 18 208 Arbitres : James Capers, Zach Zarba, Eric Lewis | TNT |
| 24 mai 2018 21h00 EDT | Rapport | Score par quart-temps : 17-23, 28-22, 27-26, 22-27   |                                                    |                                                    |  | Toyota Center, Houston, Texas Affluence : 18 208 Arbitres : James Capers, Zach Zarba, Eric Lewis | TNT |
| 24 mai 2018 21h00 EDT | Rapport | Score par mi-temps : 45-45, 49-53                    |                                                    |                                                    |  | Toyota Center, Houston, Texas Affluence : 18 208 Arbitres : James Capers, Zach Zarba, Eric Lewis | TNT |
| 24 mai 2018 21h00 EDT | Rapport | Kevin Durant, 29 Draymond Green, 15 Stephen Curry, 6 | Points Rebonds Passes d.                           | Eric Gordon, 24 Clint Capela, 14 Chris Paul, 6     |  | Toyota Center, Houston, Texas Affluence : 18 208 Arbitres : James Capers, Zach Zarba, Eric Lewis | TNT |

| 26 mai 2018 21h00 EDT | Rapport | Rockets de Houston 86, Warriors de Golden State 115 | Rockets de Houston 86, Warriors de Golden State 115 | Rockets de Houston 86, Warriors de Golden State 115    |  | Oracle Arena, Oakland, Californie Affluence : 19 596 Arbitres : Ken Mauer, David Guthrie, Ed Malloy | TNT |
| 26 mai 2018 21h00 EDT | Rapport | Score par quart-temps : 39-22, 22-29, 16-33, 9-31   |                                                     |                                                        |  | Oracle Arena, Oakland, Californie Affluence : 19 596 Arbitres : Ken Mauer, David Guthrie, Ed Malloy | TNT |
| 26 mai 2018 21h00 EDT | Rapport | Score par mi-temps : 61-51, 25-64                   |                                                     |                                                        |  | Oracle Arena, Oakland, Californie Affluence : 19 596 Arbitres : Ken Mauer, David Guthrie, Ed Malloy | TNT |
| 26 mai 2018 21h00 EDT | Rapport | James Harden, 32 Clint Capela, 15 James Harden, 9   | Points Rebonds Passes d.                            | Klay Thompson, 35 Draymond Green, 10 Draymond Green, 9 |  | Oracle Arena, Oakland, Californie Affluence : 19 596 Arbitres : Ken Mauer, David Guthrie, Ed Malloy | TNT |

| 28 mai 2018 15h00 EDT | Rapport | Warriors de Golden State 101, Rockets de Houston 92   | Warriors de Golden State 101, Rockets de Houston 92 | Warriors de Golden State 101, Rockets de Houston 92 |  | Toyota Center, Houston, Texas Affluence : 18 104 Arbitres : Derrick Stafford, Mike Callahan, Scott Foster | TNT |
| 28 mai 2018 15h00 EDT | Rapport | Score par quart-temps : 19-24, 24-30, 33-15, 25-23    |                                                     |                                                     |  | Toyota Center, Houston, Texas Affluence : 18 104 Arbitres : Derrick Stafford, Mike Callahan, Scott Foster | TNT |
| 28 mai 2018 15h00 EDT | Rapport | Score par mi-temps : 43-54, 58-38                     |                                                     |                                                     |  | Toyota Center, Houston, Texas Affluence : 18 104 Arbitres : Derrick Stafford, Mike Callahan, Scott Foster | TNT |
| 28 mai 2018 15h00 EDT | Rapport | Kevin Durant, 34 Draymond Green, 13 Stephen Curry, 10 | Points Rebonds Passes d.                            | James Harden, 32 P. J. Tucker, 12 Harden, Gordon, 6 |  | Toyota Center, Houston, Texas Affluence : 18 104 Arbitres : Derrick Stafford, Mike Callahan, Scott Foster | TNT |
| 28 mai 2018 15h00 EDT | Rapport | Golden State remporte la série 4 à 3.                 |                                                     |                                                     |  | Toyota Center, Houston, Texas Affluence : 18 104 Arbitres : Derrick Stafford, Mike Callahan, Scott Foster | TNT |

Matchs de saison régulière
Houston gagne la série 2 à 1.
| 17 octobre 2017 | Rapport | Rockets de Houston 122, Warriors de Golden State 121 | Rockets de Houston 122, Warriors de Golden State 121 | Rockets de Houston 122, Warriors de Golden State 121 |  | Oracle Arena, Oakland, Californie |

| 4 janvier 2018 | Rapport | Warriors de Golden State 124, Rockets de Houston 114 | Warriors de Golden State 124, Rockets de Houston 114 | Warriors de Golden State 124, Rockets de Houston 114 |  | Toyota Center, Houston, Texas |

| 20 janvier 2018 | Rapport | Warriors de Golden State 108, Rockets de Houston 116 | Warriors de Golden State 108, Rockets de Houston 116 | Warriors de Golden State 108, Rockets de Houston 116 |  | Toyota Center, Houston, Texas |

Dernière rencontre en playoffsPremier tour de conférence Ouest 2016 (Golden State gagne 4-1).

## Finales NBA: (E4) Cavaliers de Cleveland vs (O2) Warriors de Golden State
| 31 mai 2018 21h00 EDT | Rapport | Cavaliers de Cleveland 114, Warriors de Golden State 124      | Cavaliers de Cleveland 114, Warriors de Golden State 124 | Cavaliers de Cleveland 114, Warriors de Golden State 124 | OT | Oracle Arena, Oakland, Californie Affluence : 19 596 | ABC, beIn Sports |
| 31 mai 2018 21h00 EDT | Rapport | Score par quart-temps : 30-29, 26-27, 22-28, 29-23, OT : 7-17 |                                                          |                                                          | OT | Oracle Arena, Oakland, Californie Affluence : 19 596 | ABC, beIn Sports |
| 31 mai 2018 21h00 EDT | Rapport | Score par mi-temps : 56-56, 58-68                             |                                                          |                                                          | OT | Oracle Arena, Oakland, Californie Affluence : 19 596 | ABC, beIn Sports |
| 31 mai 2018 21h00 EDT | Rapport | LeBron James, 51 Kevin Love, 13 LeBron James, 8               | Points Rebonds Passes d.                                 | Stephen Curry, 29 Draymond Green, 11 Curry, Green, 9     | OT | Oracle Arena, Oakland, Californie Affluence : 19 596 | ABC, beIn Sports |

| 3 juin 2018 20h00 EDT | Rapport | Cavaliers de Cleveland 103, Warriors de Golden State 122 | Cavaliers de Cleveland 103, Warriors de Golden State 122 | Cavaliers de Cleveland 103, Warriors de Golden State 122 |  | Oracle Arena, Oakland, Californie Affluence : 19 596 Arbitres : Mike Callahan, David Guthrie, Derrick Stafford | ABC, beIn Sports |
| 3 juin 2018 20h00 EDT | Rapport | Score par quart-temps : 28-32, 18-27, 34-31, 23-32       |                                                          |                                                          |  | Oracle Arena, Oakland, Californie Affluence : 19 596 Arbitres : Mike Callahan, David Guthrie, Derrick Stafford | ABC, beIn Sports |
| 3 juin 2018 20h00 EDT | Rapport | Score par mi-temps : 46-59, 57-63                        |                                                          |                                                          |  | Oracle Arena, Oakland, Californie Affluence : 19 596 Arbitres : Mike Callahan, David Guthrie, Derrick Stafford | ABC, beIn Sports |
| 3 juin 2018 20h00 EDT | Rapport | LeBron James, 29 Kevin Love, 10 LeBron James, 13         | Points Rebonds Passes d.                                 | Stephen Curry, 33 Kevin Durant, 9 Stephen Curry, 8       |  | Oracle Arena, Oakland, Californie Affluence : 19 596 Arbitres : Mike Callahan, David Guthrie, Derrick Stafford | ABC, beIn Sports |

| 6 juin 2018 21h00 EDT | Rapport | Warriors de Golden State 110, Cavaliers de Cleveland 102 | Warriors de Golden State 110, Cavaliers de Cleveland 102 | Warriors de Golden State 110, Cavaliers de Cleveland 102 |  | Quicken Loans Arena, Cleveland, Ohio Affluence : 20 562 Arbitres : Marc Davis, John Goble, Zach Zarba | ABC, beIn Sports |
| 6 juin 2018 21h00 EDT | Rapport | Score par quart-temps : 28-29, 24-29, 31-23, 27-21       |                                                          |                                                          |  | Quicken Loans Arena, Cleveland, Ohio Affluence : 20 562 Arbitres : Marc Davis, John Goble, Zach Zarba | ABC, beIn Sports |
| 6 juin 2018 21h00 EDT | Rapport | Score par mi-temps : 52-58, 58-44                        |                                                          |                                                          |  | Quicken Loans Arena, Cleveland, Ohio Affluence : 20 562 Arbitres : Marc Davis, John Goble, Zach Zarba | ABC, beIn Sports |
| 6 juin 2018 21h00 EDT | Rapport | Kevin Durant, 43 Kevin Durant, 13 Draymond Green, 9      | Points Rebonds Passes d.                                 | LeBron James, 33 Kevin Love, 13 LeBron James, 11         |  | Quicken Loans Arena, Cleveland, Ohio Affluence : 20 562 Arbitres : Marc Davis, John Goble, Zach Zarba | ABC, beIn Sports |

| 8 juin 2018 21h00 EDT | Rapport | Warriors de Golden State 108, Cavaliers de Cleveland 85                                                | Warriors de Golden State 108, Cavaliers de Cleveland 85 | Warriors de Golden State 108, Cavaliers de Cleveland 85 |  | Quicken Loans Arena, Cleveland, Ohio Affluence : 20 562 Arbitres : Scott Foster, James Capers, Jason Phillips | ABC, beIn Sports |
| 8 juin 2018 21h00 EDT | Rapport | Score par quart-temps : 34-25, 27-27, 25-13, 22-20                                                     |                                                         |                                                         |  | Quicken Loans Arena, Cleveland, Ohio Affluence : 20 562 Arbitres : Scott Foster, James Capers, Jason Phillips | ABC, beIn Sports |
| 8 juin 2018 21h00 EDT | Rapport | Score par mi-temps : 61-52, 47-33                                                                      |                                                         |                                                         |  | Quicken Loans Arena, Cleveland, Ohio Affluence : 20 562 Arbitres : Scott Foster, James Capers, Jason Phillips | ABC, beIn Sports |
| 8 juin 2018 21h00 EDT | Rapport | Stephen Curry, 37 Kevin Durant, 12 Kevin Durant, 10                                                    | Points Rebonds Passes d.                                | LeBron James, 23 Kevin Love, 9 LeBron James, 8          |  | Quicken Loans Arena, Cleveland, Ohio Affluence : 20 562 Arbitres : Scott Foster, James Capers, Jason Phillips | ABC, beIn Sports |
| 8 juin 2018 21h00 EDT | Rapport | Golden State remporte la série 4 à 0 et remporte le titre NBA. Kevin Durant est nommé MVP des Finales. |                                                         |                                                         |  | Quicken Loans Arena, Cleveland, Ohio Affluence : 20 562 Arbitres : Scott Foster, James Capers, Jason Phillips | ABC, beIn Sports |

Matchs de saison régulière
Golden State gagne la série 2 à 0.
| 25 décembre 2017 | Rapport | Cavaliers de Cleveland 92, Warriors de Golden State 99 | Cavaliers de Cleveland 92, Warriors de Golden State 99 | Cavaliers de Cleveland 92, Warriors de Golden State 99 |  | Oracle Arena, Oakland, Californie |

| 16 janvier 2018 | Rapport | Warriors de Golden State 118, Cavaliers de Cleveland 108 | Warriors de Golden State 118, Cavaliers de Cleveland 108 | Warriors de Golden State 118, Cavaliers de Cleveland 108 |  | Quicken Loans Arena, Cleveland, Ohio |

Dernière rencontre en playoffsFinales NBA 2017 (Golden State gagne 4-1).